# Lignes d'autobus du TEC Hainaut
Lignes d'autobus du TEC Hainaut.

## Lignes actuelles

### Lignes express
C'est le 1er octobre que le TEC lance son nouveau réseau de lignes Express structurantes. Dix lignes rapides qui sont alors lancées, ensuite, le réseau est enrichi de 9 nouvelles lignes le 1er septembre 2021.
| Ligne | Caractéristiques | Caractéristiques                                                           | Caractéristiques                                                           | Caractéristiques                                                           | Caractéristiques                                                           | Caractéristiques                                                           | Caractéristiques                                                           | Caractéristiques                                                           | Caractéristiques                                                           |
| E40   | Péruwelz SNCB ⥋ Ath SNCB / Ghislenghien Orientis 2 terminus partiel                                                                         | Péruwelz SNCB ⥋ Ath SNCB / Ghislenghien Orientis 2 terminus partiel        | Péruwelz SNCB ⥋ Ath SNCB / Ghislenghien Orientis 2 terminus partiel        | Péruwelz SNCB ⥋ Ath SNCB / Ghislenghien Orientis 2 terminus partiel        | Péruwelz SNCB ⥋ Ath SNCB / Ghislenghien Orientis 2 terminus partiel        | Péruwelz SNCB ⥋ Ath SNCB / Ghislenghien Orientis 2 terminus partiel        | Péruwelz SNCB ⥋ Ath SNCB / Ghislenghien Orientis 2 terminus partiel        | Péruwelz SNCB ⥋ Ath SNCB / Ghislenghien Orientis 2 terminus partiel        | Péruwelz SNCB ⥋ Ath SNCB / Ghislenghien Orientis 2 terminus partiel        |
| ----- | --- | -------------------------------------------------------------------------- | -------------------------------------------------------------------------- | -------------------------------------------------------------------------- | -------------------------------------------------------------------------- | -------------------------------------------------------------------------- | -------------------------------------------------------------------------- | -------------------------------------------------------------------------- | -------------------------------------------------------------------------- |
| E40   | Ouverture / Fermeture 5 octobre 2020 / — | Longueur 43,2KM km                                                         | Durée —                                                                    | Nb. d’arrêts 12                                                            | Matériel Mercedes-Benz Sprinter                                            | Jours de fonctionnement L, Ma, Me, J, V, S                                 | Jour / Soir / Nuit / Fêtes O / N / N / N                                   | Voy. / an —                                                                | Dépôt Voyages Degrève                                                      |
| E40   | Desserte : Péruwelz Gare - Zoning Hurtrie - Quevaucamps - Belœil Place - Chièvres Ancienne Gendarmerie - Ath SNCB - Ghislenghien Orientis 2 |                                                                            |                                                                            |                                                                            |                                                                            |                                                                            |                                                                            |                                                                            |                                                                            |
| E40   | Autre : • Ligne express. • Tarification Express                                                                                             |                                                                            |                                                                            |                                                                            |                                                                            |                                                                            |                                                                            |                                                                            |                                                                            |
| E40   | Dernière actualisation : — |                                                                            |                                                                            |                                                                            |                                                                            |                                                                            |                                                                            |                                                                            |                                                                            |
| E41   | Péruwelz Ponsart ⥋ Ronse/Renaix Station/SNCB                                                                                                | Péruwelz Ponsart ⥋ Ronse/Renaix Station/SNCB                               | Péruwelz Ponsart ⥋ Ronse/Renaix Station/SNCB                               | Péruwelz Ponsart ⥋ Ronse/Renaix Station/SNCB                               | Péruwelz Ponsart ⥋ Ronse/Renaix Station/SNCB                               | Péruwelz Ponsart ⥋ Ronse/Renaix Station/SNCB                               | Péruwelz Ponsart ⥋ Ronse/Renaix Station/SNCB                               | Péruwelz Ponsart ⥋ Ronse/Renaix Station/SNCB                               | Péruwelz Ponsart ⥋ Ronse/Renaix Station/SNCB                               |
| E41   | Ouverture / Fermeture 1er septembre 2021 / —                                                                                                | Longueur —                                                                 | Durée —                                                                    | Nb. d’arrêts 6                                                             | Matériel Mercedes-Benz Sprinter                                            | Jours de fonctionnement L, Ma, Me, J, V                                    | Jour / Soir / Nuit / Fêtes O / N / N / N                                   | Voy. / an —                                                                | Dépôt Autobus Dujardin                                                     |
| E41   | Desserte : Péruwelz Gare - Roucourt Polaris - Leuze-en-Hainaut SNCB - Hacquegnies Longue Saule - Ronse/Renaix Station/SNCB                  |                                                                            |                                                                            |                                                                            |                                                                            |                                                                            |                                                                            |                                                                            |                                                                            |
| E41   | Autre : • Ligne express. • Tarification Express                                                                                             |                                                                            |                                                                            |                                                                            |                                                                            |                                                                            |                                                                            |                                                                            |                                                                            |
| E41   | Dernière actualisation : — |                                                                            |                                                                            |                                                                            |                                                                            |                                                                            |                                                                            |                                                                            |                                                                            |
| E42   | Ronse/Renaix Station/SNCB ⥋ Tournai SNCB / Orcq Planacord terminus partiel                                                                  | Ronse/Renaix Station/SNCB ⥋ Tournai SNCB / Orcq Planacord terminus partiel | Ronse/Renaix Station/SNCB ⥋ Tournai SNCB / Orcq Planacord terminus partiel | Ronse/Renaix Station/SNCB ⥋ Tournai SNCB / Orcq Planacord terminus partiel | Ronse/Renaix Station/SNCB ⥋ Tournai SNCB / Orcq Planacord terminus partiel | Ronse/Renaix Station/SNCB ⥋ Tournai SNCB / Orcq Planacord terminus partiel | Ronse/Renaix Station/SNCB ⥋ Tournai SNCB / Orcq Planacord terminus partiel | Ronse/Renaix Station/SNCB ⥋ Tournai SNCB / Orcq Planacord terminus partiel | Ronse/Renaix Station/SNCB ⥋ Tournai SNCB / Orcq Planacord terminus partiel |
| E42   | Ouverture / Fermeture 1er septembre 2021 / —                                                                                                | Longueur —                                                                 | Durée —                                                                    | Nb. d’arrêts 17                                                            | Matériel Mercedes-Benz Sprinter                                            | Jours de fonctionnement L, Ma, Me, J, V                                    | Jour / Soir / Nuit / Fêtes O / N / N / N                                   | Voy. / an —                                                                | Dépôt Autobus Dujardin                                                     |
| E42   | Desserte : Ronse/Renaix Station/SNCB - Celles Place - Tournai SNCB - Orcq Planacord - Marquain E-Campus - Ets Inch - Orcq Planacord         |                                                                            |                                                                            |                                                                            |                                                                            |                                                                            |                                                                            |                                                                            |                                                                            |
| E42   | Autre : • Ligne express. • Tarification Express                                                                                             |                                                                            |                                                                            |                                                                            |                                                                            |                                                                            |                                                                            |                                                                            |                                                                            |
| E42   | Dernière actualisation : — |                                                                            |                                                                            |                                                                            |                                                                            |                                                                            |                                                                            |                                                                            |                                                                            |
| E44   | Épinois Delhaize ⥋ Mons SNCB | Épinois Delhaize ⥋ Mons SNCB                                               | Épinois Delhaize ⥋ Mons SNCB                                               | Épinois Delhaize ⥋ Mons SNCB                                               | Épinois Delhaize ⥋ Mons SNCB                                               | Épinois Delhaize ⥋ Mons SNCB                                               | Épinois Delhaize ⥋ Mons SNCB                                               | Épinois Delhaize ⥋ Mons SNCB                                               | Épinois Delhaize ⥋ Mons SNCB                                               |
| E44   | Ouverture / Fermeture 1er septembre 2021 / —                                                                                                | Longueur —                                                                 | Durée 39 min                                                               | Nb. d’arrêts 9                                                             | Matériel Irizar i4                                                         | Jours de fonctionnement L, Ma, Me, J, V                                    | Jour / Soir / Nuit / Fêtes O / N / N / N                                   | Voy. / an —                                                                | Dépôt Régie                                                                |
| E44   | Desserte : Épinois Delhaize - Binche Kursaal-Postes - Péronnes-lez-Binche Léopold III - Bray Zoning - Mons Bascule (Fucam) - Hôpital - SNCB |                                                                            |                                                                            |                                                                            |                                                                            |                                                                            |                                                                            |                                                                            |                                                                            |
| E44   | Autre : • Ligne express. • Tarification Express                                                                                             |                                                                            |                                                                            |                                                                            |                                                                            |                                                                            |                                                                            |                                                                            |                                                                            |
| E44   | Dernière actualisation : — |                                                                            |                                                                            |                                                                            |                                                                            |                                                                            |                                                                            |                                                                            |                                                                            |

### Lignes transfrontalières
| Ligne | Caractéristiques | Caractéristiques | Caractéristiques | Caractéristiques | Caractéristiques | Caractéristiques | Caractéristiques | Caractéristiques | Caractéristiques |
| 5     | Valenciennes – Gare ⥋ Quiévrechain – Mairie / Crespin – Ancienne Mairie / Quiévrain – Gare | Valenciennes – Gare ⥋ Quiévrechain – Mairie / Crespin – Ancienne Mairie / Quiévrain – Gare                                               | Valenciennes – Gare ⥋ Quiévrechain – Mairie / Crespin – Ancienne Mairie / Quiévrain – Gare                                               | Valenciennes – Gare ⥋ Quiévrechain – Mairie / Crespin – Ancienne Mairie / Quiévrain – Gare                                               | Valenciennes – Gare ⥋ Quiévrechain – Mairie / Crespin – Ancienne Mairie / Quiévrain – Gare                                               | Valenciennes – Gare ⥋ Quiévrechain – Mairie / Crespin – Ancienne Mairie / Quiévrain – Gare                                               | Valenciennes – Gare ⥋ Quiévrechain – Mairie / Crespin – Ancienne Mairie / Quiévrain – Gare                                               | Valenciennes – Gare ⥋ Quiévrechain – Mairie / Crespin – Ancienne Mairie / Quiévrain – Gare                                               | Valenciennes – Gare ⥋ Quiévrechain – Mairie / Crespin – Ancienne Mairie / Quiévrain – Gare                                               |
| ----- | --- | --- | --- | --- | --- | --- | --- | --- | --- |
| 5     | Ouverture / Fermeture 4 septembre 2017 / — | Longueur — | Durée 40 min | Nb. d’arrêts 45 | Matériel Agora L Citelis 18 Urbanway 18 Urbanway 18 GNV                                                                                  | Jours de fonctionnement L, Ma, Me, J, V, S, D                                                                                            | Jour / Soir / Nuit / Fêtes O / N / N / O                                                                                                 | Voy. / an — | Dépôt Saint-Saulve (Transvilles) |
| 5     | Desserte : - Communes : Valenciennes – Saint-Saulve – Onnaing – Quarouble – Quiévrechain – Crespin – Quiévrain. - Stations et gares desservies : Gare de Valenciennes, Valenciennes – Gare (T1 et T2), Gare de Quiévrain. | | | | | | | | |
| 5     | Autre : | | | | | | | | |
| 5     | Dernière actualisation : — | | | | | | | | |
| 14    | Vieux-Condé – Mont de Péruwelz / Vieux-Condé – Solitude ⥋ Condé-sur-l'Escaut – Macou / Condé-sur-l'Escaut – Bonsecours / Péruwelz – Gare | Vieux-Condé – Mont de Péruwelz / Vieux-Condé – Solitude ⥋ Condé-sur-l'Escaut – Macou / Condé-sur-l'Escaut – Bonsecours / Péruwelz – Gare | Vieux-Condé – Mont de Péruwelz / Vieux-Condé – Solitude ⥋ Condé-sur-l'Escaut – Macou / Condé-sur-l'Escaut – Bonsecours / Péruwelz – Gare | Vieux-Condé – Mont de Péruwelz / Vieux-Condé – Solitude ⥋ Condé-sur-l'Escaut – Macou / Condé-sur-l'Escaut – Bonsecours / Péruwelz – Gare | Vieux-Condé – Mont de Péruwelz / Vieux-Condé – Solitude ⥋ Condé-sur-l'Escaut – Macou / Condé-sur-l'Escaut – Bonsecours / Péruwelz – Gare | Vieux-Condé – Mont de Péruwelz / Vieux-Condé – Solitude ⥋ Condé-sur-l'Escaut – Macou / Condé-sur-l'Escaut – Bonsecours / Péruwelz – Gare | Vieux-Condé – Mont de Péruwelz / Vieux-Condé – Solitude ⥋ Condé-sur-l'Escaut – Macou / Condé-sur-l'Escaut – Bonsecours / Péruwelz – Gare | Vieux-Condé – Mont de Péruwelz / Vieux-Condé – Solitude ⥋ Condé-sur-l'Escaut – Macou / Condé-sur-l'Escaut – Bonsecours / Péruwelz – Gare | Vieux-Condé – Mont de Péruwelz / Vieux-Condé – Solitude ⥋ Condé-sur-l'Escaut – Macou / Condé-sur-l'Escaut – Bonsecours / Péruwelz – Gare |
| 14    | Ouverture / Fermeture — / — | Longueur — | Durée 30-45 min | Nb. d’arrêts 28 | Matériel Agora S Citaro Facelift Citaro C2 Urbanway 12 Urbanway 12 GNV                                                                   | Jours de fonctionnement L, Ma, Me, J, V, S, D                                                                                            | Jour / Soir / Nuit / Fêtes O / N / N / O                                                                                                 | Voy. / an — | Dépôt Saint-Saulve (Transvilles) |
| 14    | Desserte : - Communes : Vieux-Condé – Condé-sur-l'Escaut – Péruwelz. - Stations et gares desservies : Le Boulon (T2), Hameau de Macou (T2), Gare de Péruwelz. | | | | | | | | |
| 14    | Autre : | | | | | | | | |
| 14    | Dernière actualisation : — | | | | | | | | |
| 41    | Maubeuge – Lycée Pierre Forest / Maubeuge – Pôle Gare ⥋ Mons – SNCB | Maubeuge – Lycée Pierre Forest / Maubeuge – Pôle Gare ⥋ Mons – SNCB                                                                      | Maubeuge – Lycée Pierre Forest / Maubeuge – Pôle Gare ⥋ Mons – SNCB                                                                      | Maubeuge – Lycée Pierre Forest / Maubeuge – Pôle Gare ⥋ Mons – SNCB                                                                      | Maubeuge – Lycée Pierre Forest / Maubeuge – Pôle Gare ⥋ Mons – SNCB                                                                      | Maubeuge – Lycée Pierre Forest / Maubeuge – Pôle Gare ⥋ Mons – SNCB                                                                      | Maubeuge – Lycée Pierre Forest / Maubeuge – Pôle Gare ⥋ Mons – SNCB                                                                      | Maubeuge – Lycée Pierre Forest / Maubeuge – Pôle Gare ⥋ Mons – SNCB                                                                      | Maubeuge – Lycée Pierre Forest / Maubeuge – Pôle Gare ⥋ Mons – SNCB                                                                      |
| 41    | Ouverture / Fermeture — / — | Longueur — | Durée 55 min | Nb. d’arrêts 46 | Matériel Evadys | Jours de fonctionnement L, Ma, Me, J, V, S                                                                                               | Jour / Soir / Nuit / Fêtes O / N / N / O                                                                                                 | Voy. / an — | Exploitant De Winter Voyages Degrève |
| 41    | Desserte : - Communes : Maubeuge – Mairieux – Bettignies – Gognies-Chaussée – Gœgnies-Chaussée – Quévy – Harveng – Asquillies – Mesvin – Ciply – Hyon – Mons - Principaux lieux desservis : Lycée Pierre Forest, Université polytechnique Hauts-de-France - Site de Maubeuge, Gare de Maubeuge, Zoo de Maubeuge, Hôtel de ville de Maubeuge, Centre-ville de Maubeuge, Cimetière de Maubeuge centre, Collège Jules Verne, Mairie de Bettignies, Mairie de Gognies-Chaussée, Instituts Saint-Luc, Hôpital de Mons, Athénée royal Marguerite Bervoets, Prison de Mons, Gare de Mons. | | | | | | | | |
| 41    | Autre : - Amplitude horaire et fréquence : - du lundi au vendredi : de 6 h 45 à 19 h 20 avec cinq allers-retours - samedis : de 12 h 15 à 19 h 20 avec deux allers-retours. - Particularités : - La ligne ne circule pas durant les jours fériés sauf le 8 mai, le 14 juillet, le 21 juillet et le 27 septembre. - La desserte de Maubeuge – Lycée Pierre Forest n'est pas effectuée durant les vacances scolaires françaises. - Tarification Stibus en France, tarification TEC en Belgique et pour les trajets internationaux. - Date de dernière mise à jour : 31 décembre 2023. | | | | | | | | |
| 41    | Dernière actualisation : — | | | | | | | | |
| MWR   | Roubaix – Eurotéléport ⥋ Mouscron – Gare | Roubaix – Eurotéléport ⥋ Mouscron – Gare                                                                                                 | Roubaix – Eurotéléport ⥋ Mouscron – Gare                                                                                                 | Roubaix – Eurotéléport ⥋ Mouscron – Gare                                                                                                 | Roubaix – Eurotéléport ⥋ Mouscron – Gare                                                                                                 | Roubaix – Eurotéléport ⥋ Mouscron – Gare                                                                                                 | Roubaix – Eurotéléport ⥋ Mouscron – Gare                                                                                                 | Roubaix – Eurotéléport ⥋ Mouscron – Gare                                                                                                 | Roubaix – Eurotéléport ⥋ Mouscron – Gare                                                                                                 |
| MWR   | Ouverture / Fermeture — / — | Longueur 14,4 km | Durée 45 min | Nb. d’arrêts 37 | Matériel Ilévia : Urbanway 12 GNV Citywide LFA GNV TEC Hainaut : Urbanway 12                                                             | Jours de fonctionnement L, Ma, Me, J, V, S, D                                                                                            | Jour / Soir / Nuit / Fêtes O / N / N / O                                                                                                 | Voy. / an — | Dépôt Wattrelos (Ilévia) Froyennes (TEC)                                                                                                 |
| MWR   | Desserte : - Communes : Roubaix – Wattrelos – Mouscron - Stations ou gares desservies : Eurotéléport , Gare de Herseaux, Gare de Mouscron. - Principaux lieux desservis : Centre commercial McArthurGlen, Centre commercial Grand Rue, Cinéma Le Duplexe, Archives nationales du monde du travail, Stade Avelghem, Lycée Jean Rostand, Hôtel de ville de Wattrelos, Collège Saint-Joseph, Complexe sportif La Herseautoise, Herseaux, Luingne, Institut Le Tremplin, Collège Sainte-Marie, Centre hospitalier de Mouscron, Centre-ville de Mouscron, Athénée royal Thomas Edison. | | | | | | | | |
| MWR   | Autre : - Amplitude horaire et fréquence : - du lundi au vendredi hors juillet et août : de 6 h 35 à 20 h 0 avec un bus toutes les 30 minutes en heures de pointe et toutes les 60 minutes en heures creuses. - samedis hors juillet et août : de 6 h 40 à 19 h 55 avec un bus toutes les 60 minutes. - du lundi au samedi en juillet et août : de 6 h 35 à 19 h 55 avec un bus toutes les 60 minutes. - dimanches et jours fériés : de 8 h 10 à 19 h 50 avec un bus toutes les 60 minutes. - Particularités : - La tarification Ilévia s'applique en France et la tarification TEC s'applique en Belgique. Le passage de la frontière nécessite un ticket spécifique. - La ligne fonctionne aux horaires des dimanches et jours fériés les jours de fêtes nationales. - Histoire : Ligne MW Mouscron Gare - Grand-Place - Gare - Luingne - Herseaux Citadelle - Wattrelos Hôtel de Ville : Cette ligne a été lancée le 6 avril 1992 et était un partenariat avec le réseau TCC, actuellement Ilévia. La ligne existe toujours et est prolongée jusque Roubaix depuis le 28 août 1995. De ce fait, la ligne est devenu MWR. Ligne MWR sur Commons | | | | | | | | |
| MWR   | Dernière actualisation : — | | | | | | | | |

### Région d'Ath - Blaton - Lessines
| Ligne | Caractéristiques | Caractéristiques | Caractéristiques | Caractéristiques | Caractéristiques | Caractéristiques | Caractéristiques | Caractéristiques | Caractéristiques |
| ?     | Ath SNCB ⥋ Flobecq/Vloesberg Ancienne Gare/Station / Ellezelles 4 Vents terminus partiel / Rebaix Place terminus partiel | Ath SNCB ⥋ Flobecq/Vloesberg Ancienne Gare/Station / Ellezelles 4 Vents terminus partiel / Rebaix Place terminus partiel                                                     | Ath SNCB ⥋ Flobecq/Vloesberg Ancienne Gare/Station / Ellezelles 4 Vents terminus partiel / Rebaix Place terminus partiel                                                     | Ath SNCB ⥋ Flobecq/Vloesberg Ancienne Gare/Station / Ellezelles 4 Vents terminus partiel / Rebaix Place terminus partiel                                                     | Ath SNCB ⥋ Flobecq/Vloesberg Ancienne Gare/Station / Ellezelles 4 Vents terminus partiel / Rebaix Place terminus partiel                                                     | Ath SNCB ⥋ Flobecq/Vloesberg Ancienne Gare/Station / Ellezelles 4 Vents terminus partiel / Rebaix Place terminus partiel                                                     | Ath SNCB ⥋ Flobecq/Vloesberg Ancienne Gare/Station / Ellezelles 4 Vents terminus partiel / Rebaix Place terminus partiel                                                     | Ath SNCB ⥋ Flobecq/Vloesberg Ancienne Gare/Station / Ellezelles 4 Vents terminus partiel / Rebaix Place terminus partiel                                                     | Ath SNCB ⥋ Flobecq/Vloesberg Ancienne Gare/Station / Ellezelles 4 Vents terminus partiel / Rebaix Place terminus partiel                                                     |
| ----- | --- | --- | --- | --- | --- | --- | --- | --- | --- |
| ?     | Ouverture / Fermeture 9 aout 1954 / — | Longueur — | Durée — | Nb. d’arrêts — | Matériel — | Jours de fonctionnement L, Ma, Me, J, V | Jour / Soir / Nuit / Fêtes O / N / N / N | Voy. / an — | Dépôt Autobus Dujardin |
| ?     | Desserte : Ellezelles 4 Vents - Place - Flobecq/Vloesberg Ancienne Gare/Station - Wodecq - Lahamaide - Œudeghien - Ostiches - Rebaix - Ath SNCB • Cette ligne a un itinéraire différent en fonction de l'heure et du jour. | | | | | | | | |
| ?     | Autre : Mise en service le 9 août 1954 sous l'indice 10 en remplacement de la ligne de tramway 403 (Ath - Flobecq). | | | | | | | | |
| ?     | Dernière actualisation : — | | | | | | | | |
| 12    | Ath SNCB ⥋ Blaton SNCB / Attre Route de Mévergnies terminus partiel / Ellignies-Sainte-Anne Carrefour de Leuze terminus partiel / Moulbaix Place terminus partiel | Ath SNCB ⥋ Blaton SNCB / Attre Route de Mévergnies terminus partiel / Ellignies-Sainte-Anne Carrefour de Leuze terminus partiel / Moulbaix Place terminus partiel            | Ath SNCB ⥋ Blaton SNCB / Attre Route de Mévergnies terminus partiel / Ellignies-Sainte-Anne Carrefour de Leuze terminus partiel / Moulbaix Place terminus partiel            | Ath SNCB ⥋ Blaton SNCB / Attre Route de Mévergnies terminus partiel / Ellignies-Sainte-Anne Carrefour de Leuze terminus partiel / Moulbaix Place terminus partiel            | Ath SNCB ⥋ Blaton SNCB / Attre Route de Mévergnies terminus partiel / Ellignies-Sainte-Anne Carrefour de Leuze terminus partiel / Moulbaix Place terminus partiel            | Ath SNCB ⥋ Blaton SNCB / Attre Route de Mévergnies terminus partiel / Ellignies-Sainte-Anne Carrefour de Leuze terminus partiel / Moulbaix Place terminus partiel            | Ath SNCB ⥋ Blaton SNCB / Attre Route de Mévergnies terminus partiel / Ellignies-Sainte-Anne Carrefour de Leuze terminus partiel / Moulbaix Place terminus partiel            | Ath SNCB ⥋ Blaton SNCB / Attre Route de Mévergnies terminus partiel / Ellignies-Sainte-Anne Carrefour de Leuze terminus partiel / Moulbaix Place terminus partiel            | Ath SNCB ⥋ Blaton SNCB / Attre Route de Mévergnies terminus partiel / Ellignies-Sainte-Anne Carrefour de Leuze terminus partiel / Moulbaix Place terminus partiel            |
| 12    | Ouverture / Fermeture — / — | Longueur — | Durée — | Nb. d’arrêts 29 | Matériel — | Jours de fonctionnement L, Ma, Me, J, V | Jour / Soir / Nuit / Fêtes O / N / N / N | Voy. / an — | Dépôt Autobus Dujardin |
| 12    | Desserte : • Ath SNCB - Irchonwelz - Ormeignies - Ellignies-Sainte-Anne Place Communale - Quevaucamps Pâturages - Place - Blaton SNCB • Ath SNCB - Ch EpiCura - Quartier de l'Europe - Irchonwelz - Villers-Saint-Amand - Ligne - Moulbaix - Autreppe - Blicquy - Ellignies-Sainte-Anne Carrefour de Leuze • Attre Route de Mévergnies - Maffle Centre - Ath SNCB                      | | | | | | | | |
| 12    | Autre : • Cette ligne a un itinéraire différent en fonction de l'heure et du jour | | | | | | | | |
| 12    | Dernière actualisation : — | | | | | | | | |
| 80    | Blaton SNCB ⥋ Blaton SNCB / Quevaucamps Pâturages terminus partiel / Bernissart Ancienne Gare terminus partiel | Blaton SNCB ⥋ Blaton SNCB / Quevaucamps Pâturages terminus partiel / Bernissart Ancienne Gare terminus partiel                                                               | Blaton SNCB ⥋ Blaton SNCB / Quevaucamps Pâturages terminus partiel / Bernissart Ancienne Gare terminus partiel                                                               | Blaton SNCB ⥋ Blaton SNCB / Quevaucamps Pâturages terminus partiel / Bernissart Ancienne Gare terminus partiel                                                               | Blaton SNCB ⥋ Blaton SNCB / Quevaucamps Pâturages terminus partiel / Bernissart Ancienne Gare terminus partiel                                                               | Blaton SNCB ⥋ Blaton SNCB / Quevaucamps Pâturages terminus partiel / Bernissart Ancienne Gare terminus partiel                                                               | Blaton SNCB ⥋ Blaton SNCB / Quevaucamps Pâturages terminus partiel / Bernissart Ancienne Gare terminus partiel                                                               | Blaton SNCB ⥋ Blaton SNCB / Quevaucamps Pâturages terminus partiel / Bernissart Ancienne Gare terminus partiel                                                               | Blaton SNCB ⥋ Blaton SNCB / Quevaucamps Pâturages terminus partiel / Bernissart Ancienne Gare terminus partiel                                                               |
| 80    | Ouverture / Fermeture — / — | Longueur — | Durée — | Nb. d’arrêts 23 | Matériel — | Jours de fonctionnement L, Ma, Me, J, V | Jour / Soir / Nuit / Fêtes O / N / N / N | Voy. / an — | Dépôt Autobus Dujardin |
| 80    | Desserte : • Blaton - Quevaucamps - Blaton • Blaton - Bernissart - Blaton | | | | | | | | |
| 80    | Autre : • Cette ligne a un itinéraire différent en fonction de l'heure et du jour | | | | | | | | |
| 80    | Dernière actualisation : — | | | | | | | | |
| 81    | Blaton SNCB / Beloeil Ecacheries terminus partiel ⥋ Ath SNCB | Blaton SNCB / Beloeil Ecacheries terminus partiel ⥋ Ath SNCB | Blaton SNCB / Beloeil Ecacheries terminus partiel ⥋ Ath SNCB | Blaton SNCB / Beloeil Ecacheries terminus partiel ⥋ Ath SNCB | Blaton SNCB / Beloeil Ecacheries terminus partiel ⥋ Ath SNCB | Blaton SNCB / Beloeil Ecacheries terminus partiel ⥋ Ath SNCB | Blaton SNCB / Beloeil Ecacheries terminus partiel ⥋ Ath SNCB | Blaton SNCB / Beloeil Ecacheries terminus partiel ⥋ Ath SNCB | Blaton SNCB / Beloeil Ecacheries terminus partiel ⥋ Ath SNCB |
| 81    | Ouverture / Fermeture — / — | Longueur — | Durée — | Nb. d’arrêts 42 | Matériel — | Jours de fonctionnement L, Ma, Me, J, V, S | Jour / Soir / Nuit / Fêtes O / O / N / N | Voy. / an — | Dépôt Autobus Dujardin |
| 81    | Desserte : • Blaton SNCB - Quevaucamps - Grandglise - Stambruges - Beloeil - Huissignies - Ladeuze - Tongre-Notre-Dame - Ormeignies - Irchonwelz - Ath SNCB | | | | | | | | |
| 81    | Autre : • Cette ligne a un itinéraire différent en fonction de l'heure et du jour | | | | | | | | |
| 81    | Dernière actualisation : — | | | | | | | | |
| 86A   | Blaton SNCB / Péruwelz SNCB terminus partiel ⥋ Leuze-en-Hainaut SNCB / Péruwelz SNCB terminus partiel | Blaton SNCB / Péruwelz SNCB terminus partiel ⥋ Leuze-en-Hainaut SNCB / Péruwelz SNCB terminus partiel                                                                        | Blaton SNCB / Péruwelz SNCB terminus partiel ⥋ Leuze-en-Hainaut SNCB / Péruwelz SNCB terminus partiel                                                                        | Blaton SNCB / Péruwelz SNCB terminus partiel ⥋ Leuze-en-Hainaut SNCB / Péruwelz SNCB terminus partiel                                                                        | Blaton SNCB / Péruwelz SNCB terminus partiel ⥋ Leuze-en-Hainaut SNCB / Péruwelz SNCB terminus partiel                                                                        | Blaton SNCB / Péruwelz SNCB terminus partiel ⥋ Leuze-en-Hainaut SNCB / Péruwelz SNCB terminus partiel                                                                        | Blaton SNCB / Péruwelz SNCB terminus partiel ⥋ Leuze-en-Hainaut SNCB / Péruwelz SNCB terminus partiel                                                                        | Blaton SNCB / Péruwelz SNCB terminus partiel ⥋ Leuze-en-Hainaut SNCB / Péruwelz SNCB terminus partiel                                                                        | Blaton SNCB / Péruwelz SNCB terminus partiel ⥋ Leuze-en-Hainaut SNCB / Péruwelz SNCB terminus partiel                                                                        |
| 86A   | Ouverture / Fermeture — / — | Longueur — | Durée — | Nb. d’arrêts 46 | Matériel — | Jours de fonctionnement L, Ma, Me, J, V | Jour / Soir / Nuit / Fêtes O / N / N / N | Voy. / an — | Dépôt Autobus Dujardin |
| 86A   | Desserte : • Blaton SNCB / Quevaucamps - Basècles - Wadelincourt - Ellignies-Sainte-Anne Eglise - Tourpes - Leuze-en-Hainaut SNCB • Péruwelz SNCB - Basècles - Quevaucamps - Blaton SNCB • Péruwelz SNCB - Roucourt - Bury - Willaupuis - Leuze-en-Hainaut SNCB | | | | | | | | |
| 86A   | Autre : • Cette ligne a un itinéraire différent en fonction de l'heure et du jour | | | | | | | | |
| 86A   | Dernière actualisation : — | | | | | | | | |
| 86B   | Leuze-en-Hainaut SNCB / Frasnes-lez-Anvaing Ancienne Gareterminus partiel ⥋ Ronse/Renaix Station/SNCB / Leuze-en-Hainaut Prison terminus partiel / Forest-lez-Frasnes Eglise | Leuze-en-Hainaut SNCB / Frasnes-lez-Anvaing Ancienne Gareterminus partiel ⥋ Ronse/Renaix Station/SNCB / Leuze-en-Hainaut Prison terminus partiel / Forest-lez-Frasnes Eglise | Leuze-en-Hainaut SNCB / Frasnes-lez-Anvaing Ancienne Gareterminus partiel ⥋ Ronse/Renaix Station/SNCB / Leuze-en-Hainaut Prison terminus partiel / Forest-lez-Frasnes Eglise | Leuze-en-Hainaut SNCB / Frasnes-lez-Anvaing Ancienne Gareterminus partiel ⥋ Ronse/Renaix Station/SNCB / Leuze-en-Hainaut Prison terminus partiel / Forest-lez-Frasnes Eglise | Leuze-en-Hainaut SNCB / Frasnes-lez-Anvaing Ancienne Gareterminus partiel ⥋ Ronse/Renaix Station/SNCB / Leuze-en-Hainaut Prison terminus partiel / Forest-lez-Frasnes Eglise | Leuze-en-Hainaut SNCB / Frasnes-lez-Anvaing Ancienne Gareterminus partiel ⥋ Ronse/Renaix Station/SNCB / Leuze-en-Hainaut Prison terminus partiel / Forest-lez-Frasnes Eglise | Leuze-en-Hainaut SNCB / Frasnes-lez-Anvaing Ancienne Gareterminus partiel ⥋ Ronse/Renaix Station/SNCB / Leuze-en-Hainaut Prison terminus partiel / Forest-lez-Frasnes Eglise | Leuze-en-Hainaut SNCB / Frasnes-lez-Anvaing Ancienne Gareterminus partiel ⥋ Ronse/Renaix Station/SNCB / Leuze-en-Hainaut Prison terminus partiel / Forest-lez-Frasnes Eglise | Leuze-en-Hainaut SNCB / Frasnes-lez-Anvaing Ancienne Gareterminus partiel ⥋ Ronse/Renaix Station/SNCB / Leuze-en-Hainaut Prison terminus partiel / Forest-lez-Frasnes Eglise |
| 86B   | Ouverture / Fermeture — / — | Longueur — | Durée 50 min | Nb. d’arrêts 44 | Matériel — | Jours de fonctionnement L, Ma, Me, J, V | Jour / Soir / Nuit / Fêtes O / N / N / N | Voy. / an — | Dépôt Autobus Dujardin |
| 86B   | Desserte : • Leuze-en-Hainaut SNCB - Chapelle-à-Wattines - Grandmetz - Moustier-lez-Frasnes - Frasnes-lez-Anvaing - Anvaing - Saint-Sauveur - Dergneau - Ronse/Renaix Station/SNCB •Leuze-en-Hainaut SNCB - Rucher - Prison • Leuze-en-Hainaut SNCB - Thieulain - Herquegies - Moustier-lez-Frasnes - Frasnes-lez-Anvaing - Hacquegnies - Anvaing - Cordes - Forest-lez-Frasnes Eglise | | | | | | | | |
| 86B   | Autre : • Cette ligne a un itinéraire différent en fonction de l'heure et du jour | | | | | | | | |
| 86B   | Dernière actualisation : — | | | | | | | | |
| 86C   | Leuze-en-Hainaut SNCB ⥋ Péruwelz SNCB / Thumaide Sainte-Brigitte terminus partiel | Leuze-en-Hainaut SNCB ⥋ Péruwelz SNCB / Thumaide Sainte-Brigitte terminus partiel                                                                                            | Leuze-en-Hainaut SNCB ⥋ Péruwelz SNCB / Thumaide Sainte-Brigitte terminus partiel                                                                                            | Leuze-en-Hainaut SNCB ⥋ Péruwelz SNCB / Thumaide Sainte-Brigitte terminus partiel                                                                                            | Leuze-en-Hainaut SNCB ⥋ Péruwelz SNCB / Thumaide Sainte-Brigitte terminus partiel                                                                                            | Leuze-en-Hainaut SNCB ⥋ Péruwelz SNCB / Thumaide Sainte-Brigitte terminus partiel                                                                                            | Leuze-en-Hainaut SNCB ⥋ Péruwelz SNCB / Thumaide Sainte-Brigitte terminus partiel                                                                                            | Leuze-en-Hainaut SNCB ⥋ Péruwelz SNCB / Thumaide Sainte-Brigitte terminus partiel                                                                                            | Leuze-en-Hainaut SNCB ⥋ Péruwelz SNCB / Thumaide Sainte-Brigitte terminus partiel                                                                                            |
| 86C   | Ouverture / Fermeture — / — | Longueur — | Durée 58 min | Nb. d’arrêts 42 | Matériel — | Jours de fonctionnement L, Ma, Me, J, V | Jour / Soir / Nuit / Fêtes O / N / N / N | Voy. / an — | Dépôt Autobus Dujardin |
| 86C   | Desserte : • Leuze-en-Hainaut SNCB - Chapelle-à-Oie - Blicquy - Ellignies-Sainte-Anne - Beloeil - Stambruges - Quevaucamps - Basècles - Péruwelz SNCB / Thumaide Sainte-Brigitte | | | | | | | | |
| 86C   | Autre : • Cette ligne a un itinéraire différent en fonction de l'heure et du jour | | | | | | | | |
| 86C   | Dernière actualisation : — | | | | | | | | |

### Région du Centre
| Ligne   | Caractéristiques | Caractéristiques | Caractéristiques | Caractéristiques | Caractéristiques | Caractéristiques | Caractéristiques | Caractéristiques | Caractéristiques |
| 21      | Binche Grand-Rue / Merbes-Sainte-Marie Carrefour terminus partiel ⥋ Estinnes-au-Mont Place / Buvrinnes La Cornette terminus partiel | Binche Grand-Rue / Merbes-Sainte-Marie Carrefour terminus partiel ⥋ Estinnes-au-Mont Place / Buvrinnes La Cornette terminus partiel | Binche Grand-Rue / Merbes-Sainte-Marie Carrefour terminus partiel ⥋ Estinnes-au-Mont Place / Buvrinnes La Cornette terminus partiel | Binche Grand-Rue / Merbes-Sainte-Marie Carrefour terminus partiel ⥋ Estinnes-au-Mont Place / Buvrinnes La Cornette terminus partiel | Binche Grand-Rue / Merbes-Sainte-Marie Carrefour terminus partiel ⥋ Estinnes-au-Mont Place / Buvrinnes La Cornette terminus partiel | Binche Grand-Rue / Merbes-Sainte-Marie Carrefour terminus partiel ⥋ Estinnes-au-Mont Place / Buvrinnes La Cornette terminus partiel | Binche Grand-Rue / Merbes-Sainte-Marie Carrefour terminus partiel ⥋ Estinnes-au-Mont Place / Buvrinnes La Cornette terminus partiel | Binche Grand-Rue / Merbes-Sainte-Marie Carrefour terminus partiel ⥋ Estinnes-au-Mont Place / Buvrinnes La Cornette terminus partiel | Binche Grand-Rue / Merbes-Sainte-Marie Carrefour terminus partiel ⥋ Estinnes-au-Mont Place / Buvrinnes La Cornette terminus partiel |
| ------- | --- | --- | --- | --- | --- | --- | --- | --- | --- |
| 21      | Ouverture / Fermeture — / — | Longueur — | Durée 1h08 min | Nb. d’arrêts 58 | Matériel — | Jours de fonctionnement L, Ma, Me, J, V                                                                                             | Jour / Soir / Nuit / Fêtes O / N / N / N                                                                                            | Voy. / an — | Dépôt Voyages Nicolay |
| 21      | Desserte : Binche - Buvrinnes - Mont-Sainte-Geneviève - Lobbes Gare - Bienne-lez-Happart - Merbes-Sainte-Marie - Peissant - Faurœulx - Estinnes-au-Mont Place | | | | | | | | |
| 21      | Autre : | | | | | | | | |
| 21      | Dernière actualisation : — | | | | | | | | |
| 23/33   | Manage SNCB / Familleureux SNCB terminus partiel ⥋ Manage SNCB / Seneffe Centre terminus partiel | Manage SNCB / Familleureux SNCB terminus partiel ⥋ Manage SNCB / Seneffe Centre terminus partiel                                    | Manage SNCB / Familleureux SNCB terminus partiel ⥋ Manage SNCB / Seneffe Centre terminus partiel                                    | Manage SNCB / Familleureux SNCB terminus partiel ⥋ Manage SNCB / Seneffe Centre terminus partiel                                    | Manage SNCB / Familleureux SNCB terminus partiel ⥋ Manage SNCB / Seneffe Centre terminus partiel                                    | Manage SNCB / Familleureux SNCB terminus partiel ⥋ Manage SNCB / Seneffe Centre terminus partiel                                    | Manage SNCB / Familleureux SNCB terminus partiel ⥋ Manage SNCB / Seneffe Centre terminus partiel                                    | Manage SNCB / Familleureux SNCB terminus partiel ⥋ Manage SNCB / Seneffe Centre terminus partiel                                    | Manage SNCB / Familleureux SNCB terminus partiel ⥋ Manage SNCB / Seneffe Centre terminus partiel                                    |
| 23/33   | Ouverture / Fermeture — / — | Longueur — | Durée 54 min | Nb. d’arrêts 41 | Matériel Jonckheere Citéa | Jours de fonctionnement L, Ma, Me, J, V, S, D                                                                                       | Jour / Soir / Nuit / Fêtes O / O / N / O                                                                                            | Voy. / an — | Dépôt — |
| 23/33   | Desserte : Manage SNCB - Familleureux - Besonrieux - Bois-d'Haine - La Croyère - La Louvière Rue Piérard - Place Mansart - Tivoli - Jolimont Hôpital - Fayt-lez-Manage - Manage SNCB - Seneffe Centre | | | | | | | | |
| 23/33   | Autre : • Cette ligne a un itinéraire différent en fonction de l'heure et du jour | | | | | | | | |
| 23/33   | Dernière actualisation : — | | | | | | | | |
| 25/35   | Bois-d'Haine Brique d'Or / Jolimont Hôpital terminus partiel ⥋ Manage SNCB | Bois-d'Haine Brique d'Or / Jolimont Hôpital terminus partiel ⥋ Manage SNCB                                                          | Bois-d'Haine Brique d'Or / Jolimont Hôpital terminus partiel ⥋ Manage SNCB                                                          | Bois-d'Haine Brique d'Or / Jolimont Hôpital terminus partiel ⥋ Manage SNCB                                                          | Bois-d'Haine Brique d'Or / Jolimont Hôpital terminus partiel ⥋ Manage SNCB                                                          | Bois-d'Haine Brique d'Or / Jolimont Hôpital terminus partiel ⥋ Manage SNCB                                                          | Bois-d'Haine Brique d'Or / Jolimont Hôpital terminus partiel ⥋ Manage SNCB                                                          | Bois-d'Haine Brique d'Or / Jolimont Hôpital terminus partiel ⥋ Manage SNCB                                                          | Bois-d'Haine Brique d'Or / Jolimont Hôpital terminus partiel ⥋ Manage SNCB                                                          |
| 25/35   | Ouverture / Fermeture — / — | Longueur — | Durée 44 min | Nb. d’arrêts 33 | Matériel — | Jours de fonctionnement L, Ma, Me, J, V                                                                                             | Jour / Soir / Nuit / Fêtes O / O / N / N                                                                                            | Voy. / an — | Dépôt — |
| 25/35   | Desserte : Bois-d'Haine Brique d'Or - Noir Cerisier - La Croyère Cité Astrid - La Louvière Place Mansart - Tivoli - Jolimont Hôpital - Fayt-lez-Manage - Manage | | | | | | | | |
| 25/35   | Autre : • Cette ligne a un itinéraire différent en fonction de l'heure et du jour | | | | | | | | |
| 25/35   | Dernière actualisation : — | | | | | | | | |
| 26/36   | La Louvière Tivoli / Bois-d'Haine Noir Cerisier terminus partiel ⥋ Manage SNCB / Coq d'Inde terminus partiel | La Louvière Tivoli / Bois-d'Haine Noir Cerisier terminus partiel ⥋ Manage SNCB / Coq d'Inde terminus partiel                        | La Louvière Tivoli / Bois-d'Haine Noir Cerisier terminus partiel ⥋ Manage SNCB / Coq d'Inde terminus partiel                        | La Louvière Tivoli / Bois-d'Haine Noir Cerisier terminus partiel ⥋ Manage SNCB / Coq d'Inde terminus partiel                        | La Louvière Tivoli / Bois-d'Haine Noir Cerisier terminus partiel ⥋ Manage SNCB / Coq d'Inde terminus partiel                        | La Louvière Tivoli / Bois-d'Haine Noir Cerisier terminus partiel ⥋ Manage SNCB / Coq d'Inde terminus partiel                        | La Louvière Tivoli / Bois-d'Haine Noir Cerisier terminus partiel ⥋ Manage SNCB / Coq d'Inde terminus partiel                        | La Louvière Tivoli / Bois-d'Haine Noir Cerisier terminus partiel ⥋ Manage SNCB / Coq d'Inde terminus partiel                        | La Louvière Tivoli / Bois-d'Haine Noir Cerisier terminus partiel ⥋ Manage SNCB / Coq d'Inde terminus partiel                        |
| 26/36   | Ouverture / Fermeture — / — | Longueur — | Durée 53 min | Nb. d’arrêts 41 | Matériel Jonckheere Citéa | Jours de fonctionnement L, Ma, Me, J, V, S                                                                                          | Jour / Soir / Nuit / Fêtes O / O / N / N                                                                                            | Voy. / an — | Dépôt — |
| 26/36   | Desserte : La Louvière Tivoli - Jolimont Hôpital - Bois-d'Haine Nouvelle Place - La Croyère Cité Astrid - La Louvière Place Mansart - SNCB Sud Quai F - Haine-Saint-Pierre - Jolimont Ecoles - Fayt-lez-Manage - Manage SNCB - Seneffe Parc Inductriel - Manage Coq d'Inde                                       | | | | | | | | |
| 26/36   | Autre : • Cette ligne a un itinéraire différent en fonction de l'heure et du jour | | | | | | | | |
| 26/36   | Dernière actualisation : — | | | | | | | | |
| 30      | Anderlues Monument / La Louvière Gendarmerie terminus partiel ⥋ Strépy-Bracquegnies Pont Tournant / Thieu Ascenseur | Anderlues Monument / La Louvière Gendarmerie terminus partiel ⥋ Strépy-Bracquegnies Pont Tournant / Thieu Ascenseur                 | Anderlues Monument / La Louvière Gendarmerie terminus partiel ⥋ Strépy-Bracquegnies Pont Tournant / Thieu Ascenseur                 | Anderlues Monument / La Louvière Gendarmerie terminus partiel ⥋ Strépy-Bracquegnies Pont Tournant / Thieu Ascenseur                 | Anderlues Monument / La Louvière Gendarmerie terminus partiel ⥋ Strépy-Bracquegnies Pont Tournant / Thieu Ascenseur                 | Anderlues Monument / La Louvière Gendarmerie terminus partiel ⥋ Strépy-Bracquegnies Pont Tournant / Thieu Ascenseur                 | Anderlues Monument / La Louvière Gendarmerie terminus partiel ⥋ Strépy-Bracquegnies Pont Tournant / Thieu Ascenseur                 | Anderlues Monument / La Louvière Gendarmerie terminus partiel ⥋ Strépy-Bracquegnies Pont Tournant / Thieu Ascenseur                 | Anderlues Monument / La Louvière Gendarmerie terminus partiel ⥋ Strépy-Bracquegnies Pont Tournant / Thieu Ascenseur                 |
| 30      | Ouverture / Fermeture — / 1/08/2024 | Longueur — | Durée 69 - 81 min | Nb. d’arrêts 48 - 56 | Matériel Mercedes-Benz Citaro G C2 Van Hool A330                                                                                    | Jours de fonctionnement L, Ma, Me, J, V, S, D                                                                                       | Jour / Soir / Nuit / Fêtes O / O / N / O                                                                                            | Voy. / an — | Dépôt — |
| 30      | Desserte : Anderlues Jonction - Carnières - Morlanwelz - La Hestre - Jolimont - Haine-Saint-Pierre - La Louvière SNCB Sud - Place Mansart - Houdeng-Gœgnies Rue Houtart - Houdeng-Aimeries Jobrette - Strépy-Bracquegnies SNCB - Thieu Eglise - Thieu Ascenseur Strépy-Thieu / Strépy-Bracquegnies Pont Tournant | | | | | | | | |
| 30      | Autre : • Cette ligne a un itinéraire différent en fonction de l'heure et du jour | | | | | | | | |
| 30      | Dernière actualisation : — | | | | | | | | |
| 30      | Anderlues Jonction ⥋ Strépy-Bracquegnies Mont Gaveau | Anderlues Jonction ⥋ Strépy-Bracquegnies Mont Gaveau                                                                                | Anderlues Jonction ⥋ Strépy-Bracquegnies Mont Gaveau                                                                                | Anderlues Jonction ⥋ Strépy-Bracquegnies Mont Gaveau                                                                                | Anderlues Jonction ⥋ Strépy-Bracquegnies Mont Gaveau                                                                                | Anderlues Jonction ⥋ Strépy-Bracquegnies Mont Gaveau                                                                                | Anderlues Jonction ⥋ Strépy-Bracquegnies Mont Gaveau                                                                                | Anderlues Jonction ⥋ Strépy-Bracquegnies Mont Gaveau                                                                                | Anderlues Jonction ⥋ Strépy-Bracquegnies Mont Gaveau                                                                                |
| 30      | Ouverture / Fermeture 1/08/2024 / — | Longueur — | Durée 1h25 - 1h30 min | Nb. d’arrêts 73 | Matériel — | Jours de fonctionnement L, Ma, Me, J, V, S, D                                                                                       | Jour / Soir / Nuit / Fêtes O / O / N / O                                                                                            | Voy. / an — | Dépôt — |
| 30      | Desserte : Anderlues Jonction - Strépy-Bracquegnies Mont Gaveau | | | | | | | | |
| 30      | Autre : | | | | | | | | |
| 30      | Dernière actualisation : — | | | | | | | | |
| 31      | Thieu ⥋ La Louvière | Thieu ⥋ La Louvière | Thieu ⥋ La Louvière | Thieu ⥋ La Louvière | Thieu ⥋ La Louvière | Thieu ⥋ La Louvière | Thieu ⥋ La Louvière | Thieu ⥋ La Louvière | Thieu ⥋ La Louvière |
| 31      | Ouverture / Fermeture 1/08/2024 / — | Longueur — | Durée 35 min | Nb. d’arrêts 27 | Matériel — | Jours de fonctionnement L, Ma, Me, J, V                                                                                             | Jour / Soir / Nuit / Fêtes O / O / N / N                                                                                            | Voy. / an — | Dépôt La Louvière |
| 31      | Desserte : La Louvière - Thieu | | | | | | | | |
| 31      | Autre : | | | | | | | | |
| 31      | Dernière actualisation : — | | | | | | | | |
| 32      | Maurage Cité Marie-José ⥋ Le Rœulx Centre | Maurage Cité Marie-José ⥋ Le Rœulx Centre                                                                                           | Maurage Cité Marie-José ⥋ Le Rœulx Centre                                                                                           | Maurage Cité Marie-José ⥋ Le Rœulx Centre                                                                                           | Maurage Cité Marie-José ⥋ Le Rœulx Centre                                                                                           | Maurage Cité Marie-José ⥋ Le Rœulx Centre                                                                                           | Maurage Cité Marie-José ⥋ Le Rœulx Centre                                                                                           | Maurage Cité Marie-José ⥋ Le Rœulx Centre                                                                                           | Maurage Cité Marie-José ⥋ Le Rœulx Centre                                                                                           |
| 32      | Ouverture / Fermeture — / — | Longueur — | Durée 23 min | Nb. d’arrêts 18 | Matériel — | Jours de fonctionnement L, Ma, Me, J, V                                                                                             | Jour / Soir / Nuit / Fêtes O / N / N / N                                                                                            | Voy. / an — | Dépôt — |
| 32      | Desserte : Maurage Cité Marie-José - Place - Thieu Eglise -Strépy-Bracquegnies Prairie Coppée - Le Rœulx Centre | | | | | | | | |
| 32      | Autre : • Ligne scolaire | | | | | | | | |
| 32      | Dernière actualisation : — | | | | | | | | |
| 37      | Houdeng-Aimeries ⥋ La Louvière | Houdeng-Aimeries ⥋ La Louvière | Houdeng-Aimeries ⥋ La Louvière | Houdeng-Aimeries ⥋ La Louvière | Houdeng-Aimeries ⥋ La Louvière | Houdeng-Aimeries ⥋ La Louvière | Houdeng-Aimeries ⥋ La Louvière | Houdeng-Aimeries ⥋ La Louvière | Houdeng-Aimeries ⥋ La Louvière |
| 37      | Ouverture / Fermeture — / — | Longueur — | Durée 30-42 min | Nb. d’arrêts 24-30 | Matériel Van Hool A330 | Jours de fonctionnement L, Ma, Me, J, V, S, D                                                                                       | Jour / Soir / Nuit / Fêtes O / O / N / O                                                                                            | Voy. / an — | Dépôt La Louvière |
| 37      | Desserte : Houdeng-Aimeries - Saint-Vaast - La Louvière Centre SNCB - Jolimont - La Louvière Sud SNCB | | | | | | | | |
| 37      | Autre : | | | | | | | | |
| 37      | Dernière actualisation : — | | | | | | | | |
| 38      | La Louvière ⥋ Trivières | La Louvière ⥋ Trivières | La Louvière ⥋ Trivières | La Louvière ⥋ Trivières | La Louvière ⥋ Trivières | La Louvière ⥋ Trivières | La Louvière ⥋ Trivières | La Louvière ⥋ Trivières | La Louvière ⥋ Trivières |
| 38      | Ouverture / Fermeture — / — | Longueur — | Durée 28 min | Nb. d’arrêts 26 | Matériel Van Hool A330 | Jours de fonctionnement L, Ma, Me, J, V                                                                                             | Jour / Soir / Nuit / Fêtes O / O / N / O                                                                                            | Voy. / an — | Dépôt La Louvière |
| 38      | Desserte : La Louvière Tivoli - Houdeng-Gœgnies - Strépy-Bracquegnies - Trivières | | | | | | | | |
| 38      | Autre : • Circule uniquement en période scolaire. | | | | | | | | |
| 38      | Dernière actualisation : — | | | | | | | | |
| 40      | La Louvière ⥋ Houdeng-Gœgnies | La Louvière ⥋ Houdeng-Gœgnies | La Louvière ⥋ Houdeng-Gœgnies | La Louvière ⥋ Houdeng-Gœgnies | La Louvière ⥋ Houdeng-Gœgnies | La Louvière ⥋ Houdeng-Gœgnies | La Louvière ⥋ Houdeng-Gœgnies | La Louvière ⥋ Houdeng-Gœgnies | La Louvière ⥋ Houdeng-Gœgnies |
| 40      | Ouverture / Fermeture — / — | Longueur — | Durée 26 min | Nb. d’arrêts 23 | Matériel Van Hool A330 | Jours de fonctionnement L, Ma, Me, J, V                                                                                             | Jour / Soir / Nuit / Fêtes O / O / N / N                                                                                            | Voy. / an — | Dépôt La Louvière |
| 40      | Desserte : La Louvière Sud SNCB, Dépôt TEC - Houdeng-Gœgnies Garocentre | | | | | | | | |
| 40      | Autre : | | | | | | | | |
| 40      | Dernière actualisation : — | | | | | | | | |
| 82      | Mons ⥋ Trazegnies | Mons ⥋ Trazegnies | Mons ⥋ Trazegnies | Mons ⥋ Trazegnies | Mons ⥋ Trazegnies | Mons ⥋ Trazegnies | Mons ⥋ Trazegnies | Mons ⥋ Trazegnies | Mons ⥋ Trazegnies |
| 82      | Ouverture / Fermeture — / — | Longueur — | Durée 118 min | Nb. d’arrêts 92 | Matériel Van Hool A330 VDL Jonckheere Citéa Van Hool NewAG300 Mercedes-Benz Citaro G C2                                             | Jours de fonctionnement L, Ma, Me, J, V, S, D                                                                                       | Jour / Soir / Nuit / Fêtes O / O / N / O                                                                                            | Voy. / an — | Dépôt La Louvière Mons |
| 82      | Desserte : Mons SNCB - Havré - La Louvière - Jolimont - Morlanwelz - Trazegnies | | | | | | | | |
| 82      | Autre : À partir du 1/08/2024 la fréquence passe de 4 bus par heure à 2 bus par heure du Lundi au Vendredi et un service sur deux va jusque Trazegnies, le dimanche les services sont limités à Chapelle-lez-Herlaimont • Cette ligne a un itinéraire différent en fonction du jour et de l'heure.               | | | | | | | | |
| 82      | Dernière actualisation : — | | | | | | | | |
| 107     | Jolimont ⥋ Écaussinnes terminus partiel / Braine-le-Comte | Jolimont ⥋ Écaussinnes terminus partiel / Braine-le-Comte                                                                           | Jolimont ⥋ Écaussinnes terminus partiel / Braine-le-Comte                                                                           | Jolimont ⥋ Écaussinnes terminus partiel / Braine-le-Comte                                                                           | Jolimont ⥋ Écaussinnes terminus partiel / Braine-le-Comte                                                                           | Jolimont ⥋ Écaussinnes terminus partiel / Braine-le-Comte                                                                           | Jolimont ⥋ Écaussinnes terminus partiel / Braine-le-Comte                                                                           | Jolimont ⥋ Écaussinnes terminus partiel / Braine-le-Comte                                                                           | Jolimont ⥋ Écaussinnes terminus partiel / Braine-le-Comte                                                                           |
| 107     | Ouverture / Fermeture — / — | Longueur — | Durée 40 min | Nb. d’arrêts 54 | Matériel — | Jours de fonctionnement L, Ma, Me, J, V, S                                                                                          | Jour / Soir / Nuit / Fêtes O / O / N / O                                                                                            | Voy. / an — | Dépôt Voyages Nicolay |
| 107     | Desserte : Jolimont - La Louvière Centre SNCB - Mignault - Écaussines SNCB / Braine-le-Comte SNCB | | | | | | | | |
| 107     | Autre : • Cette ligne a un itinéraire différent en fonction du jour et de l'heure. | | | | | | | | |
| 107     | Dernière actualisation : — | | | | | | | | |
| 132/133 | La Louvière ⥋ La Louvière via Binche | La Louvière ⥋ La Louvière via Binche                                                                                                | La Louvière ⥋ La Louvière via Binche                                                                                                | La Louvière ⥋ La Louvière via Binche                                                                                                | La Louvière ⥋ La Louvière via Binche                                                                                                | La Louvière ⥋ La Louvière via Binche                                                                                                | La Louvière ⥋ La Louvière via Binche                                                                                                | La Louvière ⥋ La Louvière via Binche                                                                                                | La Louvière ⥋ La Louvière via Binche                                                                                                |
| 132/133 | Ouverture / Fermeture — / — | Longueur — | Durée — | Nb. d’arrêts — | Matériel Van Hool A330 | Jours de fonctionnement L, Ma, Me, J, V, S, D                                                                                       | Jour / Soir / Nuit / Fêtes O / O / N / O                                                                                            | Voy. / an — | Dépôt La Louvière |
| 132/133 | Desserte : La Louvière Sud SNCB - Haine-Saint-Pierre - Morlanwelz - Binche - Haine-Saint-Pierre - La Louvière Centre SNCB,Sud SNCB | | | | | | | | |
| 132/133 | Autre : • Le retour s'effectue par la ligne 133. | | | | | | | | |
| 132/133 | Dernière actualisation : — | | | | | | | | |
| 134     | Jolimont ⥋ Soignies | Jolimont ⥋ Soignies | Jolimont ⥋ Soignies | Jolimont ⥋ Soignies | Jolimont ⥋ Soignies | Jolimont ⥋ Soignies | Jolimont ⥋ Soignies | Jolimont ⥋ Soignies | Jolimont ⥋ Soignies |
| 134     | Ouverture / Fermeture — / — | Longueur — | Durée 46 min | Nb. d’arrêts 39 | Matériel Van Hool A330 | Jours de fonctionnement L, Ma, Me, J, V, S, D                                                                                       | Jour / Soir / Nuit / Fêtes O / O / N / O                                                                                            | Voy. / an — | Dépôt La Louvière |
| 134     | Desserte : Jolimont - La Louvière Tivoli - Houdeng-Gœgnies - Le Rœulx - Naast - Soignies | | | | | | | | |
| 134     | Autre : | | | | | | | | |
| 134     | Dernière actualisation : — | | | | | | | | |
| 136     | Anderlues ⥋ La Hestre | Anderlues ⥋ La Hestre | Anderlues ⥋ La Hestre | Anderlues ⥋ La Hestre | Anderlues ⥋ La Hestre | Anderlues ⥋ La Hestre | Anderlues ⥋ La Hestre | Anderlues ⥋ La Hestre | Anderlues ⥋ La Hestre |
| 136     | Ouverture / Fermeture — / — | Longueur — | Durée 67 min | Nb. d’arrêts 69 | Matériel Mercedes-Benz Citaro G C2                                                                                                  | Jours de fonctionnement L, Ma, Me, J, V, S, D                                                                                       | Jour / Soir / Nuit / Fêtes O / O / N / O                                                                                            | Voy. / an — | Dépôt La Louvière |
| 136     | Desserte : Anderlues Jonction - Binche - Trivières - La Louvière - La Hestre Cité Nazareth | | | | | | | | |
| 136     | Autre : ● 30 août 1993 : mise en service en remplacement de la ligne de tramway 90 Charleroi - Mons. • Cette ligne a un itinéraire différent en fonction de l'heure et du jour. La cité Nazareth, à La Hestre, est quant à elle desservie toutes les heures en semaine scolaire. ● Ligne 136 sur Commons         | | | | | | | | |
| 136     | Dernière actualisation : — | | | | | | | | |
| 822     | Maurage ⥋ Morlanwelz | Maurage ⥋ Morlanwelz | Maurage ⥋ Morlanwelz | Maurage ⥋ Morlanwelz | Maurage ⥋ Morlanwelz | Maurage ⥋ Morlanwelz | Maurage ⥋ Morlanwelz | Maurage ⥋ Morlanwelz | Maurage ⥋ Morlanwelz |
| 822     | Ouverture / Fermeture 1/08/2024 / — | Longueur — | Durée 1h10 min | Nb. d’arrêts 53 | Matériel — | Jours de fonctionnement L, Ma, Me, J, V, S, D                                                                                       | Jour / Soir / Nuit / Fêtes O / O / N / O                                                                                            | Voy. / an — | Dépôt La Louvière |
| 822     | Desserte : Maurage - La Louvière - Jolimont - Morlanwelz | | | | | | | | |
| 822     | Autre : | | | | | | | | |
| 822     | Dernière actualisation : — | | | | | | | | |

### Région de Mons-Borinage - Soignies - Silly
| Ligne | Caractéristiques | Caractéristiques                                                                      | Caractéristiques                                                                      | Caractéristiques                                                                      | Caractéristiques | Caractéristiques                                                                      | Caractéristiques                                                                      | Caractéristiques                                                                      | Caractéristiques                                                                      |
| 1     | Mons ⥋ Saint-Ghislain | Mons ⥋ Saint-Ghislain                                                                 | Mons ⥋ Saint-Ghislain                                                                 | Mons ⥋ Saint-Ghislain                                                                 | Mons ⥋ Saint-Ghislain | Mons ⥋ Saint-Ghislain                                                                 | Mons ⥋ Saint-Ghislain                                                                 | Mons ⥋ Saint-Ghislain                                                                 | Mons ⥋ Saint-Ghislain                                                                 |
| ----- | --- | ------------------------------------------------------------------------------------- | ------------------------------------------------------------------------------------- | ------------------------------------------------------------------------------------- | --- | ------------------------------------------------------------------------------------- | ------------------------------------------------------------------------------------- | ------------------------------------------------------------------------------------- | ------------------------------------------------------------------------------------- |
| 1     | Ouverture / Fermeture — / — | Longueur —                                                                            | Durée 59 min                                                                          | Nb. d’arrêts 63                                                                       | Matériel VDL CITEA MERCEDES CITARO FACELIFT G | Jours de fonctionnement L, Ma, Me, J, V, S, D                                         | Jour / Soir / Nuit / Fêtes O / O / N / O                                              | Voy. / an —                                                                           | Dépôt Eugies Mons Voyages Nicolay                                                     |
| 1     | Desserte : Mons - Cuesmes - Frameries - Pâturages - Wasmes - Hornu - Saint-Ghislain |                                                                                       |                                                                                       |                                                                                       | |                                                                                       |                                                                                       |                                                                                       |                                                                                       |
| 1     | Autre : |                                                                                       |                                                                                       |                                                                                       | |                                                                                       |                                                                                       |                                                                                       |                                                                                       |
| 1     | Dernière actualisation : — |                                                                                       |                                                                                       |                                                                                       | |                                                                                       |                                                                                       |                                                                                       |                                                                                       |
| 2     | Mons ⥋ Dour | Mons ⥋ Dour                                                                           | Mons ⥋ Dour                                                                           | Mons ⥋ Dour                                                                           | Mons ⥋ Dour | Mons ⥋ Dour                                                                           | Mons ⥋ Dour                                                                           | Mons ⥋ Dour                                                                           | Mons ⥋ Dour                                                                           |
| 2     | Ouverture / Fermeture — / — | Longueur —                                                                            | Durée 69 min                                                                          | Nb. d’arrêts 70                                                                       | Matériel VDL CITEA MERCEDES CITARO FACELIFT G | Jours de fonctionnement L, Ma, Me, J, V, S, D                                         | Jour / Soir / Nuit / Fêtes O / O / N / O                                              | Voy. / an —                                                                           | Dépôt Eugies Mons Voyages Nicolay                                                     |
| 2     | Desserte : Mons - Cuesmes - Frameries - Wasmes - Dour |                                                                                       |                                                                                       |                                                                                       | |                                                                                       |                                                                                       |                                                                                       |                                                                                       |
| 2     | Autre : |                                                                                       |                                                                                       |                                                                                       | |                                                                                       |                                                                                       |                                                                                       |                                                                                       |
| 2     | Dernière actualisation : — |                                                                                       |                                                                                       |                                                                                       | |                                                                                       |                                                                                       |                                                                                       |                                                                                       |
| 4     | Wasmes ⥋ Baudour | Wasmes ⥋ Baudour                                                                      | Wasmes ⥋ Baudour                                                                      | Wasmes ⥋ Baudour                                                                      | Wasmes ⥋ Baudour | Wasmes ⥋ Baudour                                                                      | Wasmes ⥋ Baudour                                                                      | Wasmes ⥋ Baudour                                                                      | Wasmes ⥋ Baudour                                                                      |
| 4     | Ouverture / Fermeture — / — | Longueur —                                                                            | Durée 26 min                                                                          | Nb. d’arrêts 26                                                                       | Matériel VDL CITEA | Jours de fonctionnement L, Ma, Me, J, V, S                                            | Jour / Soir / Nuit / Fêtes O / O / N / O                                              | Voy. / an —                                                                           | Dépôt Eugies Voyages Nicolay                                                          |
| 4     | Desserte : Wasmes Place - Warquignies - Wasmes Pl. Saint-Pierre - Pâturages - Quaregnon - Baudour |                                                                                       |                                                                                       |                                                                                       | |                                                                                       |                                                                                       |                                                                                       |                                                                                       |
| 4     | Autre : • Cette ligne a un itinéraire différent en fonction du jour et de l'heure. |                                                                                       |                                                                                       |                                                                                       | |                                                                                       |                                                                                       |                                                                                       |                                                                                       |
| 4     | Dernière actualisation : — |                                                                                       |                                                                                       |                                                                                       | |                                                                                       |                                                                                       |                                                                                       |                                                                                       |
| 6     | Jemappes ⥋ Mons | Jemappes ⥋ Mons                                                                       | Jemappes ⥋ Mons                                                                       | Jemappes ⥋ Mons                                                                       | Jemappes ⥋ Mons | Jemappes ⥋ Mons                                                                       | Jemappes ⥋ Mons                                                                       | Jemappes ⥋ Mons                                                                       | Jemappes ⥋ Mons                                                                       |
| 6     | Ouverture / Fermeture — / — | Longueur —                                                                            | Durée 16-29 min                                                                       | Nb. d’arrêts 24-62                                                                    | Matériel VDL CITEA MERCEDES CITARO FACELIFT G VANHOOL A320 MERCEDES CITARO G C2 MERCEDES CITARO LE MERCEDES CITARO C2 LE VANHOOL A320 VANHOOl NEWAG300 VANHOOL NEWA330 | Jours de fonctionnement L, Ma, Me, J, V, S                                            | Jour / Soir / Nuit / Fêtes O / N / N / N                                              | Voy. / an —                                                                           | Dépôt Mons Voyages Nicolay                                                            |
| 6     | Desserte : Jemappes Avenue du Coq - Quaregnon - Flénu - Cuesmes - Mons |                                                                                       |                                                                                       |                                                                                       | |                                                                                       |                                                                                       |                                                                                       |                                                                                       |
| 6     | Autre : • Cette ligne a un itinéraire différent en fonction du jour et de l'heure. |                                                                                       |                                                                                       |                                                                                       | |                                                                                       |                                                                                       |                                                                                       |                                                                                       |
| 6     | Dernière actualisation : — |                                                                                       |                                                                                       |                                                                                       | |                                                                                       |                                                                                       |                                                                                       |                                                                                       |
| 7     | Mons ⥋ Dour terminus partiel / Wihéries terminus partiel / Quiévrain | Mons ⥋ Dour terminus partiel / Wihéries terminus partiel / Quiévrain                  | Mons ⥋ Dour terminus partiel / Wihéries terminus partiel / Quiévrain                  | Mons ⥋ Dour terminus partiel / Wihéries terminus partiel / Quiévrain                  | Mons ⥋ Dour terminus partiel / Wihéries terminus partiel / Quiévrain                                                                                                   | Mons ⥋ Dour terminus partiel / Wihéries terminus partiel / Quiévrain                  | Mons ⥋ Dour terminus partiel / Wihéries terminus partiel / Quiévrain                  | Mons ⥋ Dour terminus partiel / Wihéries terminus partiel / Quiévrain                  | Mons ⥋ Dour terminus partiel / Wihéries terminus partiel / Quiévrain                  |
| 7     | Ouverture / Fermeture — / — | Longueur —                                                                            | Durée 42-46-75 min                                                                    | Nb. d’arrêts 45-59-65                                                                 | Matériel VDL CITEA MERCEDES CITARO FACELIFT G MERCEDES CITARO G C2 VANHOOL NEWAG300 VANHOOL NEWA330 VANHOOL A320 VANHOOL A330                                          | Jours de fonctionnement L, Ma, Me, J, V, S, D                                         | Jour / Soir / Nuit / Fêtes O / O / N / O                                              | Voy. / an —                                                                           | Dépôt Mons                                                                            |
| 7     | Desserte : Mons - Jemappes - Hornu - Saint-Ghislain SNCB - Dour - Quiévrain SNCB |                                                                                       |                                                                                       |                                                                                       | |                                                                                       |                                                                                       |                                                                                       |                                                                                       |
| 7     | Autre : • Cette ligne a un itinéraire différent en fonction du jour et de l'heure. |                                                                                       |                                                                                       |                                                                                       | |                                                                                       |                                                                                       |                                                                                       |                                                                                       |
| 7     | Dernière actualisation : — |                                                                                       |                                                                                       |                                                                                       | |                                                                                       |                                                                                       |                                                                                       |                                                                                       |
| 8     | Dour ⥋ Erquennes | Dour ⥋ Erquennes                                                                      | Dour ⥋ Erquennes                                                                      | Dour ⥋ Erquennes                                                                      | Dour ⥋ Erquennes | Dour ⥋ Erquennes                                                                      | Dour ⥋ Erquennes                                                                      | Dour ⥋ Erquennes                                                                      | Dour ⥋ Erquennes                                                                      |
| 8     | Ouverture / Fermeture — / — | Longueur —                                                                            | Durée 15-20 min                                                                       | Nb. d’arrêts 20-23                                                                    | Matériel VDL CITEA MERCEDES CITARO FACELIFT G VANHOOL NEWAG300 VANHOOL A320 VANHOOL A330 VANHOOL A320                                                                  | Jours de fonctionnement L, Ma, Me, J, V, S                                            | Jour / Soir / Nuit / Fêtes O / N / N / N                                              | Voy. / an —                                                                           | Dépôt Mons                                                                            |
| 8     | Desserte : Dour - Erquennes |                                                                                       |                                                                                       |                                                                                       | |                                                                                       |                                                                                       |                                                                                       |                                                                                       |
| 8     | Autre : • Cette ligne a un itinéraire différent en fonction du jour et de l'heure. |                                                                                       |                                                                                       |                                                                                       | |                                                                                       |                                                                                       |                                                                                       |                                                                                       |
| 8     | Dernière actualisation : — |                                                                                       |                                                                                       |                                                                                       | |                                                                                       |                                                                                       |                                                                                       |                                                                                       |
| 8/    | Dour Trichères ⥋ Blaugies | Dour Trichères ⥋ Blaugies                                                             | Dour Trichères ⥋ Blaugies                                                             | Dour Trichères ⥋ Blaugies                                                             | Dour Trichères ⥋ Blaugies | Dour Trichères ⥋ Blaugies                                                             | Dour Trichères ⥋ Blaugies                                                             | Dour Trichères ⥋ Blaugies                                                             | Dour Trichères ⥋ Blaugies                                                             |
| 8/    | Ouverture / Fermeture — / — | Longueur —                                                                            | Durée 22 min                                                                          | Nb. d’arrêts 25                                                                       | Matériel VDL CITEA MERCEDES CITARO FACELIFT G VANHOOL NEWAG300 VANHOOL A320 VANHOOL A330 VANHOOL A320                                                                  | Jours de fonctionnement L, Ma, Me, J, V                                               | Jour / Soir / Nuit / Fêtes O / N / N / N                                              | Voy. / an —                                                                           | Dépôt Mons                                                                            |
| 8/    | Desserte : Dour - Petit-Dour - Blaugies - Dour |                                                                                       |                                                                                       |                                                                                       | |                                                                                       |                                                                                       |                                                                                       |                                                                                       |
| 8/    | Autre : • Cette ligne a un itinéraire différent en fonction du jour et de l'heure. |                                                                                       |                                                                                       |                                                                                       | |                                                                                       |                                                                                       |                                                                                       |                                                                                       |
| 8/    | Dernière actualisation : — |                                                                                       |                                                                                       |                                                                                       | |                                                                                       |                                                                                       |                                                                                       |                                                                                       |
| 9     | Dour Trichères ⥋ Mons | Dour Trichères ⥋ Mons                                                                 | Dour Trichères ⥋ Mons                                                                 | Dour Trichères ⥋ Mons                                                                 | Dour Trichères ⥋ Mons | Dour Trichères ⥋ Mons                                                                 | Dour Trichères ⥋ Mons                                                                 | Dour Trichères ⥋ Mons                                                                 | Dour Trichères ⥋ Mons                                                                 |
| 9     | Ouverture / Fermeture — / — | Longueur —                                                                            | Durée 50 min                                                                          | Nb. d’arrêts 42                                                                       | Matériel VDL CITEA MERCEDES CITARO FACELIFT G VANHOOL NEWAG300 VANHOOL A320 VANHOOL A330 VANHOOL A320                                                                  | Jours de fonctionnement L, Ma, Me, J, V                                               | Jour / Soir / Nuit / Fêtes O / N / N / N                                              | Voy. / an —                                                                           | Dépôt Mons                                                                            |
| 9     | Desserte : Mons - Jemappes - Hornu - Dour (TRICHERES) |                                                                                       |                                                                                       |                                                                                       | |                                                                                       |                                                                                       |                                                                                       |                                                                                       |
| 9     | Autre : • Cette ligne a un itinéraire différent en fonction du jour et de l'heure. |                                                                                       |                                                                                       |                                                                                       | |                                                                                       |                                                                                       |                                                                                       |                                                                                       |
| 9     | Dernière actualisation : — |                                                                                       |                                                                                       |                                                                                       | |                                                                                       |                                                                                       |                                                                                       |                                                                                       |
| 10    | Saint-Ghislain ⥋ Herchies | Saint-Ghislain ⥋ Herchies                                                             | Saint-Ghislain ⥋ Herchies                                                             | Saint-Ghislain ⥋ Herchies                                                             | Saint-Ghislain ⥋ Herchies | Saint-Ghislain ⥋ Herchies                                                             | Saint-Ghislain ⥋ Herchies                                                             | Saint-Ghislain ⥋ Herchies                                                             | Saint-Ghislain ⥋ Herchies                                                             |
| 10    | Ouverture / Fermeture — / — | Longueur —                                                                            | Durée 34 min                                                                          | Nb. d’arrêts 27                                                                       | Matériel — | Jours de fonctionnement L, Ma, Me, J, V                                               | Jour / Soir / Nuit / Fêtes O / N / N / N                                              | Voy. / an —                                                                           | Dépôt Mons                                                                            |
| 10    | Desserte : Saint-Ghislain SNCB - Tertre - Baudour - Herchies |                                                                                       |                                                                                       |                                                                                       | |                                                                                       |                                                                                       |                                                                                       |                                                                                       |
| 10    | Autre : • Cette ligne a un itinéraire différent en fonction du jour et de l'heure. • Circule uniquement en période scolaire                                                                                            |                                                                                       |                                                                                       |                                                                                       | |                                                                                       |                                                                                       |                                                                                       |                                                                                       |
| 10    | Dernière actualisation : — |                                                                                       |                                                                                       |                                                                                       | |                                                                                       |                                                                                       |                                                                                       |                                                                                       |
| 11    | Saint-Ghislain ⥋ Boussu | Saint-Ghislain ⥋ Boussu                                                               | Saint-Ghislain ⥋ Boussu                                                               | Saint-Ghislain ⥋ Boussu                                                               | Saint-Ghislain ⥋ Boussu | Saint-Ghislain ⥋ Boussu                                                               | Saint-Ghislain ⥋ Boussu                                                               | Saint-Ghislain ⥋ Boussu                                                               | Saint-Ghislain ⥋ Boussu                                                               |
| 11    | Ouverture / Fermeture — / — | Longueur —                                                                            | Durée 34 min                                                                          | Nb. d’arrêts 39                                                                       | Matériel VDL CITEA MERCEDES CITARO FACELIFT G VANHOOL NEWAG300 VANHOOL A320 VANHOOL A330 VANHOOL A320                                                                  | Jours de fonctionnement L, Ma, Me, J, V, S                                            | Jour / Soir / Nuit / Fêtes O / O / N / N                                              | Voy. / an —                                                                           | Dépôt Mons                                                                            |
| 11    | Desserte : Saint-Ghislain SNCB - Hornu - Boussu |                                                                                       |                                                                                       |                                                                                       | |                                                                                       |                                                                                       |                                                                                       |                                                                                       |
| 11    | Autre : • Cette ligne a un itinéraire différent en fonction du jour et de l'heure. • Trajet retour par la ligne 11/ |                                                                                       |                                                                                       |                                                                                       | |                                                                                       |                                                                                       |                                                                                       |                                                                                       |
| 11    | Dernière actualisation : — |                                                                                       |                                                                                       |                                                                                       | |                                                                                       |                                                                                       |                                                                                       |                                                                                       |
| 12    | Saint-Ghislain ⥋ Saint-Ghislain via Wasmuel | Saint-Ghislain ⥋ Saint-Ghislain via Wasmuel                                           | Saint-Ghislain ⥋ Saint-Ghislain via Wasmuel                                           | Saint-Ghislain ⥋ Saint-Ghislain via Wasmuel                                           | Saint-Ghislain ⥋ Saint-Ghislain via Wasmuel | Saint-Ghislain ⥋ Saint-Ghislain via Wasmuel                                           | Saint-Ghislain ⥋ Saint-Ghislain via Wasmuel                                           | Saint-Ghislain ⥋ Saint-Ghislain via Wasmuel                                           | Saint-Ghislain ⥋ Saint-Ghislain via Wasmuel                                           |
| 12    | Ouverture / Fermeture — / — | Longueur —                                                                            | Durée 21-28 min                                                                       | Nb. d’arrêts 18-20                                                                    | Matériel VANHOOL NEWAG300 MERCEDES CITARO FACELIFT G | Jours de fonctionnement L, Ma, Me, J, V                                               | Jour / Soir / Nuit / Fêtes O / N / N / N                                              | Voy. / an —                                                                           | Dépôt Mons                                                                            |
| 12    | Desserte : Saint-Ghislain Pl. - Wasmuel - Saint-Ghislain SNCB |                                                                                       |                                                                                       |                                                                                       | |                                                                                       |                                                                                       |                                                                                       |                                                                                       |
| 12    | Autre : • Cette ligne a un itinéraire différent en fonction du jour et de l'heure. • Circule uniquement en période scolaire.                                                                                           |                                                                                       |                                                                                       |                                                                                       | |                                                                                       |                                                                                       |                                                                                       |                                                                                       |
| 12    | Dernière actualisation : — |                                                                                       |                                                                                       |                                                                                       | |                                                                                       |                                                                                       |                                                                                       |                                                                                       |
| 13    | Saint-Ghislain ⥋ Quevaucamps | Saint-Ghislain ⥋ Quevaucamps                                                          | Saint-Ghislain ⥋ Quevaucamps                                                          | Saint-Ghislain ⥋ Quevaucamps                                                          | Saint-Ghislain ⥋ Quevaucamps | Saint-Ghislain ⥋ Quevaucamps                                                          | Saint-Ghislain ⥋ Quevaucamps                                                          | Saint-Ghislain ⥋ Quevaucamps                                                          | Saint-Ghislain ⥋ Quevaucamps                                                          |
| 13    | Ouverture / Fermeture — / — | Longueur —                                                                            | Durée 41 min                                                                          | Nb. d’arrêts 41                                                                       | Matériel VANHOOL NEWAG300 VDL CITEA | Jours de fonctionnement L, Ma, Me, J, V                                               | Jour / Soir / Nuit / Fêtes O / N / N / N                                              | Voy. / an —                                                                           | Dépôt Mons                                                                            |
| 13    | Desserte : Saint-Ghislain SNCB - Tertre - Sirault - Quevaucamps |                                                                                       |                                                                                       |                                                                                       | |                                                                                       |                                                                                       |                                                                                       |                                                                                       |
| 13    | Autre : |                                                                                       |                                                                                       |                                                                                       | |                                                                                       |                                                                                       |                                                                                       |                                                                                       |
| 13    | Dernière actualisation : — |                                                                                       |                                                                                       |                                                                                       | |                                                                                       |                                                                                       |                                                                                       |                                                                                       |
| 14    | Mons ⥋ Baudour terminus partiel / Saint-Ghislain | Mons ⥋ Baudour terminus partiel / Saint-Ghislain                                      | Mons ⥋ Baudour terminus partiel / Saint-Ghislain                                      | Mons ⥋ Baudour terminus partiel / Saint-Ghislain                                      | Mons ⥋ Baudour terminus partiel / Saint-Ghislain | Mons ⥋ Baudour terminus partiel / Saint-Ghislain                                      | Mons ⥋ Baudour terminus partiel / Saint-Ghislain                                      | Mons ⥋ Baudour terminus partiel / Saint-Ghislain                                      | Mons ⥋ Baudour terminus partiel / Saint-Ghislain                                      |
| 14    | Ouverture / Fermeture — / — | Longueur —                                                                            | Durée 28-42 min                                                                       | Nb. d’arrêts 39-51                                                                    | Matériel VDL CITEA MERCEDES CITARO FACELIFT G VANHOOL NEWAG300 VANHOOL A320 VANHOOL A330 VANHOOL A320                                                                  | Jours de fonctionnement L, Ma, Me, J, V, S, D                                         | Jour / Soir / Nuit / Fêtes O / O / N / O                                              | Voy. / an —                                                                           | Dépôt Mons Voyages Nicolay                                                            |
| 14    | Desserte : Mons SNCB - Ghlin - Baudour - Tertre - Saint-Ghislain SNCB |                                                                                       |                                                                                       |                                                                                       | |                                                                                       |                                                                                       |                                                                                       |                                                                                       |
| 14    | Autre : • Cette ligne a un itinéraire différent en fonction du jour et de l'heure. |                                                                                       |                                                                                       |                                                                                       | |                                                                                       |                                                                                       |                                                                                       |                                                                                       |
| 14    | Dernière actualisation : — |                                                                                       |                                                                                       |                                                                                       | |                                                                                       |                                                                                       |                                                                                       |                                                                                       |
| 14/   | Mons ⥋ Ghlin | Mons ⥋ Ghlin                                                                          | Mons ⥋ Ghlin                                                                          | Mons ⥋ Ghlin                                                                          | Mons ⥋ Ghlin | Mons ⥋ Ghlin                                                                          | Mons ⥋ Ghlin                                                                          | Mons ⥋ Ghlin                                                                          | Mons ⥋ Ghlin                                                                          |
| 14/   | Ouverture / Fermeture — / — | Longueur —                                                                            | Durée 10-18 min                                                                       | Nb. d’arrêts 10-22                                                                    | Matériel VDL CITEA VANHOOL NEWA330 VANHOOL A320 VANHOOL A330 | Jours de fonctionnement L, Ma, Me, J, V                                               | Jour / Soir / Nuit / Fêtes O / N / N / N                                              | Voy. / an —                                                                           | Dépôt Mons                                                                            |
| 14/   | Desserte : Mons SNCB - Ghlin Place |                                                                                       |                                                                                       |                                                                                       | |                                                                                       |                                                                                       |                                                                                       |                                                                                       |
| 14/   | Autre : • Cette ligne a un itinéraire différent en fonction du jour et de l'heure. |                                                                                       |                                                                                       |                                                                                       | |                                                                                       |                                                                                       |                                                                                       |                                                                                       |
| 14/   | Dernière actualisation : — |                                                                                       |                                                                                       |                                                                                       | |                                                                                       |                                                                                       |                                                                                       |                                                                                       |
| 14B   | Mons ⥋ Ghlin Busteau terminus partiel / Mons | Mons ⥋ Ghlin Busteau terminus partiel / Mons                                          | Mons ⥋ Ghlin Busteau terminus partiel / Mons                                          | Mons ⥋ Ghlin Busteau terminus partiel / Mons                                          | Mons ⥋ Ghlin Busteau terminus partiel / Mons | Mons ⥋ Ghlin Busteau terminus partiel / Mons                                          | Mons ⥋ Ghlin Busteau terminus partiel / Mons                                          | Mons ⥋ Ghlin Busteau terminus partiel / Mons                                          | Mons ⥋ Ghlin Busteau terminus partiel / Mons                                          |
| 14B   | Ouverture / Fermeture — / — | Longueur —                                                                            | Durée 25-37 min                                                                       | Nb. d’arrêts 20-29                                                                    | Matériel VDL CITEA MERCEDES CITARO FACELIFT G VANHOOL NEWAG300 VANHOOL A320 VANHOOL A330 VANHOOL A320                                                                  | Jours de fonctionnement L, Ma, Me, J, V, S                                            | Jour / Soir / Nuit / Fêtes O / O / N / N                                              | Voy. / an —                                                                           | Dépôt Mons                                                                            |
| 14B   | Desserte : Mons SNCB - Ghlin - Mons SNCB |                                                                                       |                                                                                       |                                                                                       | |                                                                                       |                                                                                       |                                                                                       |                                                                                       |
| 14B   | Autre : • Cette ligne a un itinéraire différent en fonction du jour et de l'heure. |                                                                                       |                                                                                       |                                                                                       | |                                                                                       |                                                                                       |                                                                                       |                                                                                       |
| 14B   | Dernière actualisation : — |                                                                                       |                                                                                       |                                                                                       | |                                                                                       |                                                                                       |                                                                                       |                                                                                       |
| 15    | Mons ⥋ Soignies | Mons ⥋ Soignies                                                                       | Mons ⥋ Soignies                                                                       | Mons ⥋ Soignies                                                                       | Mons ⥋ Soignies | Mons ⥋ Soignies                                                                       | Mons ⥋ Soignies                                                                       | Mons ⥋ Soignies                                                                       | Mons ⥋ Soignies                                                                       |
| 15    | Ouverture / Fermeture — / — | Longueur —                                                                            | Durée 45-56 min                                                                       | Nb. d’arrêts 37-45                                                                    | Matériel VDL CITEA MERCEDES CITARO FACELIFT G VANHOOL NEWAG300 VANHOOL A320 VANHOOL A330 VANHOOL A320                                                                  | Jours de fonctionnement L, Ma, Me, J, V, S, D                                         | Jour / Soir / Nuit / Fêtes O / O / N / O                                              | Voy. / an —                                                                           | Dépôt Mons Casteau                                                                    |
| 15    | Desserte : Mons - Nimy - Casteau - Soignies SNCB, |                                                                                       |                                                                                       |                                                                                       | |                                                                                       |                                                                                       |                                                                                       |                                                                                       |
| 15    | Autre : • Cette ligne a un itinéraire différent en fonction du jour et de l'heure. |                                                                                       |                                                                                       |                                                                                       | |                                                                                       |                                                                                       |                                                                                       |                                                                                       |
| 15    | Dernière actualisation : — |                                                                                       |                                                                                       |                                                                                       | |                                                                                       |                                                                                       |                                                                                       |                                                                                       |
| 15/   | Mons ⥋ Maisières terminus partiel / Casteau Dépôt | Mons ⥋ Maisières terminus partiel / Casteau Dépôt                                     | Mons ⥋ Maisières terminus partiel / Casteau Dépôt                                     | Mons ⥋ Maisières terminus partiel / Casteau Dépôt                                     | Mons ⥋ Maisières terminus partiel / Casteau Dépôt | Mons ⥋ Maisières terminus partiel / Casteau Dépôt                                     | Mons ⥋ Maisières terminus partiel / Casteau Dépôt                                     | Mons ⥋ Maisières terminus partiel / Casteau Dépôt                                     | Mons ⥋ Maisières terminus partiel / Casteau Dépôt                                     |
| 15/   | Ouverture / Fermeture — / — | Longueur —                                                                            | Durée 29-48 min                                                                       | Nb. d’arrêts 18-33                                                                    | Matériel VDL CITEA MERCEDES CITARO FACELIFT G VANHOOL NEWAG300 VANHOOL A320 VANHOOL A330 VANHOOL A320                                                                  | Jours de fonctionnement L, Ma, Me, J, V, S                                            | Jour / Soir / Nuit / Fêtes O / O / N / N                                              | Voy. / an —                                                                           | Dépôt Mons Casteau                                                                    |
| 15/   | Desserte : Mons SNCB - Nimy - Casteau |                                                                                       |                                                                                       |                                                                                       | |                                                                                       |                                                                                       |                                                                                       |                                                                                       |
| 15/   | Autre : • Cette ligne a un itinéraire différent en fonction du jour et de l'heure. |                                                                                       |                                                                                       |                                                                                       | |                                                                                       |                                                                                       |                                                                                       |                                                                                       |
| 15/   | Dernière actualisation : — |                                                                                       |                                                                                       |                                                                                       | |                                                                                       |                                                                                       |                                                                                       |                                                                                       |
| 16    | Mons ⥋ Erbisœul terminus partiel / Jurbise | Mons ⥋ Erbisœul terminus partiel / Jurbise                                            | Mons ⥋ Erbisœul terminus partiel / Jurbise                                            | Mons ⥋ Erbisœul terminus partiel / Jurbise                                            | Mons ⥋ Erbisœul terminus partiel / Jurbise | Mons ⥋ Erbisœul terminus partiel / Jurbise                                            | Mons ⥋ Erbisœul terminus partiel / Jurbise                                            | Mons ⥋ Erbisœul terminus partiel / Jurbise                                            | Mons ⥋ Erbisœul terminus partiel / Jurbise                                            |
| 16    | Ouverture / Fermeture — / — | Longueur —                                                                            | Durée 36-48 min                                                                       | Nb. d’arrêts 35-58                                                                    | Matériel VDL CITEA MERCEDES CITARO FACELIFT G VANHOOL NEWAG300 VANHOOL A320 VANHOOL A330 VANHOOL A320                                                                  | Jours de fonctionnement L, Ma, Me, J, V                                               | Jour / Soir / Nuit / Fêtes O / N / N / N                                              | Voy. / an —                                                                           | Dépôt Mons                                                                            |
| 16    | Desserte : Mons SNCB - Nimy - Masnuy-Saint-Jean - Jurbise SNCB - Erbisœul |                                                                                       |                                                                                       |                                                                                       | |                                                                                       |                                                                                       |                                                                                       |                                                                                       |
| 16    | Autre : • Cette ligne a un itinéraire différent en fonction du jour et de l'heure. |                                                                                       |                                                                                       |                                                                                       | |                                                                                       |                                                                                       |                                                                                       |                                                                                       |
| 16    | Dernière actualisation : — |                                                                                       |                                                                                       |                                                                                       | |                                                                                       |                                                                                       |                                                                                       |                                                                                       |
| 16/   | Mons ⥋ Nimy | Mons ⥋ Nimy                                                                           | Mons ⥋ Nimy                                                                           | Mons ⥋ Nimy                                                                           | Mons ⥋ Nimy | Mons ⥋ Nimy                                                                           | Mons ⥋ Nimy                                                                           | Mons ⥋ Nimy                                                                           | Mons ⥋ Nimy                                                                           |
| 16/   | Ouverture / Fermeture — / — | Longueur —                                                                            | Durée 18 min                                                                          | Nb. d’arrêts 18                                                                       | Matériel VDL CITEA MERCEDES CITARO FACELIFT G VANHOOL NEWAG300 VANHOOL A320 VANHOOL A330 VANHOOL A320                                                                  | Jours de fonctionnement L, Ma, Me, J, V                                               | Jour / Soir / Nuit / Fêtes O / N / N / N                                              | Voy. / an —                                                                           | Dépôt Mons                                                                            |
| 16/   | Desserte : Mons SNCB - Nimy Limite |                                                                                       |                                                                                       |                                                                                       | |                                                                                       |                                                                                       |                                                                                       |                                                                                       |
| 16/   | Autre : |                                                                                       |                                                                                       |                                                                                       | |                                                                                       |                                                                                       |                                                                                       |                                                                                       |
| 16/   | Dernière actualisation : — |                                                                                       |                                                                                       |                                                                                       | |                                                                                       |                                                                                       |                                                                                       |                                                                                       |
| 18    | Mons ⥋ Saint-Denis | Mons ⥋ Saint-Denis                                                                    | Mons ⥋ Saint-Denis                                                                    | Mons ⥋ Saint-Denis                                                                    | Mons ⥋ Saint-Denis | Mons ⥋ Saint-Denis                                                                    | Mons ⥋ Saint-Denis                                                                    | Mons ⥋ Saint-Denis                                                                    | Mons ⥋ Saint-Denis                                                                    |
| 18    | Ouverture / Fermeture — / — | Longueur —                                                                            | Durée 34 min                                                                          | Nb. d’arrêts 36                                                                       | Matériel VDL CITEA MERCEDES CITARO FACELIFT G VANHOOL NEWAG300 VANHOOL A320 VANHOOL A330 VANHOOL A320                                                                  | Jours de fonctionnement L, Ma, Me, J, V, S, D                                         | Jour / Soir / Nuit / Fêtes O / O / N / O                                              | Voy. / an —                                                                           | Dépôt Mons                                                                            |
| 18    | Desserte : Mons SNCB - Obourg - Saint-Denis |                                                                                       |                                                                                       |                                                                                       | |                                                                                       |                                                                                       |                                                                                       |                                                                                       |
| 18    | Autre : • Cette ligne a un itinéraire différent en fonction du jour et de l'heure. |                                                                                       |                                                                                       |                                                                                       | |                                                                                       |                                                                                       |                                                                                       |                                                                                       |
| 18    | Dernière actualisation : — |                                                                                       |                                                                                       |                                                                                       | |                                                                                       |                                                                                       |                                                                                       |                                                                                       |
| 19    | Mons ⥋ Cuesmes terminus partiel / Jemappes | Mons ⥋ Cuesmes terminus partiel / Jemappes                                            | Mons ⥋ Cuesmes terminus partiel / Jemappes                                            | Mons ⥋ Cuesmes terminus partiel / Jemappes                                            | Mons ⥋ Cuesmes terminus partiel / Jemappes | Mons ⥋ Cuesmes terminus partiel / Jemappes                                            | Mons ⥋ Cuesmes terminus partiel / Jemappes                                            | Mons ⥋ Cuesmes terminus partiel / Jemappes                                            | Mons ⥋ Cuesmes terminus partiel / Jemappes                                            |
| 19    | Ouverture / Fermeture — / — | Longueur —                                                                            | Durée —                                                                               | Nb. d’arrêts 42                                                                       | Matériel VDL CITEA MERCEDES CITARO FACELIFT G VANHOOL NEWAG300 VANHOOL A320 VANHOOL A330 VANHOOL A320                                                                  | Jours de fonctionnement L, Ma, Me, J, V                                               | Jour / Soir / Nuit / Fêtes O / N / N / N                                              | Voy. / an —                                                                           | Dépôt Mons                                                                            |
| 19    | Desserte : Mons SNCB - Ciply - Cuesmes - Jemappes |                                                                                       |                                                                                       |                                                                                       | |                                                                                       |                                                                                       |                                                                                       |                                                                                       |
| 19    | Autre : • Cette ligne a un itinéraire différent en fonction du jour et de l'heure. • Un voyage a pour origine/destination Ghlin. • Service direct entre Mons et Jemappes = Ligne 19/                                   |                                                                                       |                                                                                       |                                                                                       | |                                                                                       |                                                                                       |                                                                                       |                                                                                       |
| 19    | Dernière actualisation : — |                                                                                       |                                                                                       |                                                                                       | |                                                                                       |                                                                                       |                                                                                       |                                                                                       |
| 22    | Binche ⥋ Bray terminus partiel / Mons | Binche ⥋ Bray terminus partiel / Mons                                                 | Binche ⥋ Bray terminus partiel / Mons                                                 | Binche ⥋ Bray terminus partiel / Mons                                                 | Binche ⥋ Bray terminus partiel / Mons | Binche ⥋ Bray terminus partiel / Mons                                                 | Binche ⥋ Bray terminus partiel / Mons                                                 | Binche ⥋ Bray terminus partiel / Mons                                                 | Binche ⥋ Bray terminus partiel / Mons                                                 |
| 22    | Ouverture / Fermeture 3 juin 1973 / — | Longueur —                                                                            | Durée 33-44 min                                                                       | Nb. d’arrêts 29-41                                                                    | Matériel VDL CITEA MERCEDES CITARO FACELIFT G VANHOOL NEWAG300 VANHOOL A320 VANHOOL A330 VANHOOL A320                                                                  | Jours de fonctionnement L, Ma, Me, J, V, S, D                                         | Jour / Soir / Nuit / Fêtes O / O / N / O                                              | Voy. / an —                                                                           | Dépôt Mons                                                                            |
| 22    | Desserte : Binche SNCB - Waudrez - Bray - Saint-Symphorien - Mons SNCB • Cette ligne a un itinéraire différent en fonction du jour et de l'heure.                                                                      |                                                                                       |                                                                                       |                                                                                       | |                                                                                       |                                                                                       |                                                                                       |                                                                                       |
| 22    | Autre : 3 juin 1973 : mise en service sous l'indice 22 entre la gare de Mons et celle de Binche en remplacement du tramway 90 entre la gare de Mons et Gare de Binche.                                                 |                                                                                       |                                                                                       |                                                                                       | |                                                                                       |                                                                                       |                                                                                       |                                                                                       |
| 22    | Dernière actualisation : — |                                                                                       |                                                                                       |                                                                                       | |                                                                                       |                                                                                       |                                                                                       |                                                                                       |
| 23    | Mons ⥋ Ciply terminus partiel / Genly terminus partiel / Quévy | Mons ⥋ Ciply terminus partiel / Genly terminus partiel / Quévy                        | Mons ⥋ Ciply terminus partiel / Genly terminus partiel / Quévy                        | Mons ⥋ Ciply terminus partiel / Genly terminus partiel / Quévy                        | Mons ⥋ Ciply terminus partiel / Genly terminus partiel / Quévy | Mons ⥋ Ciply terminus partiel / Genly terminus partiel / Quévy                        | Mons ⥋ Ciply terminus partiel / Genly terminus partiel / Quévy                        | Mons ⥋ Ciply terminus partiel / Genly terminus partiel / Quévy                        | Mons ⥋ Ciply terminus partiel / Genly terminus partiel / Quévy                        |
| 23    | Ouverture / Fermeture — / — | Longueur —                                                                            | Durée 18-37-46 min                                                                    | Nb. d’arrêts 22-33-52                                                                 | Matériel VDL CITEA MERCEDES CITARO FACELIFT G VANHOOL NEWAG300 VANHOOL A320 VANHOOL A330 VANHOOL A320                                                                  | Jours de fonctionnement L, Ma, Me, J, V, S                                            | Jour / Soir / Nuit / Fêtes O / O / N / N                                              | Voy. / an —                                                                           | Dépôt Mons Voyages Nicolay                                                            |
| 23    | Desserte : Mons SNCB - Hyon - Mesvin - Quévy |                                                                                       |                                                                                       |                                                                                       | |                                                                                       |                                                                                       |                                                                                       |                                                                                       |
| 23    | Autre : • Cette ligne a un itinéraire différent en fonction du jour et de l'heure. |                                                                                       |                                                                                       |                                                                                       | |                                                                                       |                                                                                       |                                                                                       |                                                                                       |
| 23    | Dernière actualisation : — |                                                                                       |                                                                                       |                                                                                       | |                                                                                       |                                                                                       |                                                                                       |                                                                                       |
| 25    | Ghlin ⥋ Flénu terminus partiel / Frameries terminus partiel / Blaregnies | Ghlin ⥋ Flénu terminus partiel / Frameries terminus partiel / Blaregnies              | Ghlin ⥋ Flénu terminus partiel / Frameries terminus partiel / Blaregnies              | Ghlin ⥋ Flénu terminus partiel / Frameries terminus partiel / Blaregnies              | Ghlin ⥋ Flénu terminus partiel / Frameries terminus partiel / Blaregnies                                                                                               | Ghlin ⥋ Flénu terminus partiel / Frameries terminus partiel / Blaregnies              | Ghlin ⥋ Flénu terminus partiel / Frameries terminus partiel / Blaregnies              | Ghlin ⥋ Flénu terminus partiel / Frameries terminus partiel / Blaregnies              | Ghlin ⥋ Flénu terminus partiel / Frameries terminus partiel / Blaregnies              |
| 25    | Ouverture / Fermeture — / — | Longueur —                                                                            | Durée 6-21-35 min                                                                     | Nb. d’arrêts 7-25-36                                                                  | Matériel VDL CITEA MERCEDES CITARO FACELIFT G VANHOOL NEWAG300 VANHOOL A320 VANHOOL A330 VANHOOL A320                                                                  | Jours de fonctionnement L, Ma, Me, J, V                                               | Jour / Soir / Nuit / Fêtes O / N / N / N                                              | Voy. / an —                                                                           | Dépôt Eugies Voyages Nicolay                                                          |
| 25    | Desserte : Ghlin - Jemappes - Flénu - Frameries - Eugies - Blaregnies |                                                                                       |                                                                                       |                                                                                       | |                                                                                       |                                                                                       |                                                                                       |                                                                                       |
| 25    | Autre : • Cette ligne a un itinéraire différent en fonction du jour et de l'heure. |                                                                                       |                                                                                       |                                                                                       | |                                                                                       |                                                                                       |                                                                                       |                                                                                       |
| 25    | Dernière actualisation : — |                                                                                       |                                                                                       |                                                                                       | |                                                                                       |                                                                                       |                                                                                       |                                                                                       |
| 26    | Soignies ⥋ Soignies via Horrues | Soignies ⥋ Soignies via Horrues                                                       | Soignies ⥋ Soignies via Horrues                                                       | Soignies ⥋ Soignies via Horrues                                                       | Soignies ⥋ Soignies via Horrues | Soignies ⥋ Soignies via Horrues                                                       | Soignies ⥋ Soignies via Horrues                                                       | Soignies ⥋ Soignies via Horrues                                                       | Soignies ⥋ Soignies via Horrues                                                       |
| 26    | Ouverture / Fermeture — / — | Longueur —                                                                            | Durée 31 min                                                                          | Nb. d’arrêts 23                                                                       | Matériel — | Jours de fonctionnement L, Ma, Me, J, V                                               | Jour / Soir / Nuit / Fêtes O / N / N / N                                              | Voy. / an —                                                                           | Dépôt Casteau                                                                         |
| 26    | Desserte : Soignies , SNCB - Horrues place - Soignies SNCB, |                                                                                       |                                                                                       |                                                                                       | |                                                                                       |                                                                                       |                                                                                       |                                                                                       |
| 26    | Autre : |                                                                                       |                                                                                       |                                                                                       | |                                                                                       |                                                                                       |                                                                                       |                                                                                       |
| 26    | Dernière actualisation : — |                                                                                       |                                                                                       |                                                                                       | |                                                                                       |                                                                                       |                                                                                       |                                                                                       |
| 27    | Soignies ⥋ Silly | Soignies ⥋ Silly                                                                      | Soignies ⥋ Silly                                                                      | Soignies ⥋ Silly                                                                      | Soignies ⥋ Silly | Soignies ⥋ Silly                                                                      | Soignies ⥋ Silly                                                                      | Soignies ⥋ Silly                                                                      | Soignies ⥋ Silly                                                                      |
| 27    | Ouverture / Fermeture — / — | Longueur —                                                                            | Durée 64 min                                                                          | Nb. d’arrêts 62                                                                       | Matériel — | Jours de fonctionnement L, Ma, Me, J, V                                               | Jour / Soir / Nuit / Fêtes O / N / N / N                                              | Voy. / an —                                                                           | Dépôt Casteau                                                                         |
| 27    | Desserte : Soignies , gare SNCB - Neufvilles - Horrues - Thoricourt - Silly SNCB |                                                                                       |                                                                                       |                                                                                       | |                                                                                       |                                                                                       |                                                                                       |                                                                                       |
| 27    | Autre : |                                                                                       |                                                                                       |                                                                                       | |                                                                                       |                                                                                       |                                                                                       |                                                                                       |
| 27    | Dernière actualisation : — |                                                                                       |                                                                                       |                                                                                       | |                                                                                       |                                                                                       |                                                                                       |                                                                                       |
| 27/   | Soignies ⥋ Soignies via Neufvilles | Soignies ⥋ Soignies via Neufvilles                                                    | Soignies ⥋ Soignies via Neufvilles                                                    | Soignies ⥋ Soignies via Neufvilles                                                    | Soignies ⥋ Soignies via Neufvilles | Soignies ⥋ Soignies via Neufvilles                                                    | Soignies ⥋ Soignies via Neufvilles                                                    | Soignies ⥋ Soignies via Neufvilles                                                    | Soignies ⥋ Soignies via Neufvilles                                                    |
| 27/   | Ouverture / Fermeture — / — | Longueur —                                                                            | Durée 56 min                                                                          | Nb. d’arrêts 53                                                                       | Matériel — | Jours de fonctionnement L, Ma, Me, J, V, S                                            | Jour / Soir / Nuit / Fêtes O / N / N / N                                              | Voy. / an —                                                                           | Dépôt Casteau Voyages Nicolay                                                         |
| 27/   | Desserte : Soignies , SNCB - Horrues - Chaussée-Notre-Dame-Louvignies - Neufvilles - SNCB, |                                                                                       |                                                                                       |                                                                                       | |                                                                                       |                                                                                       |                                                                                       |                                                                                       |
| 27/   | Autre : • Cette ligne a un itinéraire différent en fonction du jour et de l'heure. |                                                                                       |                                                                                       |                                                                                       | |                                                                                       |                                                                                       |                                                                                       |                                                                                       |
| 27/   | Dernière actualisation : — |                                                                                       |                                                                                       |                                                                                       | |                                                                                       |                                                                                       |                                                                                       |                                                                                       |
| 28    | Roisin ⥋ Dour terminus partiel / Saint-Ghislain | Roisin ⥋ Dour terminus partiel / Saint-Ghislain                                       | Roisin ⥋ Dour terminus partiel / Saint-Ghislain                                       | Roisin ⥋ Dour terminus partiel / Saint-Ghislain                                       | Roisin ⥋ Dour terminus partiel / Saint-Ghislain | Roisin ⥋ Dour terminus partiel / Saint-Ghislain                                       | Roisin ⥋ Dour terminus partiel / Saint-Ghislain                                       | Roisin ⥋ Dour terminus partiel / Saint-Ghislain                                       | Roisin ⥋ Dour terminus partiel / Saint-Ghislain                                       |
| 28    | Ouverture / Fermeture — / — | Longueur —                                                                            | Durée 34-49 min                                                                       | Nb. d’arrêts 38-62                                                                    | Matériel — | Jours de fonctionnement L, Ma, Me, J, V                                               | Jour / Soir / Nuit / Fêtes O / N / N / N                                              | Voy. / an —                                                                           | Dépôt Roisin                                                                          |
| 28    | Desserte : Roisin Dépôt - Montignies-sur-Roc - Dour - Boussu - Saint-Ghislain SNCB |                                                                                       |                                                                                       |                                                                                       | |                                                                                       |                                                                                       |                                                                                       |                                                                                       |
| 28    | Autre : • Cette ligne a un itinéraire différent en fonction du jour et de l'heure. |                                                                                       |                                                                                       |                                                                                       | |                                                                                       |                                                                                       |                                                                                       |                                                                                       |
| 28    | Dernière actualisation : — |                                                                                       |                                                                                       |                                                                                       | |                                                                                       |                                                                                       |                                                                                       |                                                                                       |
| 29    | Quiévrain ⥋ Montrœul-sur-Haine terminus partiel / Hensies | Quiévrain ⥋ Montrœul-sur-Haine terminus partiel / Hensies                             | Quiévrain ⥋ Montrœul-sur-Haine terminus partiel / Hensies                             | Quiévrain ⥋ Montrœul-sur-Haine terminus partiel / Hensies                             | Quiévrain ⥋ Montrœul-sur-Haine terminus partiel / Hensies | Quiévrain ⥋ Montrœul-sur-Haine terminus partiel / Hensies                             | Quiévrain ⥋ Montrœul-sur-Haine terminus partiel / Hensies                             | Quiévrain ⥋ Montrœul-sur-Haine terminus partiel / Hensies                             | Quiévrain ⥋ Montrœul-sur-Haine terminus partiel / Hensies                             |
| 29    | Ouverture / Fermeture — / — | Longueur —                                                                            | Durée 13-24 min                                                                       | Nb. d’arrêts 15-21                                                                    | Matériel — | Jours de fonctionnement L, Ma, Me, J, V                                               | Jour / Soir / Nuit / Fêtes O / N / N / N                                              | Voy. / an —                                                                           | Dépôt Roisin                                                                          |
| 29    | Desserte : Quiévrain SNCB - Hensies - Montrœul-sur-Haine - Hensies Cité |                                                                                       |                                                                                       |                                                                                       | |                                                                                       |                                                                                       |                                                                                       |                                                                                       |
| 29    | Autre : • Cette ligne a un itinéraire différent en fonction du jour et de l'heure. |                                                                                       |                                                                                       |                                                                                       | |                                                                                       |                                                                                       |                                                                                       |                                                                                       |
| 29    | Dernière actualisation : — |                                                                                       |                                                                                       |                                                                                       | |                                                                                       |                                                                                       |                                                                                       |                                                                                       |
| 29'   | Quiévrain ⥋ Roisin | Quiévrain ⥋ Roisin                                                                    | Quiévrain ⥋ Roisin                                                                    | Quiévrain ⥋ Roisin                                                                    | Quiévrain ⥋ Roisin | Quiévrain ⥋ Roisin                                                                    | Quiévrain ⥋ Roisin                                                                    | Quiévrain ⥋ Roisin                                                                    | Quiévrain ⥋ Roisin                                                                    |
| 29'   | Ouverture / Fermeture — / — | Longueur —                                                                            | Durée 24 min                                                                          | Nb. d’arrêts 23                                                                       | Matériel — | Jours de fonctionnement L, Ma, Me, J, V                                               | Jour / Soir / Nuit / Fêtes O / N / N / N                                              | Voy. / an —                                                                           | Dépôt Roisin                                                                          |
| 29'   | Desserte : Quiévrain SNCB - Baisieux - Angre - Roisin Dépôt |                                                                                       |                                                                                       |                                                                                       | |                                                                                       |                                                                                       |                                                                                       |                                                                                       |
| 29'   | Autre : |                                                                                       |                                                                                       |                                                                                       | |                                                                                       |                                                                                       |                                                                                       |                                                                                       |
| 29'   | Dernière actualisation : — |                                                                                       |                                                                                       |                                                                                       | |                                                                                       |                                                                                       |                                                                                       |                                                                                       |
| 30    | Saint-Ghislain ⥋ Angre | Saint-Ghislain ⥋ Angre                                                                | Saint-Ghislain ⥋ Angre                                                                | Saint-Ghislain ⥋ Angre                                                                | Saint-Ghislain ⥋ Angre | Saint-Ghislain ⥋ Angre                                                                | Saint-Ghislain ⥋ Angre                                                                | Saint-Ghislain ⥋ Angre                                                                | Saint-Ghislain ⥋ Angre                                                                |
| 30    | Ouverture / Fermeture 1/09/2020 / — | Longueur —                                                                            | Durée 26 min                                                                          | Nb. d’arrêts 7                                                                        | Matériel — | Jours de fonctionnement L, Ma, Me, J, V                                               | Jour / Soir / Nuit / Fêtes O / N / N / N                                              | Voy. / an —                                                                           | Dépôt —                                                                               |
| 30    | Desserte : Saint-Ghislain SNCB - Boussu - Dour - Wihéries - Angre |                                                                                       |                                                                                       |                                                                                       | |                                                                                       |                                                                                       |                                                                                       |                                                                                       |
| 30    | Autre : ● La ligne est mise en service le 1er septembre 2020 sous l'indice 30 entre Angre Place London Scottish et la gare de Saint-Ghislain en remplacement de l'ancienne ligne Wallonia easy line W01 Mons - Athis,. |                                                                                       |                                                                                       |                                                                                       | |                                                                                       |                                                                                       |                                                                                       |                                                                                       |
| 30    | Dernière actualisation : — |                                                                                       |                                                                                       |                                                                                       | |                                                                                       |                                                                                       |                                                                                       |                                                                                       |
| 31    | Quiévrain ⥋ Dour | Quiévrain ⥋ Dour                                                                      | Quiévrain ⥋ Dour                                                                      | Quiévrain ⥋ Dour                                                                      | Quiévrain ⥋ Dour | Quiévrain ⥋ Dour                                                                      | Quiévrain ⥋ Dour                                                                      | Quiévrain ⥋ Dour                                                                      | Quiévrain ⥋ Dour                                                                      |
| 31    | Ouverture / Fermeture — / — | Longueur —                                                                            | Durée 40 min                                                                          | Nb. d’arrêts 27                                                                       | Matériel — | Jours de fonctionnement L, Ma, Me, J, V                                               | Jour / Soir / Nuit / Fêtes O / N / N / N                                              | Voy. / an —                                                                           | Dépôt —                                                                               |
| 31    | Desserte : Quiévrain SNCB - Hensies - Thulin - Dour Trichères |                                                                                       |                                                                                       |                                                                                       | |                                                                                       |                                                                                       |                                                                                       |                                                                                       |
| 31    | Autre : |                                                                                       |                                                                                       |                                                                                       | |                                                                                       |                                                                                       |                                                                                       |                                                                                       |
| 31    | Dernière actualisation : — |                                                                                       |                                                                                       |                                                                                       | |                                                                                       |                                                                                       |                                                                                       |                                                                                       |
| 34/   | Binche ⥋ Givry terminus partiel / Mons | Binche ⥋ Givry terminus partiel / Mons                                                | Binche ⥋ Givry terminus partiel / Mons                                                | Binche ⥋ Givry terminus partiel / Mons                                                | Binche ⥋ Givry terminus partiel / Mons | Binche ⥋ Givry terminus partiel / Mons                                                | Binche ⥋ Givry terminus partiel / Mons                                                | Binche ⥋ Givry terminus partiel / Mons                                                | Binche ⥋ Givry terminus partiel / Mons                                                |
| 34/   | Ouverture / Fermeture — / — | Longueur —                                                                            | Durée 41-53 min                                                                       | Nb. d’arrêts 39-60                                                                    | Matériel VDL CITEA MERCEDES CITARO FACELIFT G VANHOOL NEWAG300 VANHOOL A320 VANHOOL A330 VANHOOL A320                                                                  | Jours de fonctionnement L, Ma, Me, J, V, S                                            | Jour / Soir / Nuit / Fêtes O / N / N / N                                              | Voy. / an —                                                                           | Dépôt Mons Voyages Nicolay                                                            |
| 34/   | Desserte : Binche SNCB - Bray - Estinnes-au-Mont - Givry - Spiennes - Mons SNCB |                                                                                       |                                                                                       |                                                                                       | |                                                                                       |                                                                                       |                                                                                       |                                                                                       |
| 34/   | Autre : • Cette ligne a un itinéraire différent en fonction du jour et de l'heure. |                                                                                       |                                                                                       |                                                                                       | |                                                                                       |                                                                                       |                                                                                       |                                                                                       |
| 34/   | Dernière actualisation : — |                                                                                       |                                                                                       |                                                                                       | |                                                                                       |                                                                                       |                                                                                       |                                                                                       |
| 42    | Enghien ⥋ Neufvilles | Enghien ⥋ Neufvilles                                                                  | Enghien ⥋ Neufvilles                                                                  | Enghien ⥋ Neufvilles                                                                  | Enghien ⥋ Neufvilles | Enghien ⥋ Neufvilles                                                                  | Enghien ⥋ Neufvilles                                                                  | Enghien ⥋ Neufvilles                                                                  | Enghien ⥋ Neufvilles                                                                  |
| 42    | Ouverture / Fermeture — / — | Longueur —                                                                            | Durée 49 min                                                                          | Nb. d’arrêts 38                                                                       | Matériel — | Jours de fonctionnement L, Ma, Me, J, V, S                                            | Jour / Soir / Nuit / Fêtes O / N / N / N                                              | Voy. / an —                                                                           | Dépôt Autobus Naway                                                                   |
| 42    | Desserte : Enghien SNCB - Hoves - Thoricourt - Cambron-Saint-Vincent - Montignies-lez-Lens - Neufvilles |                                                                                       |                                                                                       |                                                                                       | |                                                                                       |                                                                                       |                                                                                       |                                                                                       |
| 42    | Autre : • Cette ligne a un itinéraire différent en fonction du jour et de l'heure. |                                                                                       |                                                                                       |                                                                                       | |                                                                                       |                                                                                       |                                                                                       |                                                                                       |
| 42    | Dernière actualisation : — |                                                                                       |                                                                                       |                                                                                       | |                                                                                       |                                                                                       |                                                                                       |                                                                                       |
| 78    | Péruwelz ⥋ Blaton terminus partiel / Pommerœul SNCB terminus partiel / Saint-Ghislain | Péruwelz ⥋ Blaton terminus partiel / Pommerœul SNCB terminus partiel / Saint-Ghislain | Péruwelz ⥋ Blaton terminus partiel / Pommerœul SNCB terminus partiel / Saint-Ghislain | Péruwelz ⥋ Blaton terminus partiel / Pommerœul SNCB terminus partiel / Saint-Ghislain | Péruwelz ⥋ Blaton terminus partiel / Pommerœul SNCB terminus partiel / Saint-Ghislain                                                                                  | Péruwelz ⥋ Blaton terminus partiel / Pommerœul SNCB terminus partiel / Saint-Ghislain | Péruwelz ⥋ Blaton terminus partiel / Pommerœul SNCB terminus partiel / Saint-Ghislain | Péruwelz ⥋ Blaton terminus partiel / Pommerœul SNCB terminus partiel / Saint-Ghislain | Péruwelz ⥋ Blaton terminus partiel / Pommerœul SNCB terminus partiel / Saint-Ghislain |
| 78    | Ouverture / Fermeture — / — | Longueur —                                                                            | Durée 13-29-56 min                                                                    | Nb. d’arrêts 12-24-43                                                                 | Matériel MERCEDES CITARO C2 LE MERCEDES CITARO FACELIFT LE JONCKHEERE TRANSIT 2000                                                                                     | Jours de fonctionnement L, Ma, Me, J, V                                               | Jour / Soir / Nuit / Fêtes O / N / N / N                                              | Voy. / an —                                                                           | Dépôt Autobus Dujardin et Fils Les Autobus Geenens Voyages Nicolay                    |
| 78    | Desserte : Péruwelz SNCB - Blaton SNCB - Pommerœul SNCB - Tertre - Gare de Saint-Ghislain |                                                                                       |                                                                                       |                                                                                       | |                                                                                       |                                                                                       |                                                                                       |                                                                                       |
| 78    | Autre : • Cette ligne a un itinéraire différent en fonction du jour et de l'heure. |                                                                                       |                                                                                       |                                                                                       | |                                                                                       |                                                                                       |                                                                                       |                                                                                       |
| 78    | Dernière actualisation : — |                                                                                       |                                                                                       |                                                                                       | |                                                                                       |                                                                                       |                                                                                       |                                                                                       |
| 87    | Renaix ⥋ Enghien | Renaix ⥋ Enghien                                                                      | Renaix ⥋ Enghien                                                                      | Renaix ⥋ Enghien                                                                      | Renaix ⥋ Enghien | Renaix ⥋ Enghien                                                                      | Renaix ⥋ Enghien                                                                      | Renaix ⥋ Enghien                                                                      | Renaix ⥋ Enghien                                                                      |
| 87    | Ouverture / Fermeture — / — | Longueur —                                                                            | Durée —                                                                               | Nb. d’arrêts —                                                                        | Matériel — | Jours de fonctionnement L, Ma, Me, J, V, S                                            | Jour / Soir / Nuit / Fêtes O / O / N / N                                              | Voy. / an —                                                                           | Dépôt Autobus Dujardin et Fils Roman                                                  |
| 87    | Desserte : Renaix SNCB - Ellezelles - Flobecq - Lessines - Enghien SNCB |                                                                                       |                                                                                       |                                                                                       | |                                                                                       |                                                                                       |                                                                                       |                                                                                       |
| 87    | Autre : • Cette ligne a un itinéraire différent en fonction du jour et de l'heure. |                                                                                       |                                                                                       |                                                                                       | |                                                                                       |                                                                                       |                                                                                       |                                                                                       |
| 87    | Dernière actualisation : — |                                                                                       |                                                                                       |                                                                                       | |                                                                                       |                                                                                       |                                                                                       |                                                                                       |
| 94    | Ath ⥋ Enghien | Ath ⥋ Enghien                                                                         | Ath ⥋ Enghien                                                                         | Ath ⥋ Enghien                                                                         | Ath ⥋ Enghien | Ath ⥋ Enghien                                                                         | Ath ⥋ Enghien                                                                         | Ath ⥋ Enghien                                                                         | Ath ⥋ Enghien                                                                         |
| 94    | Ouverture / Fermeture — / — | Longueur —                                                                            | Durée —                                                                               | Nb. d’arrêts —                                                                        | Matériel — | Jours de fonctionnement L, Ma, Me, J, V                                               | Jour / Soir / Nuit / Fêtes O / O / N / N                                              | Voy. / an —                                                                           | Dépôt Autobus Dujardin et Fils                                                        |
| 94    | Desserte : Ath SNCB - Meslin-l'Évêque - Ghislenghien - Marcq - Enghien SNCB |                                                                                       |                                                                                       |                                                                                       | |                                                                                       |                                                                                       |                                                                                       |                                                                                       |
| 94    | Autre : • Cette ligne a un itinéraire différent en fonction du jour et de l'heure. |                                                                                       |                                                                                       |                                                                                       | |                                                                                       |                                                                                       |                                                                                       |                                                                                       |
| 94    | Dernière actualisation : — |                                                                                       |                                                                                       |                                                                                       | |                                                                                       |                                                                                       |                                                                                       |                                                                                       |
| 96    | Mons ⥋ Frameries terminus partiel / Aulnois | Mons ⥋ Frameries terminus partiel / Aulnois                                           | Mons ⥋ Frameries terminus partiel / Aulnois                                           | Mons ⥋ Frameries terminus partiel / Aulnois                                           | Mons ⥋ Frameries terminus partiel / Aulnois | Mons ⥋ Frameries terminus partiel / Aulnois                                           | Mons ⥋ Frameries terminus partiel / Aulnois                                           | Mons ⥋ Frameries terminus partiel / Aulnois                                           | Mons ⥋ Frameries terminus partiel / Aulnois                                           |
| 96    | Ouverture / Fermeture — / — | Longueur —                                                                            | Durée 29-53 min                                                                       | Nb. d’arrêts 27-58                                                                    | Matériel VDL CITEA Mercedes-Benz Citaro G | Jours de fonctionnement L, Ma, Me, J, V                                               | Jour / Soir / Nuit / Fêtes O / N / N / N                                              | Voy. / an —                                                                           | Dépôt Eugies                                                                          |
| 96    | Desserte : Mons SNCB - Ciply - Frameries - Blaregnies - Aulnois SNCB |                                                                                       |                                                                                       |                                                                                       | |                                                                                       |                                                                                       |                                                                                       |                                                                                       |
| 96    | Autre : • Cette ligne a un itinéraire différent en fonction du jour et de l'heure. |                                                                                       |                                                                                       |                                                                                       | |                                                                                       |                                                                                       |                                                                                       |                                                                                       |
| 96    | Dernière actualisation : — |                                                                                       |                                                                                       |                                                                                       | |                                                                                       |                                                                                       |                                                                                       |                                                                                       |
| 100   | Ath ⥋ Neufmaison terminus partiel / Villerot terminus partiel / Saint-Ghislain | Ath ⥋ Neufmaison terminus partiel / Villerot terminus partiel / Saint-Ghislain        | Ath ⥋ Neufmaison terminus partiel / Villerot terminus partiel / Saint-Ghislain        | Ath ⥋ Neufmaison terminus partiel / Villerot terminus partiel / Saint-Ghislain        | Ath ⥋ Neufmaison terminus partiel / Villerot terminus partiel / Saint-Ghislain                                                                                         | Ath ⥋ Neufmaison terminus partiel / Villerot terminus partiel / Saint-Ghislain        | Ath ⥋ Neufmaison terminus partiel / Villerot terminus partiel / Saint-Ghislain        | Ath ⥋ Neufmaison terminus partiel / Villerot terminus partiel / Saint-Ghislain        | Ath ⥋ Neufmaison terminus partiel / Villerot terminus partiel / Saint-Ghislain        |
| 100   | Ouverture / Fermeture — / — | Longueur —                                                                            | Durée 19-30-55 min                                                                    | Nb. d’arrêts 20-32-44                                                                 | Matériel — | Jours de fonctionnement L, Ma, Me, J, V                                               | Jour / Soir / Nuit / Fêtes O / N / N / N                                              | Voy. / an —                                                                           | Dépôt Mons Autobus Dujardin et Fils Roman                                             |
| 100   | Desserte : Ath SNCB - Chièvres - Neufmaison - Sirault - Tertre - Saint-Ghislain SNCB |                                                                                       |                                                                                       |                                                                                       | |                                                                                       |                                                                                       |                                                                                       |                                                                                       |
| 100   | Autre : • Cette ligne a un itinéraire différent en fonction du jour et de l'heure. Le samedi, le 100 Saint-Ghislain 12h58 Ath 13h50 continue en 81 Ath 14h05 Blaton 14h43                                              |                                                                                       |                                                                                       |                                                                                       | |                                                                                       |                                                                                       |                                                                                       |                                                                                       |
| 100   | Dernière actualisation : — |                                                                                       |                                                                                       |                                                                                       | |                                                                                       |                                                                                       |                                                                                       |                                                                                       |
| 108   | Binche ⥋ Erquelinnes / Bersillies-l'Abbaye terminus alternatif | Binche ⥋ Erquelinnes / Bersillies-l'Abbaye terminus alternatif                        | Binche ⥋ Erquelinnes / Bersillies-l'Abbaye terminus alternatif                        | Binche ⥋ Erquelinnes / Bersillies-l'Abbaye terminus alternatif                        | Binche ⥋ Erquelinnes / Bersillies-l'Abbaye terminus alternatif | Binche ⥋ Erquelinnes / Bersillies-l'Abbaye terminus alternatif                        | Binche ⥋ Erquelinnes / Bersillies-l'Abbaye terminus alternatif                        | Binche ⥋ Erquelinnes / Bersillies-l'Abbaye terminus alternatif                        | Binche ⥋ Erquelinnes / Bersillies-l'Abbaye terminus alternatif                        |
| 108   | Ouverture / Fermeture — / — | Longueur —                                                                            | Durée 44-45 min                                                                       | Nb. d’arrêts 79                                                                       | Matériel — | Jours de fonctionnement L, Ma, Me, J, V                                               | Jour / Soir / Nuit / Fêtes O / N / N / N                                              | Voy. / an —                                                                           | Dépôt Mons Voyages Nicolay                                                            |
| 108   | Desserte : Binche SNCB - Buvrinnes - Merbes-Sainte-Marie - Merbes-le-Château - Solre-sur-Sambre - Erquelinnes SNCB / Bersillies-l'Abbaye                                                                               |                                                                                       |                                                                                       |                                                                                       | |                                                                                       |                                                                                       |                                                                                       |                                                                                       |
| 108   | Autre : • Cette ligne a un itinéraire différent en fonction du jour et de l'heure. |                                                                                       |                                                                                       |                                                                                       | |                                                                                       |                                                                                       |                                                                                       |                                                                                       |
| 108   | Dernière actualisation : — |                                                                                       |                                                                                       |                                                                                       | |                                                                                       |                                                                                       |                                                                                       |                                                                                       |
| 126   | Enghien ⥋ Soignies terminus partiel / Braine-le-Comte | Enghien ⥋ Soignies terminus partiel / Braine-le-Comte                                 | Enghien ⥋ Soignies terminus partiel / Braine-le-Comte                                 | Enghien ⥋ Soignies terminus partiel / Braine-le-Comte                                 | Enghien ⥋ Soignies terminus partiel / Braine-le-Comte | Enghien ⥋ Soignies terminus partiel / Braine-le-Comte                                 | Enghien ⥋ Soignies terminus partiel / Braine-le-Comte                                 | Enghien ⥋ Soignies terminus partiel / Braine-le-Comte                                 | Enghien ⥋ Soignies terminus partiel / Braine-le-Comte                                 |
| 126   | Ouverture / Fermeture — / — | Longueur —                                                                            | Durée 35-46 min                                                                       | Nb. d’arrêts 31-40                                                                    | Matériel VDL CITEA JONCKHEERE TRANSIT 2000 | Jours de fonctionnement L, Ma, Me, J, V                                               | Jour / Soir / Nuit / Fêtes O / N / N / N                                              | Voy. / an —                                                                           | Dépôt Casteau                                                                         |
| 126   | Desserte : Enghien SNCB - Soignies SNCB / Braine-le-Comte SNCB |                                                                                       |                                                                                       |                                                                                       | |                                                                                       |                                                                                       |                                                                                       |                                                                                       |
| 126   | Autre : • Cette ligne a un itinéraire différent en fonction du jour et de l'heure. |                                                                                       |                                                                                       |                                                                                       | |                                                                                       |                                                                                       |                                                                                       |                                                                                       |
| 126   | Dernière actualisation : — |                                                                                       |                                                                                       |                                                                                       | |                                                                                       |                                                                                       |                                                                                       |                                                                                       |
| 134/  | Mons ⥋ Erquelinnes terminus partiel / Beaumont | Mons ⥋ Erquelinnes terminus partiel / Beaumont                                        | Mons ⥋ Erquelinnes terminus partiel / Beaumont                                        | Mons ⥋ Erquelinnes terminus partiel / Beaumont                                        | Mons ⥋ Erquelinnes terminus partiel / Beaumont | Mons ⥋ Erquelinnes terminus partiel / Beaumont                                        | Mons ⥋ Erquelinnes terminus partiel / Beaumont                                        | Mons ⥋ Erquelinnes terminus partiel / Beaumont                                        | Mons ⥋ Erquelinnes terminus partiel / Beaumont                                        |
| 134/  | Ouverture / Fermeture — / — | Longueur —                                                                            | Durée 43-77 min                                                                       | Nb. d’arrêts 41-94                                                                    | Matériel VDL CITEA VANHOOL NEWA330 VANHOOL A320 VANHOOL A330 MERCEDES CITARO FACELIFT G MERCEDES CITARO G C2 MERCEDES CITARO LE MERCEDES CITARO C2 LE VANHOOL NEWAG300 | Jours de fonctionnement L, Ma, Me, J, V, S                                            | Jour / Soir / Nuit / Fêtes O / N / N / N                                              | Voy. / an —                                                                           | Dépôt Mons Voyages Nicolay                                                            |
| 134/  | Desserte : Mons SNCB - Spiennes - Givry Bascule - Erquelinnes SNCB - Beaumont Athénée |                                                                                       |                                                                                       |                                                                                       | |                                                                                       |                                                                                       |                                                                                       |                                                                                       |
| 134/  | Autre : • Cette ligne a un itinéraire différent en fonction du jour et de l'heure. |                                                                                       |                                                                                       |                                                                                       | |                                                                                       |                                                                                       |                                                                                       |                                                                                       |
| 134/  | Dernière actualisation : — |                                                                                       |                                                                                       |                                                                                       | |                                                                                       |                                                                                       |                                                                                       |                                                                                       |
| 473   | Braine-le-Comte ⥋ Steenkerque | Braine-le-Comte ⥋ Steenkerque                                                         | Braine-le-Comte ⥋ Steenkerque                                                         | Braine-le-Comte ⥋ Steenkerque                                                         | Braine-le-Comte ⥋ Steenkerque | Braine-le-Comte ⥋ Steenkerque                                                         | Braine-le-Comte ⥋ Steenkerque                                                         | Braine-le-Comte ⥋ Steenkerque                                                         | Braine-le-Comte ⥋ Steenkerque                                                         |
| 473   | Ouverture / Fermeture — / — | Longueur —                                                                            | Durée 15 min                                                                          | Nb. d’arrêts 15                                                                       | Matériel — | Jours de fonctionnement L, Ma, Me, J, V                                               | Jour / Soir / Nuit / Fêtes O / O / N / N                                              | Voy. / an —                                                                           | Dépôt Voyages Nicolay                                                                 |
| 473   | Desserte : Braine-le-Comte SNCB - Petit-Rœulx-lez-Braine Pl. - Steenkerque Église |                                                                                       |                                                                                       |                                                                                       | |                                                                                       |                                                                                       |                                                                                       |                                                                                       |
| 473   | Autre : • Cette ligne a un itinéraire différend en fonction de l'heure et du jour. |                                                                                       |                                                                                       |                                                                                       | |                                                                                       |                                                                                       |                                                                                       |                                                                                       |
| 473   | Dernière actualisation : — |                                                                                       |                                                                                       |                                                                                       | |                                                                                       |                                                                                       |                                                                                       |                                                                                       |
| 821   | Mons ⥋ Havré | Mons ⥋ Havré                                                                          | Mons ⥋ Havré                                                                          | Mons ⥋ Havré                                                                          | Mons ⥋ Havré | Mons ⥋ Havré                                                                          | Mons ⥋ Havré                                                                          | Mons ⥋ Havré                                                                          | Mons ⥋ Havré                                                                          |
| 821   | Ouverture / Fermeture 1/08/2024 / — | Longueur —                                                                            | Durée 25 min                                                                          | Nb. d’arrêts 24                                                                       | Matériel — | Jours de fonctionnement L, Ma, Me, J, V, S, D                                         | Jour / Soir / Nuit / Fêtes O / O / N / O                                              | Voy. / an —                                                                           | Dépôt Mons                                                                            |
| 821   | Desserte : Mons - Havré |                                                                                       |                                                                                       |                                                                                       | |                                                                                       |                                                                                       |                                                                                       |                                                                                       |
| 821   | Autre : |                                                                                       |                                                                                       |                                                                                       | |                                                                                       |                                                                                       |                                                                                       |                                                                                       |
| 821   | Dernière actualisation : — |                                                                                       |                                                                                       |                                                                                       | |                                                                                       |                                                                                       |                                                                                       |                                                                                       |

#### Circuits du Borinage
| Ligne | Caractéristiques                                                                       | Caractéristiques         | Caractéristiques         | Caractéristiques         | Caractéristiques         | Caractéristiques                        | Caractéristiques                         | Caractéristiques         | Caractéristiques         |
| IA    | R - Circuits du Borinage                                                               | R - Circuits du Borinage | R - Circuits du Borinage | R - Circuits du Borinage | R - Circuits du Borinage | R - Circuits du Borinage                | R - Circuits du Borinage                 | R - Circuits du Borinage | R - Circuits du Borinage |
| IA    | Wasmes ⥋ Wasmes                                                                        | Wasmes ⥋ Wasmes          | Wasmes ⥋ Wasmes          | Wasmes ⥋ Wasmes          | Wasmes ⥋ Wasmes          | Wasmes ⥋ Wasmes                         | Wasmes ⥋ Wasmes                          | Wasmes ⥋ Wasmes          | Wasmes ⥋ Wasmes          |
| ----- | -------------------------------------------------------------------------------------- | ------------------------ | ------------------------ | ------------------------ | ------------------------ | --------------------------------------- | ---------------------------------------- | ------------------------ | ------------------------ |
| IA    | Ouverture / Fermeture — / —                                                            | Longueur —               | Durée 23 min             | Nb. d’arrêts 23          | Matériel —               | Jours de fonctionnement L, Ma, Me, J, V | Jour / Soir / Nuit / Fêtes O / N / N / N | Voy. / an —              | Dépôt Mons               |
| IA    | Desserte : Wasmes Place, Cité Maréchal Joffre, Pl. Saint-Pierre, Place                 |                          |                          |                          |                          |                                         |                                          |                          |                          |
| IA    | Autre :                                                                                |                          |                          |                          |                          |                                         |                                          |                          |                          |
| IA    | Dernière actualisation : —                                                             |                          |                          |                          |                          |                                         |                                          |                          |                          |
| IB    | R - Circuits du Borinage                                                               | R - Circuits du Borinage | R - Circuits du Borinage | R - Circuits du Borinage | R - Circuits du Borinage | R - Circuits du Borinage                | R - Circuits du Borinage                 | R - Circuits du Borinage | R - Circuits du Borinage |
| IB    | Wasmes ⥋ Wasmes                                                                        |                          |                          |                          |                          |                                         |                                          |                          |                          |
| IB    | Ouverture / Fermeture — / —                                                            | Longueur —               | Durée 13 min             | Nb. d’arrêts 17          | Matériel —               | Jours de fonctionnement L, Ma, Me, J, V | Jour / Soir / Nuit / Fêtes O / N / N / N | Voy. / an —              | Dépôt Mons               |
| IB    | Desserte : Wasmes Cité de l'Abbaye - Warquignies - Wasmes Place                        |                          |                          |                          |                          |                                         |                                          |                          |                          |
| IB    | Autre :                                                                                |                          |                          |                          |                          |                                         |                                          |                          |                          |
| IB    | Dernière actualisation : —                                                             |                          |                          |                          |                          |                                         |                                          |                          |                          |
| IC    | R - Circuits du Borinage                                                               | R - Circuits du Borinage | R - Circuits du Borinage | R - Circuits du Borinage | R - Circuits du Borinage | R - Circuits du Borinage                | R - Circuits du Borinage                 | R - Circuits du Borinage | R - Circuits du Borinage |
| IC    | Hornu ⥋ Wasmes / Saint-Ghislain terminus alternatif                                    |                          |                          |                          |                          |                                         |                                          |                          |                          |
| IC    | Ouverture / Fermeture — / —                                                            | Longueur —               | Durée 15-23 min          | Nb. d’arrêts 12-20       | Matériel —               | Jours de fonctionnement L, Ma, Me, J, V | Jour / Soir / Nuit / Fêtes O / N / N / N | Voy. / an —              | Dépôt Mons               |
| IC    | Desserte : Hornu Berchon - Warquignies Église - Wasmes Rue Artus / Saint-Ghislain SNCB |                          |                          |                          |                          |                                         |                                          |                          |                          |
| IC    | Autre : • Cette ligne a un itinéraire différent en fonction du jour et de l'heure.     |                          |                          |                          |                          |                                         |                                          |                          |                          |
| IC    | Dernière actualisation : —                                                             |                          |                          |                          |                          |                                         |                                          |                          |                          |

#### Circuits urbains de Mons
| Ligne  | Caractéristiques                                                                                | Caractéristiques         | Caractéristiques         | Caractéristiques         | Caractéristiques                                                                                      | Caractéristiques                           | Caractéristiques                         | Caractéristiques         | Caractéristiques         |
| 50     | Mons Grand Large                                                                                | Mons Grand Large         | Mons Grand Large         | Mons Grand Large         | Mons Grand Large                                                                                      | Mons Grand Large                           | Mons Grand Large                         | Mons Grand Large         | Mons Grand Large         |
| 50     | Mons ⥋ Grand Large                                                                              | Mons ⥋ Grand Large       | Mons ⥋ Grand Large       | Mons ⥋ Grand Large       | Mons ⥋ Grand Large                                                                                    | Mons ⥋ Grand Large                         | Mons ⥋ Grand Large                       | Mons ⥋ Grand Large       | Mons ⥋ Grand Large       |
| ------ | ----------------------------------------------------------------------------------------------- | ------------------------ | ------------------------ | ------------------------ | --- | ------------------------------------------ | ---------------------------------------- | ------------------------ | ------------------------ |
| 50     | Ouverture / Fermeture 1er juillet 2016 / —                                                      | Longueur —               | Durée 10 min             | Nb. d’arrêts 8           | Matériel VDL CITEA MERCEDES CITARO FACELIFT G VANHOOL NEWAG300 VANHOOL A320 VANHOOL A330 VANHOOL A320 | Jours de fonctionnement L, Ma, Me, J, V, S | Jour / Soir / Nuit / Fêtes O / N / N / N | Voy. / an —              | Dépôt Mons               |
| 50     | Desserte : Mons SNCB - Grand Large - Mons SNCB                                                  |                          |                          |                          | |                                            |                                          |                          |                          |
| 50     | Autre : • Cette ligne a un itinéraire différent en fonction du jour et de l'heure.              |                          |                          |                          | |                                            |                                          |                          |                          |
| 50     | Dernière actualisation : —                                                                      |                          |                          |                          | |                                            |                                          |                          |                          |
| 60     | Mons Grands Prés                                                                                | Mons Grands Prés         | Mons Grands Prés         | Mons Grands Prés         | Mons Grands Prés                                                                                      | Mons Grands Prés                           | Mons Grands Prés                         | Mons Grands Prés         | Mons Grands Prés         |
| 60     | Mons ⥋ Grands Prés                                                                              |                          |                          |                          | |                                            |                                          |                          |                          |
| 60     | Ouverture / Fermeture 1er juillet 2016 / —                                                      | Longueur —               | Durée 12 min             | Nb. d’arrêts 11          | Matériel VDL CITEA MERCEDES CITARO FACELIFT G VANHOOL NEWAG300 VANHOOL A320 VANHOOL A330 VANHOOL A320 | Jours de fonctionnement L, Ma, Me, J, V, S | Jour / Soir / Nuit / Fêtes O / N / N / N | Voy. / an —              | Dépôt Mons               |
| 60     | Desserte : Mons SNCB - Grands Prés - Mons SNCB                                                  |                          |                          |                          | |                                            |                                          |                          |                          |
| 60     | Autre : • Cette ligne a un itinéraire différent en fonction du jour et de l'heure.              |                          |                          |                          | |                                            |                                          |                          |                          |
| 60     | Dernière actualisation : —                                                                      |                          |                          |                          | |                                            |                                          |                          |                          |
| U      | Circuit urbain de Mons                                                                          | Circuit urbain de Mons   | Circuit urbain de Mons   | Circuit urbain de Mons   | Circuit urbain de Mons                                                                                | Circuit urbain de Mons                     | Circuit urbain de Mons                   | Circuit urbain de Mons   | Circuit urbain de Mons   |
| U      | Mons SNCB ⥋ Mons Domaine d'Épinlieu                                                             |                          |                          |                          | |                                            |                                          |                          |                          |
| U      | Ouverture / Fermeture — / —                                                                     | Longueur —               | Durée 19 min             | Nb. d’arrêts 21          | Matériel —                                                                                            | Jours de fonctionnement L, Ma, Me, J, V    | Jour / Soir / Nuit / Fêtes O / N / N / N | Voy. / an —              | Dépôt Mons               |
| U      | Desserte : Mons gare SNCB, Fucam, Épinlieu                                                      |                          |                          |                          | |                                            |                                          |                          |                          |
| U      | Autre :                                                                                         |                          |                          |                          | |                                            |                                          |                          |                          |
| U      | Dernière actualisation : —                                                                      |                          |                          |                          | |                                            |                                          |                          |                          |
| City’O | Mons Centre-ville – Hyon                                                                        | Mons Centre-ville – Hyon | Mons Centre-ville – Hyon | Mons Centre-ville – Hyon | Mons Centre-ville – Hyon                                                                              | Mons Centre-ville – Hyon                   | Mons Centre-ville – Hyon                 | Mons Centre-ville – Hyon | Mons Centre-ville – Hyon |
| City’O | Mons ⥋ Mons via Hyon                                                                            |                          |                          |                          | |                                            |                                          |                          |                          |
| City’O | Ouverture / Fermeture 1er juillet 2016 / —                                                      | Longueur —               | Durée 22 min             | Nb. d’arrêts 24          | Matériel VANHOOL NEWA309                                                                              | Jours de fonctionnement L, Ma, Me, J, V    | Jour / Soir / Nuit / Fêtes O / N / N / N | Voy. / an —              | Dépôt Mons               |
| City’O | Desserte : Mons gare SNCB, Joncquois - Hyon Église - Mons Saint-Joseph , Grand-Place, gare SNCB |                          |                          |                          | |                                            |                                          |                          |                          |
| City’O | Autre :                                                                                         |                          |                          |                          | |                                            |                                          |                          |                          |
| City’O | Dernière actualisation : —                                                                      |                          |                          |                          | |                                            |                                          |                          |                          |
| City’R | Mons Centre-ville                                                                               | Mons Centre-ville        | Mons Centre-ville        | Mons Centre-ville        | Mons Centre-ville                                                                                     | Mons Centre-ville                          | Mons Centre-ville                        | Mons Centre-ville        | Mons Centre-ville        |
| City’R | Mons ⥋ Grand-Place                                                                              |                          |                          |                          | |                                            |                                          |                          |                          |
| City’R | Ouverture / Fermeture 1er juillet 2016 / —                                                      | Longueur —               | Durée 24 min             | Nb. d’arrêts 25          | Matériel VANHOOL NEWA309                                                                              | Jours de fonctionnement L, Ma, Me, J, V    | Jour / Soir / Nuit / Fêtes O / N / N / N | Voy. / an —              | Dépôt Mons               |
| City’R | Desserte : Mons SNCB gare SNCB, Grand-Rue, Polytechnique, Pl. de Flandre Grand-Place, Mons SNCB |                          |                          |                          | |                                            |                                          |                          |                          |
| City’R | Autre :                                                                                         |                          |                          |                          | |                                            |                                          |                          |                          |
| City’R | Dernière actualisation : —                                                                      |                          |                          |                          | |                                            |                                          |                          |                          |

#### Bus local de Quévy
| Ligne | Caractéristiques | Caractéristiques    | Caractéristiques    | Caractéristiques    | Caractéristiques    | Caractéristiques                        | Caractéristiques                         | Caractéristiques    | Caractéristiques       |
| BLQ   | Proxibus Quévy | Proxibus Quévy      | Proxibus Quévy      | Proxibus Quévy      | Proxibus Quévy      | Proxibus Quévy                          | Proxibus Quévy                           | Proxibus Quévy      | Proxibus Quévy         |
| BLQ   | Frameries ⥋ Aulnois | Frameries ⥋ Aulnois | Frameries ⥋ Aulnois | Frameries ⥋ Aulnois | Frameries ⥋ Aulnois | Frameries ⥋ Aulnois                     | Frameries ⥋ Aulnois                      | Frameries ⥋ Aulnois | Frameries ⥋ Aulnois    |
| ----- | --- | ------------------- | ------------------- | ------------------- | ------------------- | --------------------------------------- | ---------------------------------------- | ------------------- | ---------------------- |
| BLQ   | Ouverture / Fermeture — / — | Longueur —          | Durée 58 min        | Nb. d’arrêts 43     | Matériel —          | Jours de fonctionnement L, Ma, Me, J, V | Jour / Soir / Nuit / Fêtes O / N / N / N | Voy. / an —         | Dépôt Commune de Quévy |
| BLQ   | Desserte : Frameries - Asquillies - Givry - Havay - Gœgnies-Chaussée - Gognies-Chaussée ( France) - Quévy-le-Petit - Aulnois SNCB |                     |                     |                     |                     |                                         |                                          |                     |                        |
| BLQ   | Autre : |                     |                     |                     |                     |                                         |                                          |                     |                        |
| BLQ   | Dernière actualisation : — |                     |                     |                     |                     |                                         |                                          |                     |                        |

### Région de Tournai

#### Réseau urbain (Le Tournai City)
| Ligne | Caractéristiques | Caractéristiques                      | Caractéristiques                      | Caractéristiques                      | Caractéristiques                      | Caractéristiques                              | Caractéristiques                         | Caractéristiques                      | Caractéristiques                      |
| B     | Le Tournai City | Le Tournai City                       | Le Tournai City                       | Le Tournai City                       | Le Tournai City                       | Le Tournai City                               | Le Tournai City                          | Le Tournai City                       | Le Tournai City                       |
| B     | Kain Grugeon ⥋ Blandain Ancienne Gare | Kain Grugeon ⥋ Blandain Ancienne Gare | Kain Grugeon ⥋ Blandain Ancienne Gare | Kain Grugeon ⥋ Blandain Ancienne Gare | Kain Grugeon ⥋ Blandain Ancienne Gare | Kain Grugeon ⥋ Blandain Ancienne Gare         | Kain Grugeon ⥋ Blandain Ancienne Gare    | Kain Grugeon ⥋ Blandain Ancienne Gare | Kain Grugeon ⥋ Blandain Ancienne Gare |
| ----- | --- | ------------------------------------- | ------------------------------------- | ------------------------------------- | ------------------------------------- | --------------------------------------------- | ---------------------------------------- | ------------------------------------- | ------------------------------------- |
| B     | Ouverture / Fermeture 1990 / — | Longueur —                            | Durée 54 min                          | Nb. d’arrêts 54                       | Matériel —                            | Jours de fonctionnement L, Ma, Me, J, V, S    | Jour / Soir / Nuit / Fêtes O / O / N / N | Voy. / an —                           | Dépôt Tournai                         |
| B     | Desserte : Kain Grugeon - Mont d'Or - Tombe - Tournai SNCB - Beffroi- CHWAPI - Orcq - Marquain - Hertain - Blandain Ancienne Gare |                                       |                                       |                                       |                                       |                                               |                                          |                                       |                                       |
| B     | Autre : • Cette ligne a un itinéraire différent en fonction de l'heure et du jour. • Le retour de cette ligne est la ligne K. |                                       |                                       |                                       |                                       |                                               |                                          |                                       |                                       |
| B     | Dernière actualisation : — |                                       |                                       |                                       |                                       |                                               |                                          |                                       |                                       |
| K     | Le Tournai City | Le Tournai City                       | Le Tournai City                       | Le Tournai City                       | Le Tournai City                       | Le Tournai City                               | Le Tournai City                          | Le Tournai City                       | Le Tournai City                       |
| K     | Tournai Pont de Maire / Blandain Ancienne gare / Tournai Avenue des Peupliers terminus partiel / Tournai SNCB terminus partiel ⥋ Kain L'Alouette |                                       |                                       |                                       |                                       |                                               |                                          |                                       |                                       |
| K     | Ouverture / Fermeture 1990 / — | Longueur —                            | Durée 36 - 47 - 53 min                | Nb. d’arrêts 48 - 52                  | Matériel —                            | Jours de fonctionnement L, Ma, Me, J, V, S, D | Jour / Soir / Nuit / Fêtes O / O / N / O | Voy. / an —                           | Dépôt Tournai                         |
| K     | Desserte : Blandain Ancienne Gare - Marquain - Orcq / Tournai Pont de Maire - Froyennes Carrefour - Tournai Quartier Saint-Paul - Rue Rodenbach - Quartiers Suds - CHWAPI - Beffroi - SNCB - Kain Tombe - Mont d'Or - Centre - L'Alouette |                                       |                                       |                                       |                                       |                                               |                                          |                                       |                                       |
| K     | Autre : ● 27 avril 1952 : mise en service sous l'indice 3 entre Kain L'Alouette et Tournai Hôpital civil en remplacement du tramway 3 supprimé pendant la Seconde Guerre mondiale. Année 1990 : attribution de l'indice K. • Cette ligne a un itinéraire différent en fonction de l'heure et du jour. • Cette ligne est le retour des lignes Z/ et B |                                       |                                       |                                       |                                       |                                               |                                          |                                       |                                       |
| K     | Dernière actualisation : — |                                       |                                       |                                       |                                       |                                               |                                          |                                       |                                       |
| R     | Le Tournai City | Le Tournai City                       | Le Tournai City                       | Le Tournai City                       | Le Tournai City                       | Le Tournai City                               | Le Tournai City                          | Le Tournai City                       | Le Tournai City                       |
| R     | Tournai Pont de Maire / Tournai SNCB ⥋ Tournai SNCB |                                       |                                       |                                       |                                       |                                               |                                          |                                       |                                       |
| R     | Ouverture / Fermeture — / — | Longueur —                            | Durée 30 - 31 min                     | Nb. d’arrêts 49                       | Matériel —                            | Jours de fonctionnement L, Ma, Me, J, V, S, D | Jour / Soir / Nuit / Fêtes O / O / N / O | Voy. / an —                           | Dépôt Tournai                         |
| R     | Desserte : Tournai Pont de Maire - Froyennes Carrefour - Tournai Résidence Carbonnelle - Grand-Place - Tournai SNCB - Rumillies Verte Feuille - Warchin - Tournai Aqua-Tournai - Bastions - Grand-Place - Rond-Point - Tournai SNCB |                                       |                                       |                                       |                                       |                                               |                                          |                                       |                                       |
| R     | Autre : • Les retours de cette ligne sont les lignes W et Z. |                                       |                                       |                                       |                                       |                                               |                                          |                                       |                                       |
| R     | Dernière actualisation : — |                                       |                                       |                                       |                                       |                                               |                                          |                                       |                                       |
| W     | Le Tournai City | Le Tournai City                       | Le Tournai City                       | Le Tournai City                       | Le Tournai City                       | Le Tournai City                               | Le Tournai City                          | Le Tournai City                       | Le Tournai City                       |
| W     | Tournai Pont de Maire / Tournai SNCB terminus partiel / Tournai Rue de la Lys (IESPP) terminus partiel ⥋ Tournai SNCB / Tournai Dorcas terminus partiel |                                       |                                       |                                       |                                       |                                               |                                          |                                       |                                       |
| W     | Ouverture / Fermeture 1990 / — | Longueur —                            | Durée 9 - 17 - 28 - 33 min            | Nb. d’arrêts 14 - 54                  | Matériel —                            | Jours de fonctionnement L, Ma, Me, J, V, S, D | Jour / Soir / Nuit / Fêtes O / O / N / O | Voy. / an —                           | Dépôt Tournai                         |
| W     | Desserte : Tournai Pont de Maire - Froyennes Carrefour - Tournai Résidence Carbonnelle - Grand-Place - Tournai SNCB - Rond-Point - Grand-Place - Bastions - Aqua-Tournai - Warchin - Rumillies Verte Feuille - Tournai SNCB |                                       |                                       |                                       |                                       |                                               |                                          |                                       |                                       |
| W     | Autre : ● 1er mai 1954 : mise en service sous l'indice 5 en remplacement du tramway 5 supprimé pendant la Seconde Guerre mondiale. Année 1990 : attribution de l'indice W. • Cette ligne a un itinéraire différent en fonction de l'heure et du jour. • Les retours de ces lignes sont les lignes R et Z                                             |                                       |                                       |                                       |                                       |                                               |                                          |                                       |                                       |
| W     | Dernière actualisation : —. ●Ligne W sur Commons |                                       |                                       |                                       |                                       |                                               |                                          |                                       |                                       |
| V     | Le Tournai City | Le Tournai City                       | Le Tournai City                       | Le Tournai City                       | Le Tournai City                       | Le Tournai City                               | Le Tournai City                          | Le Tournai City                       | Le Tournai City                       |
| V     | Tournai SNCB ⥋ Vaulx Ancienne gare / Chercq Pont de Vaulx terminus partiel |                                       |                                       |                                       |                                       |                                               |                                          |                                       |                                       |
| V     | Ouverture / Fermeture — / — | Longueur —                            | Durée 27 - 29 min                     | Nb. d’arrêts 28 - 29                  | Matériel —                            | Jours de fonctionnement L, Ma, Me, J, V, S, D | Jour / Soir / Nuit / Fêtes O / O / N / O | Voy. / an —                           | Dépôt Tournai                         |
| V     | Desserte : Tournai SNCB - Rond-Point - Grand-Place - Saint-Brice - Bastions - Chercq - Vaulx Ancienne Gare |                                       |                                       |                                       |                                       |                                               |                                          |                                       |                                       |
| V     | Autre : ● Ligne V sur Commons |                                       |                                       |                                       |                                       |                                               |                                          |                                       |                                       |
| V     | Dernière actualisation : — |                                       |                                       |                                       |                                       |                                               |                                          |                                       |                                       |
| Z     | Le Tournai City | Le Tournai City                       | Le Tournai City                       | Le Tournai City                       | Le Tournai City                       | Le Tournai City                               | Le Tournai City                          | Le Tournai City                       | Le Tournai City                       |
| Z     | Tournai SNCB ⥋ Froyennes Terminus / Tournai Pont de Maire terminus partiel |                                       |                                       |                                       |                                       |                                               |                                          |                                       |                                       |
| Z     | Ouverture / Fermeture 1990 / — | Longueur —                            | Durée 21 - 27 min                     | Nb. d’arrêts 20 - 28                  | Matériel —                            | Jours de fonctionnement L, Ma, Me, J, V, S    | Jour / Soir / Nuit / Fêtes O / O / N / N | Voy. / an —                           | Dépôt Tournai                         |
| Z     | Desserte : Tournai SNCB - Grand-Place - Résidence Carbonnelle - Tournai Pont de Maire - Froyennes Terminus |                                       |                                       |                                       |                                       |                                               |                                          |                                       |                                       |
| Z     | Autre : • Les retours de ces lignes sont les lignes W et R |                                       |                                       |                                       |                                       |                                               |                                          |                                       |                                       |
| Z     | Dernière actualisation : — ● Ligne Z sur Commons |                                       |                                       |                                       |                                       |                                               |                                          |                                       |                                       |
| Z /   | Le Tournai City | Le Tournai City                       | Le Tournai City                       | Le Tournai City                       | Le Tournai City                       | Le Tournai City                               | Le Tournai City                          | Le Tournai City                       | Le Tournai City                       |
| Z /   | Kain L'Alouette ⥋ Froyennes Terminus / Carrefour terminus partiel / Tournai SNCB terminus partiel |                                       |                                       |                                       |                                       |                                               |                                          |                                       |                                       |
| Z /   | Ouverture / Fermeture 1990 / — | Longueur —                            | Durée 55 - 12 min                     | Nb. d’arrêts 55                       | Matériel —                            | Jours de fonctionnement L, Ma, Me, J, V, S, D | Jour / Soir / Nuit / Fêtes O / O / N / O | Voy. / an —                           | Dépôt Tournai                         |
| Z /   | Desserte : Kain L'Alouette - Centre - Tombe - Tournai SNCB - CHWAPI - Rue Rodenbach - Tournai Pont de Maire - Froyennes Terminus |                                       |                                       |                                       |                                       |                                               |                                          |                                       |                                       |
| Z /   | Autre : • Les retour de cette ligne est la ligne K |                                       |                                       |                                       |                                       |                                               |                                          |                                       |                                       |
| Z /   | Dernière actualisation : —. ● Ligne Z/ sur Commons |                                       |                                       |                                       |                                       |                                               |                                          |                                       |                                       |

#### Réseau suburbain
| Ligne | Caractéristiques | Caractéristiques | Caractéristiques | Caractéristiques | Caractéristiques | Caractéristiques | Caractéristiques | Caractéristiques | Caractéristiques |
| 1     | Tournai SNCB / Évregnies Chapelle Notre-Dame terminus partiel ⥋ Mouscron SNCB / Templeuve Place terminus partiel | Tournai SNCB / Évregnies Chapelle Notre-Dame terminus partiel ⥋ Mouscron SNCB / Templeuve Place terminus partiel | Tournai SNCB / Évregnies Chapelle Notre-Dame terminus partiel ⥋ Mouscron SNCB / Templeuve Place terminus partiel | Tournai SNCB / Évregnies Chapelle Notre-Dame terminus partiel ⥋ Mouscron SNCB / Templeuve Place terminus partiel | Tournai SNCB / Évregnies Chapelle Notre-Dame terminus partiel ⥋ Mouscron SNCB / Templeuve Place terminus partiel | Tournai SNCB / Évregnies Chapelle Notre-Dame terminus partiel ⥋ Mouscron SNCB / Templeuve Place terminus partiel | Tournai SNCB / Évregnies Chapelle Notre-Dame terminus partiel ⥋ Mouscron SNCB / Templeuve Place terminus partiel | Tournai SNCB / Évregnies Chapelle Notre-Dame terminus partiel ⥋ Mouscron SNCB / Templeuve Place terminus partiel | Tournai SNCB / Évregnies Chapelle Notre-Dame terminus partiel ⥋ Mouscron SNCB / Templeuve Place terminus partiel |
| ----- | --- | --- | --- | --- | --- | --- | --- | --- | --- |
| 1     | Ouverture / Fermeture 27 avril 1952 / — | Longueur — | Durée 16 - 19 - 27 - 41 - 50 - 57 - 86 - 96 min | Nb. d’arrêts variable | Matériel — | Jours de fonctionnement L, Ma, Me, J, V, S, D | Jour / Soir / Nuit / Fêtes O / O / N / O | Voy. / an — | Tournai Roman — |
| 1     | Desserte : Tournai SNCB - Templeuve Place - Toufflers - Leers-Nord Église - Estaimpuis - Herseaux SNCB - Ballons - Mouscron SNCB | | | | | | | | |
| 1     | Autre : • Ligne 1 sur Commons ● Cette ligne a un itinéraire différend en fonction de l'heure et du jour. | | | | | | | | |
| 1     | Dernière actualisation : — | | | | | | | | |
| 2     | Tournai SNCB / Dottignies Saint-Charles terminus partiel ⥋ Mouscron Cité Petit Cornil / SNCB terminus partiel / Toufflers Douane terminus partiel | Tournai SNCB / Dottignies Saint-Charles terminus partiel ⥋ Mouscron Cité Petit Cornil / SNCB terminus partiel / Toufflers Douane terminus partiel                                                                         | Tournai SNCB / Dottignies Saint-Charles terminus partiel ⥋ Mouscron Cité Petit Cornil / SNCB terminus partiel / Toufflers Douane terminus partiel                                                                         | Tournai SNCB / Dottignies Saint-Charles terminus partiel ⥋ Mouscron Cité Petit Cornil / SNCB terminus partiel / Toufflers Douane terminus partiel                                                                         | Tournai SNCB / Dottignies Saint-Charles terminus partiel ⥋ Mouscron Cité Petit Cornil / SNCB terminus partiel / Toufflers Douane terminus partiel                                                                         | Tournai SNCB / Dottignies Saint-Charles terminus partiel ⥋ Mouscron Cité Petit Cornil / SNCB terminus partiel / Toufflers Douane terminus partiel                                                                         | Tournai SNCB / Dottignies Saint-Charles terminus partiel ⥋ Mouscron Cité Petit Cornil / SNCB terminus partiel / Toufflers Douane terminus partiel                                                                         | Tournai SNCB / Dottignies Saint-Charles terminus partiel ⥋ Mouscron Cité Petit Cornil / SNCB terminus partiel / Toufflers Douane terminus partiel                                                                         | Tournai SNCB / Dottignies Saint-Charles terminus partiel ⥋ Mouscron Cité Petit Cornil / SNCB terminus partiel / Toufflers Douane terminus partiel                                                                         |
| 2     | Ouverture / Fermeture 17 mai 1953 / — | Longueur — | Durée 18 - 36 - 45 - 49- 72 - 80 min | Nb. d’arrêts 62 - 70 - 90 | Matériel — | Jours de fonctionnement L, Ma, Me, J, V, S, D | Jour / Soir / Nuit / Fêtes O / O / N / O | Voy. / an — | Dépôt Tournai |
| 2     | Desserte : Tournai SNCB - Ramegnies-Chin Saint-André - Bailleul - Pecq - Espierres - Dottignies - Herseaux SNCB - Mouscron SNCB - Les Dauphins - CHM - Cité Petit Cornil | | | | | | | | |
| 2     | Autre : ● Ligne 2 sur Commons ● Mise en service sous l'indice 2 en remplacement du tramway 406. ● Cette ligne a un itinéraire différend en fonction de l'heure et du jour. | | | | | | | | |
| 2     | Dernière actualisation : — | | | | | | | | |
| 3     | Mouscron Gare SNCB ⥋ Comines Collège Saint-Henri / SNCB terminus partiel | Mouscron Gare SNCB ⥋ Comines Collège Saint-Henri / SNCB terminus partiel | Mouscron Gare SNCB ⥋ Comines Collège Saint-Henri / SNCB terminus partiel | Mouscron Gare SNCB ⥋ Comines Collège Saint-Henri / SNCB terminus partiel | Mouscron Gare SNCB ⥋ Comines Collège Saint-Henri / SNCB terminus partiel | Mouscron Gare SNCB ⥋ Comines Collège Saint-Henri / SNCB terminus partiel | Mouscron Gare SNCB ⥋ Comines Collège Saint-Henri / SNCB terminus partiel | Mouscron Gare SNCB ⥋ Comines Collège Saint-Henri / SNCB terminus partiel | Mouscron Gare SNCB ⥋ Comines Collège Saint-Henri / SNCB terminus partiel |
| 3     | Ouverture / Fermeture — / — | Longueur — | Durée 45 min | Nb. d’arrêts 23 | Matériel — | Jours de fonctionnement L, Ma, Me, J, V | Jour / Soir / Nuit / Fêtes O / N / N / N | Voy. / an — | Dépôt Tournai |
| 3     | Desserte : Mouscron SNCB - Menin SNCB - Comines SNCB - Collège Saint-Henri | | | | | | | | |
| 3     | Autre : • Cette ligne a un itinéraire différend en fonction de l'heure et du jour. | | | | | | | | |
| 3     | Dernière actualisation : — | | | | | | | | |
| 4     | Tournai SNCB ⥋ Baisieux Frontière / Marquain ZI Tournai Ouest terminus partiel / Blandain Rue Delrue terminus partiel | Tournai SNCB ⥋ Baisieux Frontière / Marquain ZI Tournai Ouest terminus partiel / Blandain Rue Delrue terminus partiel | Tournai SNCB ⥋ Baisieux Frontière / Marquain ZI Tournai Ouest terminus partiel / Blandain Rue Delrue terminus partiel | Tournai SNCB ⥋ Baisieux Frontière / Marquain ZI Tournai Ouest terminus partiel / Blandain Rue Delrue terminus partiel | Tournai SNCB ⥋ Baisieux Frontière / Marquain ZI Tournai Ouest terminus partiel / Blandain Rue Delrue terminus partiel | Tournai SNCB ⥋ Baisieux Frontière / Marquain ZI Tournai Ouest terminus partiel / Blandain Rue Delrue terminus partiel | Tournai SNCB ⥋ Baisieux Frontière / Marquain ZI Tournai Ouest terminus partiel / Blandain Rue Delrue terminus partiel | Tournai SNCB ⥋ Baisieux Frontière / Marquain ZI Tournai Ouest terminus partiel / Blandain Rue Delrue terminus partiel | Tournai SNCB ⥋ Baisieux Frontière / Marquain ZI Tournai Ouest terminus partiel / Blandain Rue Delrue terminus partiel |
| 4     | Ouverture / Fermeture 27 avril 1952 / — | Longueur — | Durée — | Nb. d’arrêts 33 | Matériel — | Jours de fonctionnement L, Ma, Me, J, V | Jour / Soir / Nuit / Fêtes O / O / N / N | Voy. / an — | Dépôt Tournai |
| 4     | Desserte : Tournai SNCB - Marquain ZI Tournai Ouest - Hertain Saint-Joseph - Blandain Ancienne Gare / Baisieux Frontière | | | | | | | | |
| 4     | Autre : ● Ligne 4 sur Commons ● Mise en service sous l'indice 4 en remplacement du tramway 4. ● Cette ligne a un itinéraire différend en fonction de l'heure et du jour. | | | | | | | | |
| 4     | Dernière actualisation : — | | | | | | | | |
| 6     | Comines Collège Saint-Henri / Comines SNCB terminus partiel ⥋ Frelinghien Centre / Houplines Hôtel de Ville terminus partiel | Comines Collège Saint-Henri / Comines SNCB terminus partiel ⥋ Frelinghien Centre / Houplines Hôtel de Ville terminus partiel                                                                                              | Comines Collège Saint-Henri / Comines SNCB terminus partiel ⥋ Frelinghien Centre / Houplines Hôtel de Ville terminus partiel                                                                                              | Comines Collège Saint-Henri / Comines SNCB terminus partiel ⥋ Frelinghien Centre / Houplines Hôtel de Ville terminus partiel                                                                                              | Comines Collège Saint-Henri / Comines SNCB terminus partiel ⥋ Frelinghien Centre / Houplines Hôtel de Ville terminus partiel                                                                                              | Comines Collège Saint-Henri / Comines SNCB terminus partiel ⥋ Frelinghien Centre / Houplines Hôtel de Ville terminus partiel                                                                                              | Comines Collège Saint-Henri / Comines SNCB terminus partiel ⥋ Frelinghien Centre / Houplines Hôtel de Ville terminus partiel                                                                                              | Comines Collège Saint-Henri / Comines SNCB terminus partiel ⥋ Frelinghien Centre / Houplines Hôtel de Ville terminus partiel                                                                                              | Comines Collège Saint-Henri / Comines SNCB terminus partiel ⥋ Frelinghien Centre / Houplines Hôtel de Ville terminus partiel                                                                                              |
| 6     | Ouverture / Fermeture — / — | Longueur — | Durée 40 - 45 min | Nb. d’arrêts 30 - 35 | Matériel — | Jours de fonctionnement L, Ma, Me, J, V, S | Jour / Soir / Nuit / Fêtes O / O / N / N | Voy. / an — | Dépôt Tournai |
| 6     | Desserte : Comines Collège Saint-Henry - SNCB - Warneton - Frelinghien Centre / Armentières - Houplines Hôtel de ville | | | | | | | | |
| 6     | Autre : • Cette ligne a un itinéraire différend en fonction de l'heure et du jour. | | | | | | | | |
| 6     | Dernière actualisation : — | | | | | | | | |
| 7     | Tournai SNCB / Maison de la Culture terminus partiel ⥋ Guignies Rossignol / Rongy Maricouque terminus partiel | Tournai SNCB / Maison de la Culture terminus partiel ⥋ Guignies Rossignol / Rongy Maricouque terminus partiel | Tournai SNCB / Maison de la Culture terminus partiel ⥋ Guignies Rossignol / Rongy Maricouque terminus partiel | Tournai SNCB / Maison de la Culture terminus partiel ⥋ Guignies Rossignol / Rongy Maricouque terminus partiel | Tournai SNCB / Maison de la Culture terminus partiel ⥋ Guignies Rossignol / Rongy Maricouque terminus partiel | Tournai SNCB / Maison de la Culture terminus partiel ⥋ Guignies Rossignol / Rongy Maricouque terminus partiel | Tournai SNCB / Maison de la Culture terminus partiel ⥋ Guignies Rossignol / Rongy Maricouque terminus partiel | Tournai SNCB / Maison de la Culture terminus partiel ⥋ Guignies Rossignol / Rongy Maricouque terminus partiel | Tournai SNCB / Maison de la Culture terminus partiel ⥋ Guignies Rossignol / Rongy Maricouque terminus partiel |
| 7     | Ouverture / Fermeture 27 avril 1952 / — | Longueur — | Durée 39 min | Nb. d’arrêts 32 | Matériel — | Jours de fonctionnement L, Ma, Me, J, V | Jour / Soir / Nuit / Fêtes O / O / N / N | Voy. / an — | Dépôt Tournai |
| 7     | Desserte : Tournai SNCB - Wez - Jollain-Merlin - Guignies Rossignol / Rongy Maricouque | | | | | | | | |
| 7     | Autre : ● Mise en service sous l'indice 7 en remplacement du tramway 399. ● Cette ligne a un itinéraire différend en fonction de l'heure et du jour. | | | | | | | | |
| 7     | Dernière actualisation : — | | | | | | | | |
| 8     | Tournai SNCB / Rond-Point terminus partiel / Roucourt Église terminus partiel ⥋ Bon-Secours Basilique / Gaurain Ferme Graux terminus partiel / Condé Bonsecours terminus partiel | Tournai SNCB / Rond-Point terminus partiel / Roucourt Église terminus partiel ⥋ Bon-Secours Basilique / Gaurain Ferme Graux terminus partiel / Condé Bonsecours terminus partiel                                          | Tournai SNCB / Rond-Point terminus partiel / Roucourt Église terminus partiel ⥋ Bon-Secours Basilique / Gaurain Ferme Graux terminus partiel / Condé Bonsecours terminus partiel                                          | Tournai SNCB / Rond-Point terminus partiel / Roucourt Église terminus partiel ⥋ Bon-Secours Basilique / Gaurain Ferme Graux terminus partiel / Condé Bonsecours terminus partiel                                          | Tournai SNCB / Rond-Point terminus partiel / Roucourt Église terminus partiel ⥋ Bon-Secours Basilique / Gaurain Ferme Graux terminus partiel / Condé Bonsecours terminus partiel                                          | Tournai SNCB / Rond-Point terminus partiel / Roucourt Église terminus partiel ⥋ Bon-Secours Basilique / Gaurain Ferme Graux terminus partiel / Condé Bonsecours terminus partiel                                          | Tournai SNCB / Rond-Point terminus partiel / Roucourt Église terminus partiel ⥋ Bon-Secours Basilique / Gaurain Ferme Graux terminus partiel / Condé Bonsecours terminus partiel                                          | Tournai SNCB / Rond-Point terminus partiel / Roucourt Église terminus partiel ⥋ Bon-Secours Basilique / Gaurain Ferme Graux terminus partiel / Condé Bonsecours terminus partiel                                          | Tournai SNCB / Rond-Point terminus partiel / Roucourt Église terminus partiel ⥋ Bon-Secours Basilique / Gaurain Ferme Graux terminus partiel / Condé Bonsecours terminus partiel                                          |
| 8     | Ouverture / Fermeture 23 août 1953 / — | Longueur — | Durée 81 min | Nb. d’arrêts 88 | Matériel — | Jours de fonctionnement L, Ma, Me, J, V | Jour / Soir / Nuit / Fêtes O / O / N / N | Voy. / an — | Dépôt Tournai |
| 8     | Desserte : Tournai SNCB - Gaurain - Fontenoy - Vezon - Bury - Péruwelz SNCB - Bon-Secours Basilique - Condé Bonsecours | | | | | | | | |
| 8     | Autre : ● Mise en service sous l'indice 8 en remplacement du tramway 420. ● Le 18 octobre 1953, la ligne est prolongée de la gare de Péruwelz à la basilique Notre-Dame à Bon-Secours en reprenant l'itinéraire de l'ancienne ligne de tramway Péruwelz - Bon-Secours supprimée en 1914 sans être remplacée. ● Cette ligne a un itinéraire différend en fonction de l'heure et du jour. | | | | | | | | |
| 8     | Dernière actualisation : — | | | | | | | | |
| 9     | Tournai SNCB / Maison de la Culture terminus partiel ⥋ Ath SNCB / Forest Église terminus partiel | Tournai SNCB / Maison de la Culture terminus partiel ⥋ Ath SNCB / Forest Église terminus partiel | Tournai SNCB / Maison de la Culture terminus partiel ⥋ Ath SNCB / Forest Église terminus partiel | Tournai SNCB / Maison de la Culture terminus partiel ⥋ Ath SNCB / Forest Église terminus partiel | Tournai SNCB / Maison de la Culture terminus partiel ⥋ Ath SNCB / Forest Église terminus partiel | Tournai SNCB / Maison de la Culture terminus partiel ⥋ Ath SNCB / Forest Église terminus partiel | Tournai SNCB / Maison de la Culture terminus partiel ⥋ Ath SNCB / Forest Église terminus partiel | Tournai SNCB / Maison de la Culture terminus partiel ⥋ Ath SNCB / Forest Église terminus partiel | Tournai SNCB / Maison de la Culture terminus partiel ⥋ Ath SNCB / Forest Église terminus partiel |
| 9     | Ouverture / Fermeture 9 août 1954 / — | Longueur — | Durée 66 min | Nb. d’arrêts 57 | Matériel — | Jours de fonctionnement L, Ma, Me, J, V | Jour / Soir / Nuit / Fêtes O / O / N / N | Voy. / an — | Dépôt Tournai |
| 9     | Desserte : Tournai SNCB - Velaines Place - Quartes - Forest - Frasnes-lez-Anvaing Ancienne gare - Houtaing Église - Ath SNCB | | | | | | | | |
| 9     | Autre : ● Mise en service sous l'indice 9 en remplacement du tramway 402. ● Cette ligne a un itinéraire différend en fonction de l'heure et du jour. | | | | | | | | |
| 9     | Dernière actualisation : — | | | | | | | | |
| 88    | Tournai SNCB ⥋ La Glanerie Bas Préau / Taintignies Déroderie / Cabine terminus partiels / Rumes Couture de Bray terminus partiel / Esplechin Maraîche terminus partiel | Tournai SNCB ⥋ La Glanerie Bas Préau / Taintignies Déroderie / Cabine terminus partiels / Rumes Couture de Bray terminus partiel / Esplechin Maraîche terminus partiel                                                    | Tournai SNCB ⥋ La Glanerie Bas Préau / Taintignies Déroderie / Cabine terminus partiels / Rumes Couture de Bray terminus partiel / Esplechin Maraîche terminus partiel                                                    | Tournai SNCB ⥋ La Glanerie Bas Préau / Taintignies Déroderie / Cabine terminus partiels / Rumes Couture de Bray terminus partiel / Esplechin Maraîche terminus partiel                                                    | Tournai SNCB ⥋ La Glanerie Bas Préau / Taintignies Déroderie / Cabine terminus partiels / Rumes Couture de Bray terminus partiel / Esplechin Maraîche terminus partiel                                                    | Tournai SNCB ⥋ La Glanerie Bas Préau / Taintignies Déroderie / Cabine terminus partiels / Rumes Couture de Bray terminus partiel / Esplechin Maraîche terminus partiel                                                    | Tournai SNCB ⥋ La Glanerie Bas Préau / Taintignies Déroderie / Cabine terminus partiels / Rumes Couture de Bray terminus partiel / Esplechin Maraîche terminus partiel                                                    | Tournai SNCB ⥋ La Glanerie Bas Préau / Taintignies Déroderie / Cabine terminus partiels / Rumes Couture de Bray terminus partiel / Esplechin Maraîche terminus partiel                                                    | Tournai SNCB ⥋ La Glanerie Bas Préau / Taintignies Déroderie / Cabine terminus partiels / Rumes Couture de Bray terminus partiel / Esplechin Maraîche terminus partiel                                                    |
| 88    | Ouverture / Fermeture — / — | Longueur — | Durée 31 - 34 - 39 - 43 - 52 - 65 min | Nb. d’arrêts 40 - 47 - 30 - 36 - 51 | Matériel — | Jours de fonctionnement L, Ma, Me, J, V, S | Jour / Soir / Nuit / Fêtes O / O / N / N | Voy. / an — | Dépôt Tournai |
| 88    | Desserte : Tournai SNCB - CHWAPI - Ere - Froidmont - Esplechin Place - Maraîche / Taintignies Place - Déroderie / Rumes 4 Bras - Couture de Bray / La Glanerie Bas Préau | | | | | | | | |
| 88    | Autre : • Cette ligne a un itinéraire différend en fonction de l'heure et du jour. | | | | | | | | |
| 88    | Dernière actualisation : — | | | | | | | | |
| 95    | Tournai SNCB ⥋ Leuze-en-Hainaut SNCB / Barry Église terminus partiel | Tournai SNCB ⥋ Leuze-en-Hainaut SNCB / Barry Église terminus partiel | Tournai SNCB ⥋ Leuze-en-Hainaut SNCB / Barry Église terminus partiel | Tournai SNCB ⥋ Leuze-en-Hainaut SNCB / Barry Église terminus partiel | Tournai SNCB ⥋ Leuze-en-Hainaut SNCB / Barry Église terminus partiel | Tournai SNCB ⥋ Leuze-en-Hainaut SNCB / Barry Église terminus partiel | Tournai SNCB ⥋ Leuze-en-Hainaut SNCB / Barry Église terminus partiel | Tournai SNCB ⥋ Leuze-en-Hainaut SNCB / Barry Église terminus partiel | Tournai SNCB ⥋ Leuze-en-Hainaut SNCB / Barry Église terminus partiel |
| 95    | Ouverture / Fermeture — / — | Longueur — | Durée 31 - 51 - 60 min | Nb. d’arrêts 37 - 38 - 45 - 48 | Matériel — | Jours de fonctionnement L, Ma, Me, J, V | Jour / Soir / Nuit / Fêtes O / O / N / N | Voy. / an — | Dépôt — |
| 95    | Desserte : Tournai SNCB - Havinnes - Barry - Leuze-en-Hainaut SNCB | | | | | | | | |
| 95    | Autre : • Cette ligne a un itinéraire différend en fonction de l'heure et du jour. | | | | | | | | |
| 95    | Dernière actualisation : — | | | | | | | | |
| 97    | Tournai SNCB / Rond-Point terminus partiel / Avelgem Station terminus partiel ⥋ Renaix SNCB / Celles Place terminus partiel / Avelgem Station terminus partiel | Tournai SNCB / Rond-Point terminus partiel / Avelgem Station terminus partiel ⥋ Renaix SNCB / Celles Place terminus partiel / Avelgem Station terminus partiel                                                            | Tournai SNCB / Rond-Point terminus partiel / Avelgem Station terminus partiel ⥋ Renaix SNCB / Celles Place terminus partiel / Avelgem Station terminus partiel                                                            | Tournai SNCB / Rond-Point terminus partiel / Avelgem Station terminus partiel ⥋ Renaix SNCB / Celles Place terminus partiel / Avelgem Station terminus partiel                                                            | Tournai SNCB / Rond-Point terminus partiel / Avelgem Station terminus partiel ⥋ Renaix SNCB / Celles Place terminus partiel / Avelgem Station terminus partiel                                                            | Tournai SNCB / Rond-Point terminus partiel / Avelgem Station terminus partiel ⥋ Renaix SNCB / Celles Place terminus partiel / Avelgem Station terminus partiel                                                            | Tournai SNCB / Rond-Point terminus partiel / Avelgem Station terminus partiel ⥋ Renaix SNCB / Celles Place terminus partiel / Avelgem Station terminus partiel                                                            | Tournai SNCB / Rond-Point terminus partiel / Avelgem Station terminus partiel ⥋ Renaix SNCB / Celles Place terminus partiel / Avelgem Station terminus partiel                                                            | Tournai SNCB / Rond-Point terminus partiel / Avelgem Station terminus partiel ⥋ Renaix SNCB / Celles Place terminus partiel / Avelgem Station terminus partiel                                                            |
| 97    | Ouverture / Fermeture — / — | Longueur — | Durée 23 - 43 - 68 - 71 - 77 - 83 min | Nb. d’arrêts 64 - 75 - 72 | Matériel — | Jours de fonctionnement L, Ma, Me, J, V, S | Jour / Soir / Nuit / Fêtes O / O / N / N | Voy. / an — | Dépôt Tournai |
| 97    | Desserte : Tournai SNCB - Kain - Hérinnes - Avelgem - Celles-lez-Tournai Place / Amougies - Renaix Longue Haie - SNCB | | | | | | | | |
| 97    | Autre : • Cette ligne a un itinéraire différend en fonction de l'heure et du jour. | | | | | | | | |
| 97    | Dernière actualisation : — | | | | | | | | |
| 98    | Tournai SNCB / Rond-Point terminus partiel ⥋ Lesdain / Maulde (France) Église terminus partiel | Tournai SNCB / Rond-Point terminus partiel ⥋ Lesdain / Maulde (France) Église terminus partiel | Tournai SNCB / Rond-Point terminus partiel ⥋ Lesdain / Maulde (France) Église terminus partiel | Tournai SNCB / Rond-Point terminus partiel ⥋ Lesdain / Maulde (France) Église terminus partiel | Tournai SNCB / Rond-Point terminus partiel ⥋ Lesdain / Maulde (France) Église terminus partiel | Tournai SNCB / Rond-Point terminus partiel ⥋ Lesdain / Maulde (France) Église terminus partiel | Tournai SNCB / Rond-Point terminus partiel ⥋ Lesdain / Maulde (France) Église terminus partiel | Tournai SNCB / Rond-Point terminus partiel ⥋ Lesdain / Maulde (France) Église terminus partiel | Tournai SNCB / Rond-Point terminus partiel ⥋ Lesdain / Maulde (France) Église terminus partiel |
| 98    | Ouverture / Fermeture — / — | Longueur — | Durée 4- 20 - 42 - 46 - 63 - min | Nb. d’arrêts 5 - 40 - 46 - 59 - 66 | Matériel — | Jours de fonctionnement L, Ma, Me, J, V, S | Jour / Soir / Nuit / Fêtes O / O / N / N | Voy. / an — | Dépôt Tournai |
| 98    | Desserte : Tournai SNCB - Antoing SNCB - Hollain - Lesdain Place / Maulde (France) Église | | | | | | | | |
| 98    | Autre : • Cette ligne a un itinéraire différend en fonction de l'heure et du jour. | | | | | | | | |
| 98    | Dernière actualisation : — | | | | | | | | |
| 483   | Tournai SNCB / Rond-Point terminus partiel ⥋ Renaix SNCB / Celles-lez-Tournai Poste - La Blanche terminus partiels / Amougies Place terminus partiel | Tournai SNCB / Rond-Point terminus partiel ⥋ Renaix SNCB / Celles-lez-Tournai Poste - La Blanche terminus partiels / Amougies Place terminus partiel                                                                      | Tournai SNCB / Rond-Point terminus partiel ⥋ Renaix SNCB / Celles-lez-Tournai Poste - La Blanche terminus partiels / Amougies Place terminus partiel                                                                      | Tournai SNCB / Rond-Point terminus partiel ⥋ Renaix SNCB / Celles-lez-Tournai Poste - La Blanche terminus partiels / Amougies Place terminus partiel                                                                      | Tournai SNCB / Rond-Point terminus partiel ⥋ Renaix SNCB / Celles-lez-Tournai Poste - La Blanche terminus partiels / Amougies Place terminus partiel                                                                      | Tournai SNCB / Rond-Point terminus partiel ⥋ Renaix SNCB / Celles-lez-Tournai Poste - La Blanche terminus partiels / Amougies Place terminus partiel                                                                      | Tournai SNCB / Rond-Point terminus partiel ⥋ Renaix SNCB / Celles-lez-Tournai Poste - La Blanche terminus partiels / Amougies Place terminus partiel                                                                      | Tournai SNCB / Rond-Point terminus partiel ⥋ Renaix SNCB / Celles-lez-Tournai Poste - La Blanche terminus partiels / Amougies Place terminus partiel                                                                      | Tournai SNCB / Rond-Point terminus partiel ⥋ Renaix SNCB / Celles-lez-Tournai Poste - La Blanche terminus partiels / Amougies Place terminus partiel                                                                      |
| 483   | Ouverture / Fermeture — / — | Longueur — | Durée 4 - 20 - 42 - 46 - 63 - min | Nb. d’arrêts 5 - 40 - 46 - 59 - 66 | Matériel — | Jours de fonctionnement L, Ma, Me, J, V | Jour / Soir / Nuit / Fêtes O / O / N / N | Voy. / an — | Dépôt Tournai |
| 483   | Desserte : Tournai SNCB - Mourcourt - Celles-lez-Tournai Place - Renaix SNCB | | | | | | | | |
| 483   | Autre : • Cette ligne a un itinéraire différend en fonction de l'heure et du jour. | | | | | | | | |
| 483   | Dernière actualisation : — | | | | | | | | |
| 491   | Tournai Les Marronniers / Tournai SNCB terminus partiel / Antoing SNCB terminus partiel / Brasménil Chapelle terminus partiel ⥋ Péruwelz SNCB / Mortagne Place terminus partiel / Flines Place de Roeulx terminus partiel | Tournai Les Marronniers / Tournai SNCB terminus partiel / Antoing SNCB terminus partiel / Brasménil Chapelle terminus partiel ⥋ Péruwelz SNCB / Mortagne Place terminus partiel / Flines Place de Roeulx terminus partiel | Tournai Les Marronniers / Tournai SNCB terminus partiel / Antoing SNCB terminus partiel / Brasménil Chapelle terminus partiel ⥋ Péruwelz SNCB / Mortagne Place terminus partiel / Flines Place de Roeulx terminus partiel | Tournai Les Marronniers / Tournai SNCB terminus partiel / Antoing SNCB terminus partiel / Brasménil Chapelle terminus partiel ⥋ Péruwelz SNCB / Mortagne Place terminus partiel / Flines Place de Roeulx terminus partiel | Tournai Les Marronniers / Tournai SNCB terminus partiel / Antoing SNCB terminus partiel / Brasménil Chapelle terminus partiel ⥋ Péruwelz SNCB / Mortagne Place terminus partiel / Flines Place de Roeulx terminus partiel | Tournai Les Marronniers / Tournai SNCB terminus partiel / Antoing SNCB terminus partiel / Brasménil Chapelle terminus partiel ⥋ Péruwelz SNCB / Mortagne Place terminus partiel / Flines Place de Roeulx terminus partiel | Tournai Les Marronniers / Tournai SNCB terminus partiel / Antoing SNCB terminus partiel / Brasménil Chapelle terminus partiel ⥋ Péruwelz SNCB / Mortagne Place terminus partiel / Flines Place de Roeulx terminus partiel | Tournai Les Marronniers / Tournai SNCB terminus partiel / Antoing SNCB terminus partiel / Brasménil Chapelle terminus partiel ⥋ Péruwelz SNCB / Mortagne Place terminus partiel / Flines Place de Roeulx terminus partiel | Tournai Les Marronniers / Tournai SNCB terminus partiel / Antoing SNCB terminus partiel / Brasménil Chapelle terminus partiel ⥋ Péruwelz SNCB / Mortagne Place terminus partiel / Flines Place de Roeulx terminus partiel |
| 491   | Ouverture / Fermeture — / — | Longueur — | Durée 20 - 27 - 54 - 61 - 72 - 84 min | Nb. d’arrêts 13 - 52 - 56 - 62 - 66 | Matériel — | Jours de fonctionnement L, Ma, Me, J, V, S | Jour / Soir / Nuit / Fêtes O / O / N / N | Voy. / an — | Dépôt Tournai |
| 491   | Desserte : Tournai Les Marronniers - CHWAPI - SNCB - Antoing SNCB - Mortagne Place / Callenelle SNCB - Péruwelz SNCB | | | | | | | | |
| 491   | Autre : • Cette ligne a un itinéraire différend en fonction de l'heure et du jour. | | | | | | | | |
| 491   | Dernière actualisation : — | | | | | | | | |

#### Réseau urbain de Mouscron
| Ligne | Caractéristiques                                                                                          | Caractéristiques                              | Caractéristiques                              | Caractéristiques                              | Caractéristiques                              | Caractéristiques                              | Caractéristiques                              | Caractéristiques                              | Caractéristiques                              |
| M     | Réseau urbain de Mouscron                                                                                 | Réseau urbain de Mouscron                     | Réseau urbain de Mouscron                     | Réseau urbain de Mouscron                     | Réseau urbain de Mouscron                     | Réseau urbain de Mouscron                     | Réseau urbain de Mouscron                     | Réseau urbain de Mouscron                     | Réseau urbain de Mouscron                     |
| M     | Mouscron SNCB ⥋ Mouscron Chaussée des Ballons                                                             | Mouscron SNCB ⥋ Mouscron Chaussée des Ballons | Mouscron SNCB ⥋ Mouscron Chaussée des Ballons | Mouscron SNCB ⥋ Mouscron Chaussée des Ballons | Mouscron SNCB ⥋ Mouscron Chaussée des Ballons | Mouscron SNCB ⥋ Mouscron Chaussée des Ballons | Mouscron SNCB ⥋ Mouscron Chaussée des Ballons | Mouscron SNCB ⥋ Mouscron Chaussée des Ballons | Mouscron SNCB ⥋ Mouscron Chaussée des Ballons |
| ----- | --- | --------------------------------------------- | --------------------------------------------- | --------------------------------------------- | --------------------------------------------- | --------------------------------------------- | --------------------------------------------- | --------------------------------------------- | --------------------------------------------- |
| M     | Ouverture / Fermeture — / —                                                                               | Longueur —                                    | Durée 17 - 19 min                             | Nb. d’arrêts 16 - 18                          | Matériel —                                    | Jours de fonctionnement L, Ma, Me, J, V       | Jour / Soir / Nuit / Fêtes O / O / N / N      | Voy. / an —                                   | Dépôt Tournai                                 |
| M     | Desserte : Mouscron SNCB - Grand-Place - Mont-à-Leux - Chaussée des Ballons                               |                                               |                                               |                                               |                                               |                                               |                                               |                                               |                                               |
| M     | Autre :                                                                                                   |                                               |                                               |                                               |                                               |                                               |                                               |                                               |                                               |
| M     | Dernière actualisation : —                                                                                |                                               |                                               |                                               |                                               |                                               |                                               |                                               |                                               |
| P     | Réseau urbain de Mouscron                                                                                 | Réseau urbain de Mouscron                     | Réseau urbain de Mouscron                     | Réseau urbain de Mouscron                     | Réseau urbain de Mouscron                     | Réseau urbain de Mouscron                     | Réseau urbain de Mouscron                     | Réseau urbain de Mouscron                     | Réseau urbain de Mouscron                     |
| P     | Mouscron SNCB ⥋ Mouscron SNCB                                                                             |                                               |                                               |                                               |                                               |                                               |                                               |                                               |                                               |
| P     | Ouverture / Fermeture — / —                                                                               | Longueur —                                    | Durée 33 min                                  | Nb. d’arrêts 30                               | Matériel —                                    | Jours de fonctionnement L, Ma, Me, J, V, S, D | Jour / Soir / Nuit / Fêtes O / O / N / O      | Voy. / an —                                   | Dépôt Tournai                                 |
| P     | Desserte : Mouscron SNCB - Grand-Place - Rue de Neuville - La Planche - Place de Picardie - Mouscron SNCB |                                               |                                               |                                               |                                               |                                               |                                               |                                               |                                               |
| P     | Autre : • Cette ligne circule uniquement dans un sens.                                                    |                                               |                                               |                                               |                                               |                                               |                                               |                                               |                                               |
| P     | Dernière actualisation : —                                                                                |                                               |                                               |                                               |                                               |                                               |                                               |                                               |                                               |
| RT    | Réseau urbain de Mouscron                                                                                 | Réseau urbain de Mouscron                     | Réseau urbain de Mouscron                     | Réseau urbain de Mouscron                     | Réseau urbain de Mouscron                     | Réseau urbain de Mouscron                     | Réseau urbain de Mouscron                     | Réseau urbain de Mouscron                     | Réseau urbain de Mouscron                     |
| RT    | Mouscron SNCB ⥋ Tourcoing CH Dron / Mouscron Place Sergent Ghiers terminus partiel                        |                                               |                                               |                                               |                                               |                                               |                                               |                                               |                                               |
| RT    | Ouverture / Fermeture — / —                                                                               | Longueur —                                    | Durée 20 min                                  | Nb. d’arrêts 17 - 19                          | Matériel —                                    | Jours de fonctionnement L, Ma, Me, J, V, S, D | Jour / Soir / Nuit / Fêtes O / O / N / O      | Voy. / an —                                   | Dépôt Tournai                                 |
| RT    | Desserte : Mouscron SNCB - Place Sergent Ghiers - Tourcoing CH Dron                                       |                                               |                                               |                                               |                                               |                                               |                                               |                                               |                                               |
| RT    | Autre : • Correspondance avec le Métro de Lille à Tourcoing CH Dron                                       |                                               |                                               |                                               |                                               |                                               |                                               |                                               |                                               |
| RT    | Dernière actualisation : —                                                                                |                                               |                                               |                                               |                                               |                                               |                                               |                                               |                                               |

## Anciennes lignes

### Région d'Ath - Blaton - Lessines
| Ligne | Caractéristiques                                                                                   | Caractéristiques    | Caractéristiques    | Caractéristiques    | Caractéristiques    | Caractéristiques          | Caractéristiques                         | Caractéristiques    | Caractéristiques       |
| 5     | Courtrai ⥋ Herseaux                                                                                | Courtrai ⥋ Herseaux | Courtrai ⥋ Herseaux | Courtrai ⥋ Herseaux | Courtrai ⥋ Herseaux | Courtrai ⥋ Herseaux       | Courtrai ⥋ Herseaux                      | Courtrai ⥋ Herseaux | Courtrai ⥋ Herseaux    |
| ----- | -------------------------------------------------------------------------------------------------- | ------------------- | ------------------- | ------------------- | ------------------- | ------------------------- | ---------------------------------------- | ------------------- | ---------------------- |
| 5     | Ouverture / Fermeture 1er décembre 2008 / décembre 2009,                                           | Longueur —          | Durée —             | Nb. d’arrêts —      | Matériel —          | Jours de fonctionnement — | Jour / Soir / Nuit / Fêtes — / — / — / — | Voy. / an —         | Dépôt Autobus Dujardin |
| 5     | Desserte : Kuurne, Heule, Gullegem, Wevelgem, Mouscron, Luigne                                     |                     |                     |                     |                     |                           |                                          |                     |                        |
| 5     | Autre : Exploitation par les Autobus Dujardin. Supprimée en décembre 2009 faute de fréquentation,. |                     |                     |                     |                     |                           |                                          |                     |                        |
| 5     | Dernière actualisation : —                                                                         |                     |                     |                     |                     |                           |                                          |                     |                        |
| 11    | Ath ⥋ Audenarde                                                                                    | Ath ⥋ Audenarde     | Ath ⥋ Audenarde     | Ath ⥋ Audenarde     | Ath ⥋ Audenarde     | Ath ⥋ Audenarde           | Ath ⥋ Audenarde                          | Ath ⥋ Audenarde     | Ath ⥋ Audenarde        |
| 11    | Ouverture / Fermeture 1er décembre 2008 / décembre 2009,                                           | Longueur —          | Durée —             | Nb. d’arrêts —      | Matériel —          | Jours de fonctionnement — | Jour / Soir / Nuit / Fêtes — / — / — / — | Voy. / an —         | Dépôt Autobus Dujardin |
| 11    | Desserte : Lessines, Flobecq, Ellezelles, Renaix, Leupegem                                         |                     |                     |                     |                     |                           |                                          |                     |                        |
| 11    | Autre : Exploitation par les Autobus Dujardin. Supprimée en décembre 2009 faute de fréquentation,. |                     |                     |                     |                     |                           |                                          |                     |                        |
| 11    | Dernière actualisation : —                                                                         |                     |                     |                     |                     |                           |                                          |                     |                        |
| 14    | Audenarde ⥋ Blaton                                                                                 | Audenarde ⥋ Blaton  | Audenarde ⥋ Blaton  | Audenarde ⥋ Blaton  | Audenarde ⥋ Blaton  | Audenarde ⥋ Blaton        | Audenarde ⥋ Blaton                       | Audenarde ⥋ Blaton  | Audenarde ⥋ Blaton     |
| 14    | Ouverture / Fermeture 1er décembre 2008 / décembre 2009,                                           | Longueur —          | Durée —             | Nb. d’arrêts —      | Matériel —          | Jours de fonctionnement — | Jour / Soir / Nuit / Fêtes — / — / — / — | Voy. / an —         | Dépôt Autobus Georges  |
| 14    | Desserte : Leupegem, Renaix, Leuze, Péruwelz                                                       |                     |                     |                     |                     |                           |                                          |                     |                        |
| 14    | Autre : Exploitation par les Autobus Georges. Supprimée en décembre 2009 faute de fréquentation,.  |                     |                     |                     |                     |                           |                                          |                     |                        |
| 14    | Dernière actualisation : —                                                                         |                     |                     |                     |                     |                           |                                          |                     |                        |

### Lignes régulières à Tournai (réseau urbain)
En mars 1990, un nouveau réseau urbain nommé le "Tournai City" vit le jour à Tournai. Ce réseau urbain remplaçait les "autobus urbains"  et les lignes qui constituent le Tournai City ont reçu une lettre plutôt qu'un numéro, ceux ci étant déjà utilisés pour les lignes régionales. Le Réseau était constitué des lignes suivantes jusqu'en 2000 :
- O Kain Centre - Tournai Gare - Hôpital Civil - Orcq Terminus (itinéraire repris dans la ligne B actuelle)
- O/ Kain Centre - Tournai Gare - Hôpital Civil - Résidence Carbonnelle
- W Orcq Terminus - Tournai Gare - 4 Coins Saint-Jacques - Grand-Place - Warchin - Rumillies - Tournai (itinéraire repris en partie dans la ligne W actuelle)
- R Tournai Résidence Carbonnelle - Gare - Rumillies - Warchin - Tournai Grand-Place - 4 Coins Saint-Jacques - Gare (itinéraire repris dans la ligne R actuelle)
- V Tournai Gare - Centre - Marvis - Prison - Chercq - Vaulx (Itinéraire repris dans la ligne V actuelle)
- Z Tournai Gare - Grand-Place - Résidence Carbonnelle - Froyennes Zoning (Itinéraire repris dans la ligne Z actuelle)
- K Froyennes Zoning - Tournai Centre -  Gare - Kain (itinéraire repris dans la ligne K actuelle)

Après les années 2000, le réseau du Tournai City a été en grande partie reformater pour connaitre la version actuelle (voir plus loin au-dessus).

### Lignes régulières à Tournai (réseau provincial)

#### 6 Tournai - Rumillies
27 avril 1952 : mise en service sous l'indice 6 en remplacement du tramway 6.
6 Tournai - Rumillies (reprise en tant que variante sur la ligne 95 Tournai - Leuze-en-Hainaut)

### Lignes régulières à Mouscron
À Mouscron, il n'y avait pas de réseau urbain global. On pouvait quand même considérer les lignes suivantes comme une sorte de réseau mouscronnois :
- Ligne M barré Mouscron Gare - Centre - Mont-à-Leux - Wattrelos Vieux Bureau

### Lignes régulières à Ath
C'est le 1er décembre 1988 qu'un réseau urbain à Ath a été conçu. Les lignes suivantes qui le constituaient ne roulaient que le samedi et le jeudi (jour de marché à Ath) :
- L Ligne - Villiers Saint-Amand - Ath (repris en tant que variante sur la ligne 12 Ath - Ligne/Blaton)
- A Ath - Arbre (repris en tant que variante sur la ligne 12 Ath - Ligne/Blaton)
- R Ath - Isières - Rebaix (repris en tant que variante sur la ligne 10 Ath - Flobecq/Ellezelles)
- H Ath - Houtaing (repris dans l'itinéraire de la ligne 9)

### Imagimons
Imagimons était un nouveau cinéma au Nord de Mons, devenu l'actuel Imagix. Pour ce faire, une ligne de bus avait donc été créée sous le nom "Imagimons" et faisait le tour de la ville par les boulevards et la chaussée du Roeulx

### Estaim'Bus
L'Estaimbus était un service de bus local dans la commune d'Estaimpuis. Les différents villages de l'entité étaient reliés deux fois par jour par une camionnette Mercedes-Benz MB100. Ce service était actif du 1er septembre 1996 au 14 avril 2001.

### Autres lignes régulières

#### 11 Flobecq - Grammont
31 août 1956 : mise en service sous l'indice 11 en remplacement du tramway 370/2.

### Liste
- 1/ Tournai - Blandain - Templeuve - Néchin - Toufflers (reprise en tant que variante sur la ligne 1 Tournai - Mouscron)
- 2/ Tournai - Pecq - Toufflers (reprise en tant que variante sur la ligne 2 Tournai - Dottignies - Mouscron)
- 3 Wasmes - Quaregnon - Mons (reprise en tant que variante sur la ligne 1 Saint-Ghislain - Mons)
- 4/ Wasmes - Baudour (reprise en tant que ligne 4 Wasmes - Baudour)
- 4/ Tournai - Blandain (reprise en tant que variante sur la ligne 4 Tournai - Baisieux et en tant que ligne B Kain - Tournai - Blandain)
- 5 Wasmes - Baudour (reprise en tant que ligne 4 Wasmes - Baudour)
- 7/ Audregnies - Dour - Mons (reprise en tant que variante sur la ligne 7 Quiévrain - Dour - Mons)
- 8 Dour - Erquennes - Roisin - Bavay (reprise en tant que ligne 8 Dour - Erquennes)
- 8/ Tournai - Gaurain (reprise en tant que ligne 8 Tournai - Gaurain - Bon-Secours)
- 10 Saint Ghislain - Lens - Enghien (reprise en tant que ligne 10 Saint-Ghislain  - Herchies)
- 12 Mons - Baudour - Saint Ghislain (ancienne ligne 14 Mons - Baudour - Saint-Ghislain)
- 13 Mons - Quevaucamps (reprise en tant que ligne 13 Saint-Ghislain - Quevaucamps)
- 14/ Mons - Baudour (Thenson)
- 14F Mons - Ghlin Marais - Ghlin Festinoy (reprise en tant que variante sur la ligne 14 Mons - Baudour - Saint-Ghislain)
- 16 Mons - Masnuy Saint-Jean - Herchies (reprise en tant que variante sur la ligne 16 Mons - Jurbise)
- 17 Mons - Havré - Maurage - Thieu (reprise en tant que variante sur la ligne 82 Mons - La Louvière - Trazegnies)
- 18 Mons - Obourg - Le Roeulx (reprise en tant que variante sur la ligne 18 Mons - Saint-Denis)
- 18/ Mons - Obourg - Saint-Denis (reprise en tant que ligne 18 Mons - Saint-Denis)
- 20 Mons - Cuesmes - Jemappes (reprise en tant que ligne 19/ Mons - Jemappes)
- 20a Mons - Cuesmes - Quévy
- 20b Mons - Saint Ghislain
- 20c Mons - Boussu
- 20/ Mons - Flénu - Quaregnon (reprise en tant que variante sur la ligne 6 Mons - Flénu)
- 21 Mons - Givry - Binche (reprise en partie par la ligne 21 Binche - Estinnes)
- 24 Frameries - Givry - Binche
- 25 Aulnois - Frameries (actuelle ligne 25 Blaregnies - Jemappes)
- 29 Roisin - Pommeroeul (reprise en tant que ligne 29' Quiévrain - Roisin)
- 34 Mons - Lobbes
- 39 La Louvière - Saint-Vaast - Houdeng (reprise en tant que ligne 37 La Louvière - Houdeng)
- 42 La Louvière - Houdeng-Goegnies
- 80 Charleroi (Eden) - Trazegnies - La Louvière - Maurage (reprise en partie en tant que ligne 82 Trazegnies - La Louvière - Mons)
- 67A Comines - Warneton - Le Touquet (reprise en tant que ligne 6 Comines - Houplines/Frelinghien)
- 82 Tournai - Escanaffles (remplacée en partie par la ligne 483)
- 85 Mouscron - Herseaux - Oudenaarde
- 88 B Tournai - Lesdain (actuelle ligne 98 Tournai - Lesdain)
- 101 Tournai - Bailleul - Mouscron (reprise en tant que variante sur la ligne 1 Tournai - Templeuve - Mouscron)
- 102 Tournai - Saint-Léger - Mouscron (reprise en tant que variante sur la ligne 2 Tournai - Dottignies - Mouscron)
- 138 Binche - La Louvière
- 164 La Louvière - Jolimont - Luttre / La Louvière - Godarville / Chapelle - Pont-à-Celles (reprise en tant que ligne 167 La Louvière - Luttre)
- 477 Lessines - Viane (ligne supprimée par manque de succès en 2013)
- 491 Mons - Valenciennes
- 492 Mons - Courtrai - Nieuwport
- 494 Tournai - Valenciennes
- 495 Tournai - Orchies
- 878 Charleroi - Maurage
- BLCh (Bus local de Chièvres)
- BLB (Bus local de Bernissart)
- M Service marchés : Tertre - Saint-Ghislain - Boussu
- Z Angreau - Dour - Thulin - Baudour Gleason
- Z Desserte du zoning de Frameries (reprise en tant que variantes sur les lignes 1, 2, 96)

### Lignes WEL

#### W01 Mons - Athis
La ligne est mise en service le 29 avril 2019 sous l'indice W01 entre la gare de Mons (Congrès) et Athis La Garde (offre Wallonia easy line, WEL), l'exploitation est assurée pour le compte du TEC Hainaut par les Voyages Nicolay au moyen d'autobus Neoplan Tourliner C,,.
Elle est supprimée le 1er avril 2020 par manque de fréquentation,,.